# 七つの大罪 (漫画)
『七つの大罪』（ななつのたいざい、The Seven Deadly Sins）は、鈴木央による日本の漫画。『週刊少年マガジン』（講談社）にて2011年52号の読切作品を経て、2012年45号から2020年17号まで連載された。2015年、第39回講談社漫画賞・少年部門受賞。2023年9月時点で全世界シリーズ累計発行部数は5500万部を突破している。
2014年4月16日にテレビアニメ化が発表され、2020年までにスペシャルアニメおよび劇場アニメを含む計5作品が製作された。鈴木央の連載作品において初の映像化となる。これを記念して、『なかよし』（講談社）2014年11月号に「出張版」(キケンなおつかい）が掲載された。
2021年1月27日から『週刊少年マガジン』において、続編である『黙示録の四騎士』の連載が開始された。

## あらすじ
人間と人間ならざる種族の世界が分かたれていなかった古の時代、ブリタニアの大地を舞台に、七人の大罪人から組織された伝説の騎士団〈七つの大罪〉の戦いを描く。アーサー王伝説の前日譚。

### リオネス王国奪還篇
ブリタニア随一の大国・リオネス王国は、聖騎士たちによる『聖戦』のための軍備強化、さらに増長した彼らの横暴によって荒れに荒れていた。十年前に聖騎士長殺しの濡れ衣を着せられた伝説の騎士〈憤怒の罪〉のメリオダスは、身分を隠して移動酒場を営んでいた折、自らに救国の助命を乞う第三王女エリザベスと出会う。片や冤罪の真実を知るため、片や母国を救うため、喋る豚ホークをともない、散り散りになったメリオダスの同朋である伝説の騎士団〈七つの大罪〉の行方を探し求める。旅の末、やがて〈嫉妬の罪〉ディアンヌ、〈強欲の罪〉バン、〈怠惰の罪〉キング、〈色欲の罪〉ゴウセル、〈暴食の罪〉マーリンが二人と一匹の元に集まった。六人まで結集した〈七つの大罪〉は、十年ぶりに戻った王都において、濡れ衣を着せた真犯人である、魔神族復活を目論む聖騎士長ヘンドリクセンと決戦。すべての名誉を回復した六人は、エリザベスとともに英雄としてリオネスに帰還する。

### 十戒篇
ドレファスを影で操っていた魔神フラウドリンの目論見によって、三千年前に封印された魔神族の精鋭〈十戒〉が復活し、瞬く間にブリタニアを侵略。しかし、最後の仲間である〈傲慢の罪〉エスカノールと合流した〈七つの大罪〉をはじめ、キャメロット王国の若き王アーサー・ペンドラゴン、そしてブリタニアの住人たちは叛逆の炎を絶やさず、圧倒的な力を持つ魔神族からブリタニアを取り返すために戦いを挑む。そして、3000年前の聖戦の真相や、メリオダスの過去なども明らかになっていく。

## 登場人物
声の項はアニメ版の声優。続編『黙示録の四騎士』での詳細については「黙示録の四騎士 (漫画)#登場人物」を参照。

### 主要人物
メリオダス
声 - 梶裕貴
身長：152cm / 体重：50kg / 血液型：B型 / 種族：魔神族 / 誕生日：7月25日 / 年齢：3000歳以上
闘級：3400（魔力400/武力990/気力2010）4400（魔神の力使用時）10300（魔神暴走時）→闘級：32500（魔力2700/武力27700/気力2100）56000（魔力3000/武力50000/気力3000）（魔神の力使用時）→闘級：60000→闘級：142000（殲滅状態時）→闘級：1000000(魔人王状態)
本作の主人公。移動酒場〈豚の帽子〉亭店主にして〈七つの大罪〉の団長で、通称「〈憤怒の罪（ドラゴン・シン）〉のメリオダス」。印となる獣は龍。刺青の位置は左の二の腕。手配書の人相書きは無精髭をたくわえているが、実際は年端もいかない少年の容姿をしている。
飄々とした気さくな性格の持ち主で、本来は不利なはずの状況でも滅多なことでは動じず、相手の経歴や種族にも差別をしない竹を割ったような気質で団員の信頼を勝ち得ているが、一方で自分の正体を含め秘密主義なところがあり、それが時として仲間との衝突を生むこともある。特定の女性に対してはスケベで、エリザベスとリズへのセクハラの常習犯。出す酒は客からも認められる極めて上質な物だが、なぜか不味い料理しか作れない。客の食べ残した（不味過ぎて吐いた客の吐瀉物含む）残飯は、ホークにとっては美味らしい。
その正体は魔神王の息子にして、〈十戒〉統率者でもあり「慈愛」の戒禁を授かっていた魔神族。次期魔神王候補、また魔神族のリーダーとして敵味方から畏れられていたが、彼自身はその地位にある自分を嫌悪し、女神族との諍いをくだらなく思う弟想いな性格であり、その中でエリザベスと出会い、「護りたい大切な存在」のいる喜びと気持ちに気付き、争いを終わらせるべく魔神族を裏切ったが、それが三千年前の聖戦の引き金となってしまった。聖戦後、最高神に「永遠の生」の呪いをかけられ、死しても煉獄に戻り、魔神王に感情の一部を捧げる代わりに蘇り、また永久に歳をとることがなくなり、真の意味で死ぬことができなくなる。同じく呪いをかけられたエリザベスと交わした「互いの呪いを解く」という約束を果たすべく、三千年の旅を続けてきた。またマーリンの初恋の相手でもあり、無自覚ながら彼女を混沌の復活を目論む道へと進ませた張本人でもあった。
10年前に起きた聖騎士長殺害事件の濡れ衣を着せられ、散り散りになった仲間を探す旅の最中、国の危機を救うため〈七つの大罪〉を探していたエリザベスと出会い、彼女を仲間に加えたのち、ひと悶着ありながらもディアンヌ、バン、キング、ゴウセルとも再会、その最中、魔神族復活の要となる「常闇の棺」の欠片を奪われたことで、それを取り戻すべく王国へ突入し聖騎士たちと全面戦争、アーサーの介入やマーリンとの再会、そして首謀者であるヘンドリクセンの魔神化により戦いは激化するも、最終的にはこれを撃破して10年前の事件の濡れ衣を晴らした。しかし彼によって魔神族の精鋭〈十戒〉が復活したことで、その戦いに身を投じることとなり、その最中に〈七つの大罪〉最後の一員であるエスカノールとも再会、戦いの中で兄弟であるエスタロッサに討たれ死亡するものの、「永遠の生」により蘇生させられるが、魔神王の策略により本来の感情を身体から切り離され、現世では魔神族らしい残虐性が表出した自身により次期魔神王となるべく戒禁の回収が行われ、一方で本来の感情は煉獄に放り込まれ放置されていた。バンの助力によって煉獄から脱出し、魔神王を退けて自身の体を取り戻すことに成功すると、弟であるゼルドリスの体を依り代に変えた魔神王を相手に激戦を繰り広げ、これを討ち破って完全勝利を果たした。騒動終結後、エリザベスと結婚してリオネス王国の新王となり、エリザベスとの間に息子トリスタンを儲けた。
物語開始時は「常闇の棺」の欠片を刃の折れた剣に偽装し、それを武装としていた。昔から強すぎるがゆえに、殺生を禁ずる誓約を架していたが、大事なものを失わぬために誓約を破る。以降はリズの遺品である小剣を、アルビオンとの戦いでそれが破損した後はバルトラに授かった神器「魔剣ロストヴェイン」を振るう。後述の魔力「全反撃」による、応戦主体の戦法だが、有事の際には魔神の力を用いて戦う。当初は制御が不十分だったものの、ドルイドの試練を経てこれを克服、以後は魔神の力と魔力を複合させての戦法を主体とするようになる。
罪「〈憤怒〉に我を忘れ「ダナフォール王国」を消滅させた」
16年前までダナフォール王国で聖騎士団の長を任されていたものの、王国を襲撃した魔神フラウドリンとの交戦中に恋人のリズを喪い、怒りに我を忘れて暴走したことが語られている。しかし、あくまでそう噂されているだけで、他の大罪メンバーのように処罰・投獄などの刑は下されていない。
神器「魔剣ロストヴェイン」
中心に五つの穴が空いた反りのある片刃の剣。ドラゴンの紋様が刻まれている。使用者の闘級の半分を総量とする実像分身を生成することができる。分身は複数体作ることもでき、その分1体1体の闘級は低くなってしまうが、ほぼ0の力で攻撃を跳ね返す「全反撃」と相性の良い神器である。〈豚の帽子〉亭の開業資金を捻出するために質入れして物語当初は所持していなかったが、実はマーリンによって買い戻され、巨獣アルビオンとの戦いの時にメリオダスに返却された。
魔力「全反撃（フルカウンター）」
自分に向けられた魔力を、倍以上の威力でもって跳ね返す魔力。単純な物理攻撃などを跳ね返すことはできない。本来の魔力ではなく師であるチャンドラーから教わったもの。
「カウンターバニッシュ」
自分に対する攻撃を消失させ無効化する全反撃の応用技術。
「リベンジ・カウンター」
魔力を解除した状態で受けたあらゆる攻撃魔法を体内に蓄積、チャージし、それを一気に解き放つ大技。王国騎士たちの魔力に身を晒した時には、灰色の魔神の血を飲んだヘンドリクセンを戦闘不能に追い込むほどの威力を見せた。
魔力「獄炎（ヘルブレイズ）」
全反撃とは異なる魔神の力。不死であるバンに傷を負わせることもできる。キングの魔力から応用法を学ぶことで、ある程度小回りを効かせられるようになった。
「付呪・獄炎（エンチャント・ヘルブレイズ）」
魔力によって作り出した「獄炎」の力を自らの武器に付随させる。
「神千斬り（かみちぎり）」
研ぎ澄まされた感覚と魔力で放つ、「獄炎」を纏った渾身の巨大な斬撃を放つ。
「殲滅状態（アサルトモード）」
魔神族の魔力が完全に解放された状態。同胞であった〈十戒〉からも畏れられたという。
「トリリオン・ダーク」
闇を球状にした塊を弾丸のごとく無数に放つ。魔神王の体を貫通する威力を持つ。キングの技を元に編み出した。
合技「神喰い」
エリザベスの「聖櫃」を自らの武器に付随させた状態で放つ「神千斬り」。
「紫電一閃」
数いる敵を高速で縦横無尽に斬りつける。
〈七つの大罪〉合技「不俱戴天」
自身の「トリリオン・ダーク」、バンの「キリング・ストーム」、ディアンヌの「飛拳」、キングの「裁きの槍」、ゴウセルの「魔力切断」、エスカノールの「終末の業火」を、マーリンの「全魔力合体」によって一つの集合体にし、「全反撃」の連続によって魔力を何倍にも増大させて放たれる最大の攻撃。ブリタニアを消し飛ばしかねないと称されるほどの威力を持つ。
劇場版「七つの大罪 光に呪われし者たち」に登場した魔力
合技「闇の処刑」
ゼルドリスの魔力”凶呪縛”にメリオダスの神千切りを放ち攻撃する。
合技「暴君殺し」
メリオダスとゼルドリスの剣に闇の魔力を付与して斬りかかる技。

エリザベス・リオネス
声 - 雨宮天
身長：162cm / 体重：不明 / 血液型：O型 / 種族：人間（元女神族） / 誕生日：6月12日 / 年齢：16歳
闘級：1925（魔力1700/武力5/気力220）
本作のヒロイン。リオネス王国第3王女。〈豚の帽子〉亭ウェイトレス。メリオダス不在時はマスターも兼任していた。なお彼女も料理が苦手である。
抜群のプロポーションの持ち主で、前髪で右目を隠した長髪が特徴。実は国王バルトラの実子ではなく養子。王家の血を持たないばかりか亡国ダナフォールの出身。王国奪還の際、ヘンドリクセンからは「森の賢者（ドルイド）」の巫女の血を引く「女神族の使徒」と呼ばれていた。右目に女神族の紋様が浮かんでおり、記憶を完全に取り戻してからは、左目にも浮かんでいる。
正体は三千年前の聖戦において魔神族と戦った、最高神の娘の女神エリザベスの生まれ変わり。〈光の聖痕〉を率いる〈四大天使〉にも劣らぬ実力と地位を兼ねそろえた女神族であり、多くの同胞たちから尊敬される存在であった。一方で五種族は皆平等で争わず手を取り合うべきという女神族の基本理念から外れた考えを持つ異端者であり、特に魔神族殲滅を主導するリュドシエルと対立していた。メリオダスに初めて出来た「心から護りたい存在」であり、当時から互いに愛し合う仲であった。また詳細は不明だが魔界では「血まみれエリー」と呼ばれていたという。しかし魔神族と結ばれ、また敵までも救ったことから魔神王により「永劫の輪廻」の呪いをかけられ、記憶をなくしたまま人間としての短い生を繰り返し、メリオダスと出逢えば恋に落ち、記憶を取り戻すとその三日後に必ずメリオダスの前で命を落とすという運命を決定づけられている。16年前にフラウドリンに殺害されたリズもこの転生の系譜であり、リズの死の直後に誕生し、バルトラに預けられた。
リオネス王国で聖騎士によるクーデターが起こった際、〈七つの大罪〉に王都奪還の助力を乞うために単身で出奔した。その先で偶然メリオダスと出会い、以後は王国奪還のための旅に同道する。王都解放後は記憶の回帰を恐れるメリオダスから王都に留まるよう勧められたが、紆余曲折の末に結局は同行した。戦いの中で女神族の魔力を行使し続けたことで封じられていた記憶が回帰し、余命3日の命となるもそれに屈することもなく、魔神王になろうとするメリオダスを止めるべく行動を起こす。他の大罪たちに加え復活したリュドシエルたちと手を組み、聖戦ではリュドシエルの影響で自身の身を顧みない聖騎士たちの傷を癒していた。そこへ彼女たちの魔力を感じ逃げてきたデリエリと彼女を追跡するエスタロッサが現れ、戦いの末にエスタロッサに連れていかれる。エスタロッサと話していく内に彼の事を思い出していきその正体がマエルであることに気づく。マエルを救出した後は共にメリオダスたちのもとへ向かい、彼の心を繋ぎ止める重要な役割を担った。魔神王を倒した後メリオダスと共に行動しようとするも復活した呪いに襲われ、メリオダスと共にゼルドリスの体を乗っ取った魔神王の元へ向かい交戦する。駆けつけた七つの大罪とも協力して魔神王を倒し、すべてが解決した後は呪いからも完全に解放され、メリオダスと結ばれた。その後新しい女王となり、子供のトリスタンを儲けた。
心優しく大人しい淑女だが、気丈な心根で、非道を働く者には決して屈さず、時として無謀な行動で戦局を打開することもある。メリオダスに過剰な信頼を預けてしまっており、危ういほどの一途さを持つ。メリオダスのセクハラには、恥ずかしがるものの決して嫌がったりはしない。
魔力「不明」
相手の傷を癒やし、魔神の魔力を押し返すという芸当も可能としている。当初は無自覚に発動（自己回復するバンを例外として七つの大罪たちや協力者、エリザベス自身が不自然に早く回復していたが、長らく謎とされていた）していたが、ヘンドリクセンとの戦いの後はある程度自分の意思で制御できるようになった。
「癒しの超魔力」
覚醒したエリザベスの身体から放たれた女神の光があらゆる傷と生命力を癒やす。既に失われた命を取り戻すことはできない。
「聖櫃（アーク）」
光の玉を出現させ、玉の中に敵を閉じ込め光でのダメージを与える。ドルイドの持つ「浄化（パージ）」の上位互換にあたる女神族の魔力。
内側の敵ごと光の玉を操って動かし、叩き付けることもできる。記憶が目覚める前の未覚醒の状態でも〈十戒〉のデリエリの片腕を消滅させるほどの威力を持つ。
「光あれ」
巨大な光の槍を放ち、貫いた対象の恨みや怨念、闇を取り除き、浄化する。
「健やかなれ」
毒素を一瞬で中和する。
「安らかなれ」
対象の瘴気を浄化する。
「ヨナの受難」
光で出来た巨大な魚を放つ。エスタロッサの獄炎を全て消失させた。
合技「三層牢獄（トリプル・プリズン）」
自身の「聖櫃」、マーリンの「完璧なる立方体」、キングの「花粒園」による3層の結界魔術。対象をその中心に閉じ込める。

ホーク
声 - 久野美咲
身長：体長100cm・体高50cm / 体重140kg / 血液型：B型 / 種族：豚 / 誕生日：8月6日生まれ / 年齢：16歳
闘級：30（魔力0/武力25/気力5）
本作のマスコット。人語を理解し、話せる豚。メリオダスの友人であり、自称『残飯処理騎士団』団長。
基本的に〈豚の帽子〉亭の残飯処理などを請け負うが、バイゼル喧嘩祭りなど酒樽を担いで商売をすることもある。非常に仲間想いな性格で、大罪を体を張って庇ったことも少なくない。仲間たちからも普段は少し雑な扱われ方だが内心では大切に思われており、ヘンドリクセンとの戦いで死亡したと思われた際にはメリオダスやバンが激怒し、エリザベスは泣いていた。実力は低いが、重要な局面にて予想外の働きをすることが多い。
その正体は魔神王によって連れてこられた煉獄の生物であり、本名はマイルド。無自覚ではあるが、その目は煉獄とつながっており、そこから魔神王がメリオダスを監視するための回廊としての役割を担っていた。生まれてすぐに魔神王に攫われ現世に送り込まれたため、彼自身に煉獄での記憶はない。もともと煉獄の生物であるため非常に頑丈。
〈七つの大罪〉が指名手配された事件の直後、前後の記憶を失ったメリオダスと穴蔵のなかで出会い、以後は彼の友人として旅路を共にしていた。自分のことは畜生だと思っていない。相手を罵るときには「ブタ野郎」などと言ったりする。破天荒な振る舞いと根拠のない自信に満ちあふれているものの、基本的にはツッコミ役。
耳に付けていた飾りをエリザベスに蘇生してもらった際に紛失したため、マーリンから譲り受けた「バロールの魔眼」を付けている。メリオダスが昔飼っていた人語を喋る鳥・ワンドル（声 - 梶裕貴）に性格がよく似ている。全ての決着後は兄であるワイルドのことをメリオダスやバンから聞き、煉獄に墓を建てるべくマーリンの力を借りて煉獄へ行き、実際は生存していたワイルドと再会を果たした。
アニメでは走る時などに「とんとことことこ」といった足音を喋る。
魔力「変身（トランスポーク）」
魔力を持った生き物を食べ、相手の特徴をトレースしその能力を排便するまで使用可能。食べた生き物によって自身の闘級も変わる。
「暴龍ver.（タイラントドラゴンバージョン）」
闘級：610（魔力80/武力520/気力10）
初めて変身したフォーム。鼻から出す炎を出せるが自分が熱でダメージを受け、翼化した耳も全力で羽ばたいて僅かに浮かぶだけであまり役に立たない。実は強い。
「サンドクローラーver.（サンドクローラーバージョン）」
闘級：190（魔力80/武力100/気力10）
砂場や土の中を移動できるようになる。ぬるぬるする。
「赤色魔神ver.（あかいろまじんバージョン）」
闘級：940（魔力450/武力480/気力10）
言葉を失い赤色魔神のような笑い声を上げるようになるが、感情や知性はそのまま残っている。二重アゴ。
「残飯息吹（ざんぱんブレス）」
赤色の魔神を食べた時に使用可能。鼻から相手に強烈な臭いの息を吐きかける。フラウドリンをたじろがせるほどの威力。
「ローリング・ハム・アタック」
回転力を加えた高速突進で相手に強烈な一撃を食らわせる技。たまに外す。
「スーパー・ロース・イリュージョン」
幻影が見えるほどの高速移動で相手を惑わせながらの体当たり。ハウザーを弾き飛ばすほどの威力を持つ。
「フォゲット・ミール」
己の気配を完全に消し、死角から不意に攻撃する技。
「肉の目隠し（ミート・ダークネス）」
相手の背中にまたがり、前足で目隠しをする。

ホークママ
声 - 中嶋佳葉
ホークの母親である超巨大豚。ホークと違って人語を喋ることはできない。背中に〈豚の帽子〉亭が乗っており、酒場が移動するのは彼女の力のお蔭である。その正体はこの世の全てを生み出したとされる「混沌」そのものであり、巨大豚としての姿も仮初に過ぎなかった。アーサーが混沌の王として蘇生するとともに、ホークママとしての抜け殻のみを残してアーサーと一体化した。

トリスタン・リオネス
声 - 小松未可子、村瀬歩（青年期）
最終話に登場したメリオダスとエリザベスの息子。やんちゃな性格で、〈七つの大罪〉が王国に集まると聞いて彼らがクーデターを起こすつもりだと勘違いして一人で大騒ぎしていたが、彼らの歩んだ道を知った後は考えを改め、〈七つの大罪〉になることを夢に掲げた。10歳であるが、その闘級はゴウセルが感心するほどに高い。
『怨嗟のエジンバラ』では主人公。聖騎士を目指しているが、度々父親との稽古をサボっては人助けをしている。魔神族の力をコントロールすることができず、無意識に人を傷つけてしまうことに激しく苦悩している。デスピアスの呪いにかかったエリザベスを助けるために旅に出る。ランスロットの説得で魔神族の力を解放しデスピアスを倒し母親を救い出したが、暴走は続きそれを止めようとするランスロットと戦い敗北し喜びながら気絶した。回復後はメリオダス達と共に帰国する。
「全反撃（フルカウンター）」
メリオダスと同じ技。ランスロットからは「ボロカウンター」と言われた。
「流星群（フォーリングスター）」
多量の光弾を乱射。
「星の瞬き（ティンクルスター）」
巨大な十字型の光を放つ
「星砕剣（スターブレイカー）」
剣に巨大な光をまとい振る。

#### 〈七つの大罪〉
メリオダス
〈七つの大罪〉の団長。

バン
声 - 鈴木達央、雨宮天（少年）
身長：210cm / 体重：70kg / 血液型：B型 / 種族：元人間 / 誕生日：2月14日 / 年齢：43歳（肉体年齢は23歳）
闘級：3220（魔力1380/武力930/気力910）
〈七つの大罪〉の一員で、通称「〈強欲の罪（フォックス・シン）〉のバン」。印となる獣は狐。刺青の位置は左の脇腹。料理上手であるため〈豚の帽子〉亭のコックを担当。
「不死身の（アンデッド）バン」の異名で知られる、不死の肉体を持つ青年。血を飲ませることで他人を回復させることができる。団に入る前は盗賊をしており、現在も他者の服を盗むなど手癖が非常に悪い。左の首筋にメリオダスにつけられた消えない傷跡が残っている。語尾に「〜♪」をつけて喋り、ノリが軽く楽天的に見える性格。また不死の肉体を持つため生の実感のために楽しみや痛みを求めている。闘級が3万以上違うメリオダスと腕相撲で300勝以上している。かつて投獄されていたところをメリオダスに勧誘され、〈七つの大罪〉の一員となった。以後、メリオダスに信頼を抱き、他の大罪たちのことも大切に思っている。ホークのことは師匠と呼び仲良くなっており、彼がヘンドリクセンにやられた際には「あんな気のいい奴をよくも」と激怒していた。
本編開始より5年前に自ら捕まりバステ監獄に投獄されるが、メリオダスの監獄突入に同調して脱出し、彼らと合流する。王国突入後、女神族から自分を庇って命を落とした恋人・エレインを生き返らせてもらうことと引き合いにメリオダスの殺害を依頼され、メリオダスと衝突した。このため王国奪還後は団を抜け、ジェリコと共にエレイン蘇生のための旅にでる。その道中で育ての父であるジバゴと再会、彼の最後を見届け墓を立てた直後に復活したエレインの襲撃を受ける。さらに〈十戒〉のガランとメラスキュラ襲撃を受けガランの力を奪い善戦するも反動で動けなくなってしまう。魂となったジバゴやジェリコの協力によって逃げた先でエスカノールと再会し、バイゼル喧嘩祭りにおいて〈七つの大罪〉と再合流を果たし、メリオダスと和解した。その後、メリオダスの感情を取り戻すべく煉獄へ赴く必要性が表出した際には不死の特性を生かして自ら志願し、数百年の時を過ごした末にメリオダスの感情を見つけ出しメリオダスの感情とワイルドとの共闘の末に魔神王からメリオダスの感情を取り戻すことに成功、煉獄を脱出後はエレインを助け出し、キャメロットにて魔神王相手に互角に渡り合った。全ての決着後はエレインと二人で旅立ち、またエレインとの間に子を儲け、「ランスロット」と名付けた。
格闘術を主とした肉弾戦を主体とするほか、不死身の特性を生かした戦いを得意とする。魔神族との戦いにおいて、仲間たちに後れを取るようになってからは自らの非力さに悩む節が見られるようになっていたが、煉獄で何百年も過ごしたことで、身体が煉獄の過酷な環境に完全に慣れたことによって肉体が桁違いに強化され、魔神王相手に互角に格闘戦で渡り合えるほどの力を手に入れた。同時に、魔神族との戦いで瀕死となったエレインにすべての「生命の泉」の力を注ぎこんだことで、エレインを完全に蘇らせるとともに「生命の泉」の力が無くなったため不死の力を失った。だが魔神王と互角に渡り合っている姿を見たキングは「不死以上の力を手にしている」と言った。
罪状「己の〈強欲〉がために、王国と友好関係にあった妖精王の森を破壊し「生命の泉」を我が物とし、聖女を殺害した」
以前は「賊の（バンデット）バン」という通り名を持つ盗賊であり、人生の享楽を求めてジバゴから教えられた「生命の泉」がもたらす不老不死を奪おうとした。そこで出会ったエレインに幾度も追い返されるも諦めず、エレインから「生命の泉」が無くなると妖精王の森が維持できなくなると聞かされると、「生命の泉」の強奪を諦める。その後は次第に彼女との絆を温めた。赤色の魔神の襲撃の際にエレインに庇われ、エレインから「生命の泉」を口移しで飲まされ不老不死となり、赤色の魔神を倒した後、自ら出頭。つまりは冤罪であった。本来は死罪を求刑されていたものの、多くの刑罰でも不死身で死に至ることがなかったため投獄という処置に至った。
神器「聖棍クレシューズ」
両端が尖った四節棍。5年前にバステ監獄に投獄された際に没収されていたが、実はマーリンが密かに持っており、インデュラとの戦闘の時にバンに返還された。神器の中でもとりわけ自在かつ変則的な攻撃を可能とし、さらに攻撃の精度を最大級にまで高める特性「超集中力（スーパーコンセントレーション）」を持つ。
魔力「強奪（スナッチ）」
直接触れずに遠距離から物体や身体能力などを奪う魔力。
「身体狩り（フィジカルハント）」
相手の身体能力を強制的に奪って弱体化させ、それを自分に上乗せする。ただし、効果終了後に副作用として強い疲労感に襲われる。
「狩りの祭典（ハンターフェス）」
周囲に存在するすべての生物に対して武力中心に「身体狩り」を行う大技。使用者の許容量を超える「身体狩り」はできない。
「獲物狩り（フォックスハント）」
三節棍や鞭などの武器を使い、対象を高速かつ正確に奪う。相手の心臓を奪う攻撃にも使える。
「バニシング・キル」
高速で回転しながら手にした武器で遠距離から相手を斬りつける。
「絶気配（ゼロサイン）」
気配を断ち相手に忍び寄る。
「死神の一薙ぎ（アサルトハント）」
鞭などを高速で旋回させ、広範囲に渡って薙ぎ払いながら切断を行う。煉獄からの帰還後に「聖棍クレシューズ」を使用した時には射程・速度ともに桁外れな威力での攻撃を可能としている。
「贈与（ギフト）」
自身の力や体力を相手に与える。魔神王との戦いの中で会得した。
「キリング・ストーム」
「聖棍クレシューズ」を持ちながら高速で回転し、広範囲に斬撃を飛ばす。

ディアンヌ
声 - 悠木碧
身長：915cm（縮小時は165cm） / 体重：不明 / 血液型：O型 / 種族：巨人族 / 誕生日：12月24日 / 年齢：約750歳（人間換算で15歳）
闘級：3350（魔力900/武力1970/気力480）→闘級：8000（通常）闘級：48000（ドロールの舞使用時）
〈七つの大罪〉の一員で、通称「〈嫉妬の罪（サーペント・シン）〉のディアンヌ」。印となる獣は蛇。刺青の位置は左の太腿。メガドーザの戦士である巨人族の少女。〈豚の帽子〉亭の大看板娘を務めている。
一人称は「ボク」。団の中でも一、二を争う怪力の少女だが、拗ねたり、照れると髪で顔を隠すしぐさをするなど乙女らしい一面も見せる。仲間が傷つけられたり、無辜の民を傷つける非道には容赦しないが、反面非情になりきれない甘さが本来の実力を抑制してしまっている一面もある。
約700年前、戦いを拒み巨人族の里から出奔していた際にキングと出会い、約500年間生活を共にしていたことがある。お互いに想い合う仲となるものの、贖罪のために離れることとなったキングに記憶を消されていた。
10年前の事件後は「白夢の森」に落ち延び、原住していた魔物（ハイドアンドシーク）たちに自分を匿わせていた。当初はメリオダスを巡っての恋の鞘当てをしていたエリザベスと折り合いが悪かったが、〈不気味な牙〉との戦いを経て和解し、以後親友として友情を深めていく。通りかかったメリオダスらと合流し王国奪還へ向かう。王国奪還後は封じられた記憶を取り戻し、キングへの想いに焦がれるものの、興味を抱いたゴウセルの「消え行く彼岸」を受け、記憶の逆行により今度は仲間たちのことさえ忘れてしまう。放浪していたところをマトローナに保護され、以後は彼女と行動を共にする。バイゼル大喧嘩祭りではキングとペアになり、〈十戒〉の代理と戦い勝利する。その後はキングと共に住んでいたが、現れたグロキシニアとドロールの試練によって三千年前へと逆行し、聖戦の真実を知る。この時、「無欲」のゴウセルに記憶の魔法を解除されて幼い頃の記憶も思い出し、現世への帰還後はキングとも晴れて相思相愛の仲となる。さらに過去のゴウセルとの約束を果たすべく彼の記憶を取り戻し、ゴウセルとも和解する。魔神族との戦いではキングと共に圧倒的な力を見せるもエスタロッサの襲撃を受ける。エリザベスが連れ去られた際にはキングたちに任せていたがマエルが復活し、戒禁を取り込み窮地に立たされた所へ駆けつけゴウセル、キングと共に交戦する。さらに仲間と共にキャメロットへ向かいメリオダスを助け出した。復活した魔神王との交戦の際、夢を語っていたところにキングから正式にプロポーズされた。決着後は巨人族の新王として妖精と巨人の王国を築くべく、キングと共に妖精王の森へ帰還した。
罪状「力への〈嫉妬〉ゆえに王国の友兵マトローナを毒殺、さらに口封じのため、無辜なる王国騎士330名を惨殺した」
16年前にマトローナと共にリオネス聖騎士の協力要請を受け参戦するが、「反逆者の巨人族を打ち取る」という功を狙った聖騎士に罠に嵌められてしまい、その結果マトローナと多数の聖騎士の殺害という濡れ衣を着せられてしまう。死刑執行の直前、王の勅命でメリオダスに身柄を引き取られ、〈七つの大罪〉に加入。
神器「戦鎚ギデオン」
2,200ポンドの巨大な大槌。10年前に〈七つの大罪〉が離散した後に紛失、その後王国に回収され、大罪をおびき寄せる囮としてバイゼルの喧嘩大会の賞品として喧伝されていた。
受けた攻撃魔力を神器を通して全て大地へ逃がす特性「避雷針」を持つが、大地や生物を魔力で傷つけてしまうデメリットもある。
魔力「創造（クリエイション）」
地と密接な関係にある巨人族特有の大地や鉱物を操る魔力。鉄を飴のようにねじ曲げ、地層を塔のように隆起させ大地を砂状にすることができる。
「砂の渦（サンドワール）」
鉱物を砂に変え、相手の足元に砂の渦を発生させ、そこに引きずり込んで相手の機動力を奪う。
「重金属（ヘビメタ）」
自身の体を重く硬い金属へと変化させる。防御だけでなく落下して攻撃にも使用できる。
「大地の怒号（マザー・カタストロフィ / アニメではマザー・カタストロフ）」
ギデオンの力で地表を抉り取ると同時に相手を空中に吹き飛ばし、抉り取った土砂を空中で圧縮してその塊の上でギデオンを振り下ろし、吹き飛んだ相手に塊を落下させて叩き潰す。
「大地の剛剣（グラウンド・グラディウス）」
地層を巨大な剣の形に隆起させ、先端に威力を集中させて攻撃する。
「昇天隕石（ライジング・メテオ）」
大地を星の形に隆起させ、相手を磔にしたまま上空に叩き上げる。
「千の礫（ラッシュ・ロック）」
無数の岩石を浮遊させ、一斉に相手にに向かって飛ばす。
「双子の巨像（フィレアンドロース）」
2体の岩石の巨像を作りだし操る。幼少期（キングに出会う前）はこの二つの巨像とともに暮らしており、フィレ、ロースと名付けられていた。
「双拳（ダブル・ハンマー）」
2本の岩石の拳を作りだし殴る。
「土人形（フレンズ）」
双子の巨像とは別に、現実にいる者の姿で作られたゴーレム。戦闘力も双子の巨像より強くドロールのゴーレムを沈めた。なおコピーされたのは、メリオダス、エリザベス、マトローナ、キング、ホークである。
「乱撃衝（クレイジーラッシュ）」
無数の岩石の拳で敵を殴る。
「ドロールの舞」
試練の末、ドロールから受け継がれた巨人族の舞。踊ることで闘級を継続的に高めていく。
「金剛塔（ダイヤモンド・タワー）」
地面よりいくつにも連なる巨大な結晶の柱を突き上げる。
「大地創造（マザー・クリエイション）」
大地を切り砕いた無数の破片を操る。そのまま攻撃に転じられる他、破片を使って新たなる台地を形成することも可能とする。

キング / ハーレクイン
声 - 福山潤
身長：160cm・体重：48kg（少年時）/ 身長：180cm・体重：120kg（おっさん時）/ 血液型：AB型 / 種族：妖精族 / 誕生日：4月1日 / 年齢：1300歳
闘級：4190（魔力3370/武力0/気力820）→闘級：41600
〈七つの大罪〉の一員で、通称「〈怠惰の罪（グリズリー・シン）〉のキング」。印となる獣は熊。刺青の位置は左の脹脛。〈豚の帽子〉亭の仕入れ係を担当。
小柄な少年と丸々と太った巨漢（おっさん）という二つの姿を持つ妖精族の王。本名は「ハーレクイン」。妖精界に生える神樹によって選ばれた絶対的な守護者として恐れられ、「キング」の名がついたとのこと。妖精王としては、三代目にあたる。手配書にはおっさん姿で描かれているが、これは妖精族特有の変身能力を使った正装としての気を張った仮の姿であり、本来の姿は少年の方である。団員だった頃では、まだ羽は生えていなかったが、「全反撃」で跳ね返された「状態促進」を受けた際に背中に痛みが走る表現があった。グロキシニアとドロールの試練を合格した後は小さい羽が生えており、グロキシニアからは小さな羽なのに自身と同等に霊槍を扱えていることから、羽が完全に生えた時には歴代最強の妖精王になれると期待されている。その後のマエルとの戦いにおいて遂に力が完全に覚醒、姿が大人びて蝶のような大きな羽に進化し、解放状態の霊槍よりもさらに強力な威力の霊槍を、同時に複数出現させ操れるようになった。また、エレインと同じく、心を読むことができるようになっている。魔力を使い切ると少年の姿と生え始めの小さな羽に戻ってしまう。メンバーの中では常識的で王族であるエリザベスやアーサーへの敬意は忘れず、癖の強い仲間たちに対して突っ込み役に回ることも多い。。誰かのために戦うときにこそ真の力を発揮する性格とされる。ディアンヌに強い想いを寄せているものの、過去の禍根もあり素直に言い出せずにいる。
10年前に〈七つの大罪〉が離散した後、無残に焼き尽くされた故郷を目の当たりにし、妹のエレインが殺害されたという情報を得る。バンに仇討ちをしようとしたが死者の都でエレインの説得により和解。メリオダスたちがエリザベスと旅をしていることを知り、合流した。バイゼルにて殺した筈の親友であるヘルブラムと再会し、王国に一足先に向かったディアンヌの窮地に駆けつけ再びヘルブラムと交戦する。ディアンヌたちを守りながらも戦い一度はヘルブラムに勝利するもヘンドリクセンによって三度ヘルブラムと殺し合うことになり、悲しみながらもヘルブラムの願いを聞き入れ彼を殺した。王国奪還後はバンとともに旅に出た後、妖精の森へ戻るものの、アルビオンの襲撃を受けてこれを打倒し、再び〈七つの大罪〉の戦線に加わる。アルビオンの襲撃から魔神への嫌悪感が非常に強まっており、魔神族に連なるメリオダスとの衝突が多く見られるようになったが、試練を受けて彼の過去を知ることとなり、仲間と合流し彼と和解した。聖戦ではエスタロッサに連れ去られたエリザベスを助けるため、デリエリ達と共にエスタロッサの元へ向かうがそこでエスタロッサの正体がマエルであることが発覚、圧倒される。それでも諦めず奮戦するも戒禁を四つ取り込んだマエルに追い詰められるが、今までの大切な人のことを思い出して覚醒し、逆にマエルを圧倒した。その後神器で遠方からマーリンたちを援護し、メリオダスをのっとた魔神王を仲間たちと撃退した。ゼルドリスをのっとた魔神王との戦いでディアンヌにプロポーズし、全ての事件の終了後ディアンヌと共に妖精王の森へ帰った。エレインとバンが結婚したことからバンの義理の兄となる。
騎士時代以前から強大な魔力を発揮していた。戦闘では空中浮遊が可能な高い機動力を活かし、神器も多くの形態に変形させることができる。その反面、身体能力は著しく低い。また、妖精族の森にいた際、人間から服を作る手立てを覚えた。
罪状「一人の妖精による人間の虐殺という凶行を見過ごした、妖精王としての〈怠惰〉」
本編から約700年前、人間たちに連れ去られた同族を助けるために神樹の森を飛び出すものの不意を突かれ負傷し、記憶を失う。記憶を取り戻すまでの間に人間への復讐に取り憑かれ、凶行を繰り返した同族のヘルブラムを自ら討つものの、その責を負う形で1000年の禁錮刑に服することになった。
記憶を失った自分を介抱したディアンヌと懇意になり、長い時（約500年間）を過ごすものの、刑に服する際に彼女の記憶を消している。
魔力「災厄（ディザスター）」
対象の「状態」を促進する魔力。成長を促す一方で、傷や毒、腫瘍などといった悪性の状態を進行させてかすり傷から重篤なダメージを負わせることも可能。植物の繁栄と間引きを行う妖精王ならではの魔力とされている。
その性質上か、神樹から創りだされた霊槍の力を最大限に引き出すことができる。
状態促進（ステータスプロモーション）
傷、腫瘍、毒などを悪化させる。メリオダスと衝突したときに彼の肩の傷を拡大させた。
養分凝縮（コンデンスパワー）
木々の水分を一気に凝縮し放つ技。その威力は鉄の玉に相当する。
神器「霊槍シャスティフォル」
妖精界の神樹から作られた、鋼を超える強度を持つ神器。神樹の持つ不思議な特性を持ち、「災厄」の魔力によってその全ての特性を引き出すことができる。真っ二つに折られたくらいではすぐに再生できる。
神器解放することで「真・霊槍シャスティフォル」の姿を現し、キングの闘級を爆発的に向上させるとともに性能も強化されるが、消耗もそれに比例して増える。グロキシニアによる試練をクリアした後は、解放状態のシャスティフォルをノーリスクで使用できるようになった。マエルとの戦いの中で力が完全に覚醒したことで、解放状態よりもさらに強力な力を持つ覚醒状態のシャスティフォルを使え、さらに一度に複数の形態を同時に使えるようになった。
第一形態「霊槍（シャスティフォル）」
通常の槍形態。神器解放時は数倍のサイズになり、アルビオンを一撃で粉砕した。覚醒状態では解放時よりもさらに大きな槍となっている。
「飛び回る蜂（バンブルビー）」
第一形態のシャスティフォルを高速で操り相手を斬りつける。
「暴君の嵐（タイラントテンペスト)」
神器解放したシャスティフォルを回転させ、敵を切り刻む。
　「裁きの槍」
第二形態「守護獣（ガーディアン）」
巨大な熊のぬいぐるみの形態。正体は神樹が外敵から身を守るため、自らに生える苔を形状化したもの。苔から作られた体は、あらゆる攻撃をいなし、水分を多く含む体は炎に強い耐性を持つが、凍結には弱い。神器解放時はディアンヌと同程度のサイズまで巨大化し、戦闘力も上昇している。覚醒状態での守護獣は八腕となる。
第三形態「化石化（フォシライゼーション）」
先端が二股の矛のような形状をした槍。刃に触れたものを石化させる。貫いた先端部から石化は始まる。
第四形態「光華（サンフラワー）」
妖精界の神樹に咲く巨大な花。花弁から高威力の光線を放つ。覚醒状態ではさらに強力な威力の光線を放つことができる。
第五形態「増殖（インクリース）」
切先のみの形状の槍を無数に出現させる。飛び道具として攻撃、自身の周りに張り巡らせての防御など応用が可能。神器解放時は単体がキングの体躯並のサイズになっている。覚醒時に槍がさらに大きくなっており、槍の形状も両刃剣の形となっている。
「炸裂する刃雨（ファイトファイア・ウィズファイア）」
増殖させた無数の槍を、上空から相手目掛けて降らせる。
第六形態「神樹の衣（ユグドラ・クロス）」
体全体に硬い神樹の鎧を着て篭手部分に付いた刀状の武器で相手を斬る。防御にも活用でき、汎用性が高く他の形態と違い、武術的な技を主に使う。
第七形態「導苔（ルミナシティ）」
土星のような環を持つ惑星の形をした光り輝く球体。光源がなくとも光を放ち、明かり代わりに使用できる。
第八形態「花粒園（パレン・ガーデン）」
殻状になり対象を守る防御形態。神樹が出す花粉の治癒効果によって内部にいる者の怪我を癒す力も持つ。傷の治癒には何十年何百年とかかるため即効性は無いが、傷の痛みは十分に和らぐ。覚醒状態では強度が桁外れに増しており、戒禁を四つ取り込んだマエルの攻撃を防ぎ切るほどの強度を持つ。
合技「天空の光弓（セレスティアルアロー）」
ゴウセルの魔力の弓に自らの神器を矢として放つ超高威力の合体技。肉体の他、精神にもダメージを与える。
三位一体合技（トリニティアタック）「怒濤の乱撃（ハイテンション・ラッシュ）」
キングの「神樹の衣」、ディアンヌの「ドロールの舞」、ゴウセルの「幻影庭園」により発動される合技。ゴウセルの技で幾多にも分身しつつディアンヌの技で闘級を高められたキングによる総攻撃。

ゴウセル
声 - 髙木裕平
身長：175cm / 体重：61kg / 血液型：不明 / 種族：人形 / 誕生日：6月2日 / 年齢：不明
闘級：3100（魔力1300/武力500/気力1300）→闘級：35400
〈七つの大罪〉の一員で、通称「〈色欲の罪（ゴート・シン）〉のゴウセル」。印となる獣は羊。刺青の位置は右胸。手配書では巨大な鎧の姿で描かれるが、本体はメガネをかけた中性的な美少年。〈豚の帽子〉亭の看板息子（？）。
その正体は〈十戒〉の一角に数えられた魔神〈「無欲」のゴウセル〉が、獄中から外の世界と接触するために作り出した人形。本体である魔神ゴウセルの死に際して「魔法の心臓」を授かり、意思ある存在として自律していたが、恋仲にあったリオネスの王女ナージャとの死別から、感情を捨て、記憶を封じていた。血肉を持つものの、人形であるため首を断たれても死ぬことはないが、魔力が尽きたりすると本来の掌大の人形の姿を晒してしまう。
聞いただけでメリオダスたちが本人と気づくほど無機質で特徴的なしゃべり方をする。何を考えているかを他者に読ませず、自らもまた空気を読めない。読書を趣味としており、読み出すと完全に作品の世界に入り込んでしまう一面がある。心が欲しいという渇望を抱いており、感情を学ぶために人間を観察するものの、時としてその「学習」のために人心をもてあそぶかのような行動に出てしまうこともある。
10年前に〈七つの大罪〉が離散した後、オーダンの森にたどり着く。そこで、魔神族の力を取り込む実験に失敗し暴走しかけた状態の聖騎士デールに出会い、自身が使っていた、魔力の暴走を抑制する付呪が施された鎧を与えた。その後、何らかの理由で負傷し、オーダンの村に流れつき、介抱をしてくれたペリオの従者アーマンドとして姿を偽って暮らし、数年間道化を演じ続けていた。王族エリザベスの要請を受けたという理由でペリオと別れを告げ、仲間たちと合流する。王国奪還後も大罪と行動を共にするが、上記の渇望のために様々な事態を引き起こしており、その結果としてディアンヌ記憶を無くし、〈七つの大罪〉の一時脱退やキングとの仲が悪化してしまった。バイザルの喧嘩祭りでは仲間であるエスカノールたちにすらも容赦無く攻撃を仕掛けていた。〈十戒〉であったことが判明してからは投獄されていた。牢屋から脱出後、自身の持っていた「魔法の心臓」を見せられたことで動揺し、一度は逃亡して自身の記憶を消そうとするも、キング、ディアンヌの助力で感情を取り戻し、同時に本来の魔力も取り戻す（キングたちとの関係も改善され、仲間を大事にするようになった）。その後、過去に自身と魔神ゴウセルがかけた禁呪の崩壊を感じ、その責務を果たすべく復活したマエルを一人で止めようとする。仲間たちの助力あってマエルを追い込むと彼の精神空間に侵入し、マエルとの対話の末に彼に心を取り戻させた。その後仲間たちと共にキャメロットへ向かい復活した魔神王の精神へと入ると、他の仲間と共にメリオダスを応援した。聖戦勝利後の宴ではマエルに酒を注いでおり、仲は改善された様子。再び復活した魔神王との戦いでは隙をついてメリオダスと共に精神に侵入し、ゼルドリスの救出に協力した。マーリンの目的が明らかになった際には彼女を擁護した。キャスとの決着後は、自分が何をすべきかを探すべく旅に出る。再び集まった際にはトリスタンに七つの大罪の行いを教えた。
テレビアニメ版では初登場時の経緯が異なり、アランという青年の姿を模して鎧巨人と共に各地を旅していた。ペリオとはリオネス奪還後に出会っている。
罪状「〈色欲〉から王女を誘惑・姦淫した挙句、残虐な手口で殺害した」
物語開始から数十年前、当時のリオネス王女・ナージャに拾われ、次第に惹かれ合っていったが、病床にあり、自らの死期を察したナージャに求められたことで最期に愛し合い、眠るように息を引き取った彼女に自らの「魔法の心臓」を託そうとして開胸したことに起因する罪状。駆けつけた騎士たちやデンゼルからはそのとおりに受け取られているが、未来を視ることができるバルトラだけは真実を知っている。「俺」を一人称とした容姿に反した堂々とした振る舞いや口調は、ナージャが好んだ物語の主人公・メルドル王子を模したものである。
神器「双弓ハーリット」
ゴウセルの身体に埋め込まれ、両腕から発現する光の弓矢。自身の魔力により出した矢の一斉掃射が可能。光であるが実態があるため、相手の武器を受け止めることも可能。自動追尾モードにも変形ができ、眼鏡がない状態ではこれを使い相手に命中させている。
特性「範囲拡大」
名前の通り、放つ技の効果範囲を大幅に拡大する。
魔力「侵入（インベイション）」
相手の記憶や認識を読み取ったり操作する魔力。
「詮索の光（サーチライト）」
小型の光の矢を刺した相手の記憶を読み取る。その人物の眼から見たものなら、忘れている記憶もある程度は引き出すことが可能。相手が泥酔者である場合など対象の精神状態によっては読み取りが困難になる。
「瘡蓋の記憶（リライト・ライト）」
光の矢を打ち込んだ者の記憶を一時的に改竄する。相手が本来の記憶との強い違和感を感じてしまうと解除され、術中の記憶は失われる。
「悪夢語り（ナイトメア・テラー）」
光の針を頭部に刺すことで相手のトラウマを引き出し、精神を悪夢に閉じ込め、相手を行動不能にする。
「光矢伝達（ブロードキャスト）」
光の矢を相手の頭部に貫通させ、瞬時に情報を共有する。複数人に対して同時に使用可能。
「大停電（ブラックアウト）」
自分を中心に半径3マイルにいる、気力400未満の全生物の思考を10分間停止させる。
「大停電の矢（ブラックアウト・アロー）」
「大停電」を矢として放ち、特定の人物だけを停止させる。神器解放状態のエスカノールでさえ停止するほどの大技。
「傀儡返し（ハイジャック）」
相手が操っている物体に光の矢を打ち込み、操作権を奪う。
「傀儡縛り（ジャック）」
相手を意のままに操る。
「傀儡乱れ撃ち（ジャックガトリング）」
傀儡を連射する。的を絞ることはできずやたら目ったら撃ち続ける。
「消えゆく彼岸（ロストワールド）」
相手の記憶を、任意のところまで最近のものから徐々に消していく。
「神経切断（ブレーカーオフ）」
相手の神経を切断し、動きを止める。効果は10秒。
「心象鏡（プレイバック）」
自身の記憶を光の映像として映し出す。
「感覚の目醒め（センス・オープナー）」
対象者の身体の感覚を再起させる。
「幻影庭園（カレイドスコープ）」
範囲内にある対象物の幻を発生させる。

マーリン
声 - 坂本真綾
身長：177cm / 体重：57kg / 種族：不明 / 誕生日：12月3日 / 年齢：不明 / 血液型：AB型
闘級：4710（魔力3540/武力70/気力1100）
〈七つの大罪〉の一員で、通称「〈暴食の罪（ボア・シン）〉のマーリン」。印となる獣は豚。刺青の位置は首の左側。右目の下に2つの泣き黒子がある。
胸元が開いた非常に露出度の高い服を纏う、蠱惑的な容姿の美女。本来の姿は子供のものであるが、魔力によって大人に見せかけている。常にうっすらと笑みを浮かべているが、メリオダスからは胡散臭いと言われている。「マーリン」は本名ではなく、それは別にあるらしいが、本人によると、それは人間には発音できないとのこと。「ブリタニア一の魔術師」であり、様々な研究の探求を求めるため自らの魔力を用いて体の時を止めている。いくつもの魔術を掛け合わせ同時に発動したり、その魔術で最上位魔神をも圧倒するなど、敵味方問わず「反則」と称されるほどの実力者。様々な魔法具を開発しており、リオネス聖騎士が扱う「呪言の玉」や「女神の琥珀」などもマーリンによって作成された。魔神ゴウセルの弟子でもあり、ゴウセルからは成長が末恐ろしいと言われていたという。
10年前の事件の際にメリオダスをかばった少女が大けがを負ったことでメリオダスが暴走しかけたが、その際にリオネスの崩壊を防ぐため、力を奪ったことが明らかになった。その後は、キャメロットに身を寄せ、アーサー王の側近として傍に控えていた。アーサーからは「友であり、師でもある」として信頼されている。自身もまたアーサーを大切に想っており、生き甲斐であり、かけがえのない存在であると語っている。
王都決戦の際にはアーサーと一緒にリオネス王都に訪れ、ビビアンの瞬間移動によって見知らぬ土地に飛ばされそうになったメリオダスたちを助ける。リオネス国王救出後、国王の病の治癒のため、アーサーと共に一度キャメロットへ帰還する。国王の病を治した後、リオネスに戻り、魔神族復活に必要な「常闇の棺」が無くなったことや新たなる聖戦の兆しがあることから、〈七つの大罪〉としてメリオダス達に同行する。キャメロットにてガランと交戦した際に嘘を述べたことで石化してしまうが、リオネスでの戦いで自らの力で石化を解きグレイロードを圧倒する。魔神族との戦いではリュドシエルたちと共にキャメロットに向かい、リュドシエルが絶対に敵に回したくないというほどの力を見せつけ圧倒し、さらにキューザックを罠にはめるもマエルを思い出したことで失敗し、残りの戒禁も集まり追い詰められる。禁呪を用いてなんとか止めようとするも間に合わずメリオダスの体で魔神王が復活してしまうが仲間たちとなんとか食い止めることに成功する。
その正体は賢者たちの都であった「ベリアルイン」において上位魔神や女神に対抗する兵器として実験体となった子供のひとりであり、極めて強く特異な魔力を持って生まれた天才児であった。しかし都や父親の方針である勉学や実験ばかりの日々に嫌気がさして逃走した際、追っ手から自身を助けてくれたメリオダスに恋心を抱いたが、エリザベスの存在によってその恋は潰え、父やメリオダスから愛を受けられなかった心の飢えを満たそうと魔術の鍛錬と知識の習得に励んだ末、無限の未知を生み出す「混沌」の存在を知り、その復活を以て飢えを満たそうと行動を開始した。自らを掌中に収めようとした魔神王・最高神に交渉を仕掛け、魔神王から「魔界の秘術に関するあらゆる知識と女神の洗脳術を防ぐ加護」を、最高神から「いかなる闇の呪いと戒禁すら無効にする加護」を授かりながら双方を拒否したことでベリアルインが滅ぼされる要因を作り、「ベリアルインの娘」「魔神王と最高神の祝福を受けし娘」と呼ばれるようになった。〈七つの大罪〉を結成に導いたのもその目的のために彼らの力を利用するためであり、そのほかに時間停止の魔力を遅らせることであえて魔神王を復活させたり、その完全討伐を狙って魔神王の仕業に見せかけてエリザベスの呪いを復活させるなど、様々な裏工作を行った。そして魔神王消滅後に大罪たちにその目的を明かし、合技によってもたらされた湖の膨大な魔力によってアーサーを復活させ、新たなる混沌の王とした。そして大罪たちをこれ以上問題に巻き込まないように一度は突き放したが、それでも自分たちを助けにきた彼らに感謝を述べ、アーサーを狙うキャスと衝突する。決着後はアーサーと共にキャメロットへ帰還した。
父親への情、メリオダスへの恋といった望む愛を得ることができずに飢餓感を覚え続けていたが、自身に好意を抱いていたエスカノールに対しては観察対象であったとしながらも、彼の最期の時にはその想いを受け入れ、熱気に焼かれながら自ら口づけを交わした。それにより、以降は口元にくっきりと髭面のような火傷の痕が残っている。
罪状「愛欲に飢え知識を貪る〈暴食〉の娘」
神器「明星アルダン」
表面に数千のルーン文字が刻まれた、球状の神器。
能力のひとつとして自分の精神を内部に転写することが可能で、肉体が活動不能になった時も問題なく周囲と意思疎通できる。他に幻影の映写など、用途は多岐にわたる。
魔力「無限（インフィニティ）」
自身が発動した魔法を永久的に持続させる魔力。莫大な魔力を必要とするよう魔法も一度発動させるだけで、術者の意志で解除しない限り発動し続ける。
「瞬間移動」
自身や周囲の人間を任意の場所へ瞬間的に移動させる魔術。
「絶対強制解除（アブソリュート・キャンセル）」
魔力による効果を強制的に解除する。
「魔力増強（パワーアンプリファイ）」
他者の魔力や魔術による攻撃を強化する補助魔術。
「完全なる立方体（パーフェクト・キューブ）」
術者が認めた者以外の侵入を拒み、いかなる攻撃も跳ね返す立方体の結界を張る魔術。魔界由来の術。なおこれはほかのものでも使用可能。武力特化のガランでも破壊は容易ではない模様。
「魔力解除（マジックキャンセル）」
物体にかけられた魔力を消す魔術。
「物体転移（アポート）」
物体を転移させる魔術。
「魔力防御壁（まりょくぼうぎょへき）」
魔力で、壁を張る魔術。
「探知（ロケーション）」
魔力によって一定範囲内に存在する物や人を探しだすことができる。
「殲滅の光（エクスターミネイトレイ）」
放った光の線上にあるものを殲滅する魔術。
「終わりなき渦（エンドレスワール）」
巨大な渦を作り、その中心に範囲内にいる者を集める。
「魔力封じ（マジック・シール）」
対象の魔力の使用を封じる。魔力を使用した攻撃などはおろか、かけられている魔力も解かれる。
「二重衝波（ダブルインパクト）」
連続の衝撃波による攻撃。第一波で敵の弱点属性を割り出し、第二波で弱体化と攻撃を受ける度に耐久度を下げる複合魔法をかける。側から見れば攻撃魔法にしか見えず、相手は魔法にかかったことに気付かない。
「時の棺（クロノ・コフィン）」
禁呪。対象の時間を完全に停止させるが、発動には10分以上の時間を要する。
「露顕（カース・ディスカバリー）」
相手の体から呪いを引き出し、可視化する。ただし引き出すだけであって、消し去ることはできない。
「魔力限界突破（パワー・リミットブレイク）」
体の限界を超えた魔力を引き出し、扱えるようにする。反動もあり、かかった者は効果が切れた後は動けなくなる。

エスカノール
声 - 杉田智和、松本沙羅（少年）
身長：165 - 325cm / 体重：49 - 355kg / 血液型：AB型 / 種族：人間 / 誕生日：7月1日 / 年齢：40歳
闘級：15（魔力5/武力5/気力5） - 1000000+
〈七つの大罪〉の一員で、通称「〈傲慢の罪（ライオン・シン）〉のエスカノール」。印となる獣は獅子。刺青の位置は背中。人間ながら特異な力を授かった存在。
手配書では威厳のある老人の姿で描かれているが、実際は大人しくひ弱。現在は少しでも威厳を出そうと口髭を生やしている。真夜中の午前零時において、エスカノールの闘級は王国聖騎士の中で最弱だが、日の出と共に力が増していき正午になると同時にピークに達し、外見も筋骨隆々となる。ピーク時の闘級は他の〈七つの大罪〉の闘級の合計を軽く凌駕するが、その時の性格は自制心を完全に忘れた傲慢そのものの存在である。それに合わせ、一人称も「僕→私→我」に変化する。マーリンに強い想いを寄せており、それは昼でも夜でも変わらない。日常ではマーリン作成の魔法の眼鏡を掛けて魔力を抑えている。
元はとある王国に生を受けた王子で、幼少の頃は両親に愛されていたものの、「太陽」の魔力を発現してからは次第に周囲との軋轢が生まれ、母親（声 - 千菅春香）の発狂を境に侍女のローザの厚意で国外に亡命。その後、放浪の日々を送っていたところをメリオダスとマーリンに見出され〈七つの大罪〉に加入する。
リオネス王国奪還編では本人は登場しなかったが、アニメスペシャル「聖戦の予兆」では魔神族の封印が解除された時に登場している。奪還後にガランとメラスキュラの追走から逃れるバン一行と偶然の再会を果たす。十年前にクーデター容疑をかけられた後は盗賊都市レイブンズ近郊の穴蔵に酒場〈麗しきの暴食〉亭を開業し、店主として長らく潜伏していた。朝になるとガランとメラスキュラを難なく退け、バンと合流する。バイゼルでは夜であったことで力を出せず、仲間であるゴウセルと戦うこととなる。本人は友人と戦うことを拒否するもゴウセルは何でも願いが叶うのならば感情を知りたいという理由で容赦なく攻撃を仕掛ける。しかし、せめてもの敬意として使った技でマーリンの姿を見たことから心の中の太陽により一瞬だが力を取り戻し、人の心を弄んだとしてグロキシニアたちに重傷を負わせて気絶する。その後の聖戦でも重要戦力として〈四大天使〉含めた面々から重宝されるも、「太陽」の魔力による長年の負荷でたびたび吐血する場面が見られるようになる。聖戦ではその圧倒的な力でゼルドリスたちを追い詰めるもチャンドラーによって夜にされたために力が制限され敗れてしまう。攻撃で吹き飛ばされた先でマエルによって偶然助けられ、マエルへ魔力を返すことで自身の代わりに仲間を助けて欲しいと頼むも罪の念から拒む姿を見て「貸し与える」という条件を付けてマエルに「太陽」の魔力を返還した。魔神王再復活後は仲間を助けるためにマエルに魔力の再返還を要求し、マエルにこれ以上「太陽」の魔力を使えば確実に死ぬと言われるも、仲間のために戦いたいという覚悟を示して認めさせ、マエルから「太陽」の魔力を返還された。間もなく魔神王と交戦する大罪たちに加勢し、魔神王との戦いを自身の最期の戦いと決め、自らの命を省みない戦い方で魔神王と激しく衝突する。大罪たちも思い思いの言葉を掛けながら彼と共闘し、魔神王を無事に倒すことに成功する。決着と共に体が限界をむかえ、体が燃え尽きていく中で仲間に別れの言葉を告げていき、マーリンのもっと早く自分を見つけて欲しかったという言葉に、どんな罪を犯していようと彼女の味方であることを述べ、マーリンが何かを隠し続けていることに気付いていたことを述べる。そして自身の想いを受け取ったマーリンから口づけされ、それに涙を浮かべて想い人への詩を口ずさみながら消滅した。
罪状「己の力への〈傲慢〉ゆえに王国周辺の町および集落において幾度も民草に恐怖を与え、現場に駆けつけた聖騎士に過剰な暴行を加えた」
筋骨隆々となった姿で民衆に恐怖心を抱かせ、王や聖騎士に対しても傲慢な態度と行動で臨んだことによるもの。どちらも魔力に起因するものであり、その力に目をつけたメリオダスに仲間に引き入れられた。当初は魔力故に自分を生きる価値のない者と否定し加入を渋っていたが、メリオダスとの衝突とローザとの再会を経て、仲間のために命を賭けることを誓った。
神器「神斧リッタ」
エスカノールの身長をはるかに超える巨大な片手斧。メリオダスは運搬に苦労し、ガランは持ち上げることすら難儀するほどの凄まじい重量。ガランに、相当な名匠のものと言わしめるほどの斧である。この神器の特性は「充填&放射（チャージ&ファイア）」 。エスカノールの発する莫大な熱量を全吸収し蓄え、任意で放つことを可能にし、吸収させていた熱量により夜の間でもある程度昼の姿を保つことができる。
魔力「太陽（サンシャイン）」
先天的に生まれついたもの。あらゆる種族のものと異質にしてすべての生命の根源の魔力。太陽のごとき灼熱ですべてを焼き尽くす。通常の炎では焼けない魔神族をも焼く力を持つ。基本的に夜の間は発現しないが、例外的にマーリンを「心の太陽」とすることで一時的に発動した。〈四大天使〉マエルの恩寵と同様のものであるが、それが宿った理由など詳細は不明である。また魔力の行使は身体に相当な負荷を及ぼし、使い続けると命に関わる。
「無慈悲な太陽（クルーエルサン）」
「太陽」の魔力で作った熱の玉を対象にぶつける。闘級の上昇に合わせてサイズも巨大化していく。
「炸裂する傲慢（プライド・フレア）」
「無慈悲な太陽」を炸裂させて大爆発を引き起こす。
「微塵切り（スーパースラッシュ）」
高い武力に任せた、神斧での強烈な一撃。
「天上天下唯我独尊（ザ・ワン）」
正午に一分間だけ現れる、攻撃力、防御力の全てにおいて最強の状態。無敵の権化と称される。
「聖剣エスカノール」
魔力を帯びた手を振り下ろす。見た目は手刀打ちに等しいが、刃物のような切れ味を持つ。
「聖槍エスカノール」
立てた人差し指を相手に突き刺す。
「極み（アルティメット）」
自らの全生命力を魔力に変換することで、「天上天下唯我独尊」を超えた状態となる。魔神王相手に互角以上に渡り合えるが、全生命力を行使するため、命を落とすことを前提とした諸刃の剣でもある。
「暴発する矜持（クレイジー・プロミネンス）」
無数の火球を爆発のように撃ち放つ。

### リオネス王国
バルトラ・リオネス
声 - 西凜太朗、山谷祥生（幼少期）
身長：180cm / 体重：80kg / 種族：人間 / 誕生日：2月14日 / 年齢：60歳
闘級：530（魔力120/武力230/気力180）
リオネス王国国王。エリザベスの養父。「聖戦」を予知しそれを回避するために武装解除を聖騎士たちに求めたが、それが聖騎士たちの翻意を煽ってしまいクーデターを起こす原因になってしまった。
長く幽閉されていたが、メリオダスたちの手によって救出される。持病をマーリンの研究によって克服した後は国務に復帰し、〈七つの大罪〉に次なる聖戦の兆しを見せるキャメロットへの出撃を要請した。聖戦終結後、メリオダスに自分に代わって国王への即位を打診した。国王退任後はすっかり孫煩悩になっており、まだ生まれてもいない孫のために玩具を買いこもうとしていた。
魔力「千里眼（ビジョン）」
未来の出来事を漠然とした言葉と映像で予知することができる。予知できる内容は自身の身とその周辺で起きる事柄に限定される。
マーガレット・リオネス
声 - 水樹奈々
身長：165cm / 体重：57kg / 種族：人間 / 誕生日：7月7日 / 年齢：22歳
闘級110（魔力0/武力10/気力100）
リオネス第一王女。ベロニカの姉でエリザベスの義姉。穏やかな雰囲気を漂わせる女性。
前聖騎士長のザラトラスの死の真相を知ってしまい、10年もの間幽閉され、ビビアンによって近衛兵であるギルサンダーへの人質として利用される。王都での戦いの最中、メリオダスによって人質から解放され、その後はドレファス、ヘンドリクセンと共に旅に出る。ギルサンダーを見つけることへの焦りと護られてばかりの自分の非力さを感じており、そこをリュドシエルに付け込まれ、復活のための器に選ばれてしまうが、聖戦の中でヘンドリクセンの手により解放された。終戦後はギルサンダーと結ばれた。
ベロニカ・リオネス
声 - 金元寿子
身長：162cm / 体重：51kg / 種族：人間 / 誕生日：5月22日 / 年齢：18歳
闘級80（魔力0/武力35/気力45）
リオネス第二王女でエリザベスの義姉。小柄な体型とつり目が特徴。お転婆な性格で剣を振るう。
王族でありながら聖騎士たちの思想に賛同しているためか幽閉されておらず、現在の政権下でもある程度の自由と地位を許されていた。エリザベスのことを大事に思っており、〈七つの大罪〉を妹を誘拐して国家転覆を企む悪党と認識し、彼女に城へ戻るように訴えかけていた。バイゼルでの戦闘にて、ギーラの魔力からエリザベスを庇い死亡したと思われていたが、グリアモールとともに重傷を負いながらも生存していた。後にギーラを剣術指南役に指名している。また、メリオダスに対しては未だに良い感情を抱いておらず、フラウドリンとの戦いで冷酷な一面を見せたメリオダスを悪党呼ばわりしている。
デンゼル・リオネス
バルトラ王の弟。
ナージャ・リオネス
声 - 麻倉もも
ゴウセルが数十年前に出会い恋仲となった、当時のリオネス王女で、バルトラ王とデンゼルの姉。病弱で余命いくばくもなかったが、ゴウセルと出会ったことでひと時の幸福を得る。

#### 聖騎士

##### ドレファス派
ドレファス
声 - 小西克幸
身長：185cm / 体重：82kg / 血液型：A型 / 種族：人間 / 誕生日： 11月29日 / 年齢：47歳
闘級：3000（魔力1000/武力1000/気力1000）/ 聖騎士ランク：聖騎士長→元聖騎士長
二大聖騎士長のひとり。先代聖騎士長ザラトラスの異母兄弟。グリアモールの父親。長くウェーブのかかった黒髪で無精髭が特徴的な成人男性。強い求心力とカリスマ性を持ち、剣術にも秀でている傑物。しかしその一方で優秀な兄への強い劣等感を燻らせていたことや、息子の訃報を聞いて塞ぎこむなどの精神的に弱い一面を見せた。
ヘンドリクセンと共謀し、実兄である先代聖騎士長ザラトラスを殺害、〈七つの大罪〉に罪を着せた黒幕。だがその行いを悔い、魔神となった親友ヘンドリクセンを止めるべく息子とともに彼に挑むが、戦いの最中に誤ってエリザベスを害してしまい、精神の均衡を崩したところをヘンドリクセンの「腐蝕」によって融かされてしまい死亡したと思われた。だが実は十数年前のダナフォール跡地捜索任務の際、魔神族のフラウドリンに憑依されていた。本編の時間軸におけるドレファスの行動、つまり上記のような精神的な薄弱さや失態は、すべてフラウドリンが「ドレファス」という人間を演じていた振る舞いに過ぎない。
本来のドレファスは兄への劣等感を確かに抱きながらも、魔神の洗脳をはねのけるほどの強靭な心と信念を持つ高潔な聖騎士であったが、ヘンドリクセンを人質に取られたことで抵抗をやめ肉体を明け渡している。ヘンドリクセンとの交戦時の死亡も偽装であり彼を〈十戒〉復活に導くものの、その際フラウドリンにヘンドリクセンの助命を頼むなど、精神そのものは活動を続けていた。王都決戦にて、ザラトラスのすべての命を使った「浄化」によりフラウドリンと分離。洗脳から解放される。聖騎士長職を辞したが、リオネスを守護するために聖騎士としては復職する。それに際して髪型が短髪になり髭も整えている。またリュドシエルによって刺され倒れたビビアンを介抱したことで、彼女から猛烈な好意を寄せられることとなった。その後は聖騎士を引退し、剣術指南役として後進の育成に励んでいる。
魔力「砕貫（ブレイク）」
あらゆる物体を撃ち抜く衝撃波を放つ。
「羅貫（ラカン）」
突き出した剣先から、非常に貫通力の高い衝撃波を発生させ敵を撃ちぬく。
「天漢破獄刃」
自らの全魔力を剣に凝縮し、一度に放出して敵を貫く、「羅貫」の強化版。凄まじい威力を誇る切り札。
「崩撃」
渾身の力で剣を振り上げ、相手を吹き飛ばす。
「貫突」
高速の突進と同時に相手の身体を貫く突きを放つ。
「流撃」
渾身の力で剣を振り下ろす。「崩撃」とは逆向きの技。
魔力「巨大化（フルサイズ）」
元はフラウドリンの魔力。殺されそうになったグリアモールを救おうとした際に初めて発現した。

ギルサンダー
声 - 宮野真守、山本和臣（幼少期）
身長：185cm / 体重：73kg / 血液型：A型 / 種族：人間 / 誕生日：8月26日 / 年齢：21歳
闘級：1970→2330（魔力1130/ 武力670 / 気力530）/ 聖騎士ランク：金剛
先代聖騎士長ザラトラスの息子。ドレファスの甥に当たり、グリアモールとは従兄弟同士になる。幼い頃はメリオダスに懐く気弱で純粋な少年だったが、現在は聖騎士長に次ぐ実力を持つ、ピンク色の髪が特徴の美青年。王国の第一王女マーガレットの護衛を務め、同時に恋人同士でもある。親しい者たちからは「ギル」と呼ばれ、幼少期はメリオダスから「ギル坊」と呼ばれていた。
10年前、ザラトラス殺害の真実をマーガレットから知らされたところをビビアンに見つかり、マーガレットを人質に取られた上にビビアンの使い魔に四六時中監視される。表向きは〈七つの大罪〉を父ザラトラスの仇として憎み、職務のためには民に苦しみを強いることを厭わない冷徹な聖騎士を演じるが、メリオダスには彼に少年期に伝えられたおまじないを再会直後から救難信号として発していた。王都での戦いでメリオダスの機転によりマーガレットが解放されたため、父親の真の敵であるヘンドリクセンと戦う。リオネス王国奪還後は民を苦しめた罪滅ぼしと真実を知るためにハウザー、グリアモールとともに旅に出る。その途中赤の魔神、灰色の魔神と交戦。苦戦しているところにヘンドリクセンが現れる。その後彼とともに、ドルイドの里に向かいハウザーとともに試練を受け、型を破ることで闘級が上昇した。メリオダスたちと合流した後、バイゼル大喧嘩祭りに参加する。王都決戦にてフラウドリンと交戦しようとするも、ギルフロストに扮していたビビアンによって連れ去られ、雲上にある女神族の建造物の中に幽閉されてしまう。その後も執拗に迫って来るビビアンから逃れながら脱出手段を探していたが、現れたリュドシエルによってビビアンが半殺しにされたことで共にリオネスへ帰還した。聖戦ではマーガレットを守るべく強襲部隊としてキャメロットへ向かい、ヘンドリクセンの手によってマーガレットが解放されると、彼女を連れて一足先にキャメロットを離れた。
魔力「雷帝（サンダーボルト）」
雷を自在に操る魔力。巨大な雷雲を呼び込むことも可能。
「雷帝の鉄槌」
強力な落雷を発生させて対象をピンポイントで攻撃する。
「雷帝の粛清」
広範囲に莫大な量の雷を発生させ強力な電撃で敵を一網打尽にする。
「雷獣の追走」
相手をホーミングする獣の形をした雷撃を発生させる。
「雷鳴斬」
全身を雷をまとい、そのまま相手へ斬撃による直接攻撃を加える。
「雷帝の剣」
手にした剣に「雷帝」の魔力を込めて攻撃する。充填に多少時間がかかる。
「雷帝の重鎧」
武器を片手で持ち、武器に纏わせた雷撃を効率的に抑え、余剰分の魔力で空き手に雷の盾を作り出し、全身を雷の鎧で覆うことにより、雷を多重展開し、全方位からの死角を無くした防御特化の状態になる。
「雷神の抱擁」
「雷帝の重装」の状態で両腕から雷撃を放ち、敵を雷で包み込む。
合技「雷竜の城（ドラゴンキャッスル）」
ハウザーの「ライジングトルネード」との合わせ技。
小説版
雷帝の裁き
雷帝の鉄槌のように、任意の相手に雷撃を浴びせる。

ハウザー
声 - 木村良平
身長：182cm / 体重：73kg / 血液型：B型 / 種族：人間 / 誕生日：9月19日 / 年齢：21歳
闘級：1910→2350（魔力1090/武力700/気力560）/聖騎士ランク：白金→聖騎士長代理→聖騎士長
リーゼントが特徴的な陽気な青年。平民出身で加治屋の息子だがギルサンダーやグリアモールとは幼馴染。ドレファス派の騎士で、師匠でもある彼に強い尊敬の念を抱いている。バイゼルの喧嘩祭りで対戦した後、ディアンヌに好意を寄せるようになる。王国でディアンヌと再会した際には動揺しながらも攻撃してしまうが、彼女のためにギーラと手を組んでドレファスたちと対峙したこともある。王都の実家に両親と共に住んでいる。
王国奪還後はギルサンダー、グリアモールと共に、真実を知るための旅に出る。その途中に遭遇した魔神をヘンドリクセンとの共闘で撃破し彼から王国転覆の真実を聞かされる。その後、ドルイドの里で試練を受ける。メリオダスたちと合流した後は、彼の提案でバイゼル大喧嘩祭りに参加する。メリオダス死後の王都決戦では、絶望的状況の中でも仲間を鼓舞し続け奮闘した姿を評価され、〈十戒〉撃退後、バルトラ王から「聖騎士長代理」に任命される。最終話では聖騎士長となっており、顎髭を生やしている。
魔力「暴風（テンペスト）」
風や竜巻を自在に操る魔力。
「ライジングトルネード」
「暴風」の魔力で、巨大な竜巻を発生させる。範囲を絞ることで威力を上げることも可能。
「ワール・ショック」
目の前に風の渦を創り出し、圧縮して相手に放つ飛び道具。
「スーパーサイクロン」
自身を中心に最大規模の竜巻を発生させる。最強の嵐
「貫突（ブレイクスルー）」
拡散型である風を切っ先に一点集中させ威力を高めた、ドレファスの「貫突」の型で放つ技。

グリアモール
声 - 櫻井孝宏、原優子（幼少期）
身長：213cm / 体重：181kg / 血液型：A型 / 種族：人間 / 誕生日：11月10日 / 年齢：21歳
闘級：1520→410（魔力390/武力10/気力10）/ 聖騎士ランク：蒼玉
ドレファスの息子。ザラトラスの甥およびギルサンダーの従兄弟でもある。長い黒髪と筋骨隆々な体格が特徴の青年。王国の第二王女ベロニカの護衛を務める。ベロニカへの強い忠誠心を持ち、父親を強く尊敬している愚直な男だが、その熱意が空回りしてしまい、失敗してはベロニカに叱られている。
王国奪還後はギルサンダー、ハウザーとともに、騒動の真実について知るために旅に出た。道中でヘンドリクセンと出会うも、当初は許していなかった。ドルイドの里の試練で「太古の幽鬼アオナン」のいたずら魔法によって自身の一番畏れていた貧弱な幼少期の姿に縮んでしまった。それ以降はヘンドリクセンとも親しそうにしている。
王都の戦いでは自身もろとも道連れにしようとするフラウドリンを命懸けで止め、彼が辞めた際には安堵するもその直後目の前でメリオダスによってフラウドリンを殺されてしまう。フラウドリンの死後、ベロニカの接吻によって元の姿に戻った。フラウドリンの墓を作っており、自身の親を操りながらも自身を愛してくれた彼のことは純粋に慕っている模様。
魔力「障壁（ウォール）」
地上に降り注ぐ星屑でも破壊不可能な強力な魔法障壁を作り出す。攻撃を防ぐだけではなく、相手を隔離・拘束することにも使用できる。
「完全な独房（パーフェクト・シェル）」
球状の魔法障壁の中に対象を完全に閉じ込めて強制的に隔離する。
「長方形の盾（ロングシールド）」
前方に長方形の障壁を作り出す。

##### ヘンドリクセン派
ヘンドリクセン
声 - 内田夕夜
身長：182cm / 体重：72kg / 血液型：不明 / 種族：ドルイド→魔神族→ドルイド / 誕生日：10月31日 / 年齢：39歳
闘級：2650（魔力1280/武力800/気力570）/ 聖騎士ランク：聖騎士長→元聖騎士長
二大聖騎士長のひとり。銀の短髪と整えたあごひげが特徴の成人男性。本来の性格は穏やかで思慮深く、ドレファスの無二の親友として責務に尽力する傍ら、〈七つの大罪〉の強さに憧れを抱いていた。「平和な世に自分たちは必要なのか」という考えにおぼれてしまうような生真面目さを持つ。リオネス王国奪還戦での最後の敵として〈七つの大罪〉の前に立ちはだかり、以後正気に戻った後は彼らの陣営に加わり自分を利用した〈十戒〉打倒と、ドレファスを救うことを目的とする。〈森の賢者（ドルイド）〉の生まれであり、限定的ながら魔神族に対して効果を発揮する「浄化（パージ）」を行うことができる。
十数年前のダナフォール調査任務の際、ドレファスに憑依したフラウドリンにより洗脳を受け、「平和は人々を堕落させる悪しき習慣であり、戦と闘争心が人々を輝かせ国に繁栄をもたらす」という思想にとらわれてしまう。古の戦いで封印された魔神族を復活させ、自らが生み出した「新世代」の聖騎士に倒させるという形の「聖戦」を起こすことを目論む。聖騎士を利用して魔神の研究を行いつつ、部下であるヘルブラム、ビビアンを使って魔神族復活に必要な物を集めていた。準備が整った所にやってきたアーサーたちと対峙し、駆けつけたギルサンダーと共にメリオダスと戦う。さらに加わったビビアンと共にメリオダスを追い詰めるも、メリオダスによって人質がいなくなったギルサンダーに妨害される。赤色の魔神の力で復活すると再びメリオダスの前に現れエリザベスを連れ去る。道中でグリアモールとドラファスと交戦するも退け、さらに駆けつけた＜七つの大罪＞に劣勢になるも灰色の魔神の血を受け入れ異形の怪物と化す。しかし、覚醒したエリザベスと〈七つの大罪〉と聖騎士たちの連合軍を前に敗北。落ち延びた際にフラウドリンの誘導で〈十戒〉を復活させ、女神族が封印に仕掛けていた罠によって魔神の力を失い、洗脳からも解放された。
以後はドレファスを救うために放浪し、灰色の魔神と交戦するギルサンダーらと合流。主にキングを中心とした面々とは未だに軋轢を抱えながらも〈七つの大罪〉に助力する。王都決戦ではフラウドリンからドレファスを奪還するべく奮戦した。リュドシエルの復活後は彼に心酔しており、聖戦においても自ら志願して彼の従者となっていたが、これらはマーガレットを救うための演技であり、マエル復活によりリュドシエルの精神に生じた隙を突いて彼女の体からリュドシエルを引き離すことに成功する。一連の行動が演技であったとはいえ、リュドシエルへの忠誠心は本物であり、代わりに自分を器にするよう進言するが、自身を認めたリュドシエルに傷を回復され、生きるよう諭された。最終話では聖騎士を引退し、薬の調合をしていた経験を元に、施薬院を開院した。
魔力「腐蝕（アシッド）」
あらゆるものを溶かす酸を操る魔力。子供時代にいつも、自然ならざる魂を得て死体が蘇らないよう、完全に骨になるまで毎晩死者の埋葬の番をさせられ、それが嫌で、一刻も早く死体の側から離れたくて目醒めた魔力。この魔力のせいで、「臆病者」「呪われた子」と里で嫌われ、里を追放された。
「万物の腐壊（アシッド・ダウン）」
範囲内に存在する物質を腐らせ崩壊させる。
「腐蝕の塔（アシッドタワー）」
「腐蝕」を敵を中心に塔状で発生させる。
「死者使役」
ドルイドに伝わる禁呪。死者の亡骸に仮初の命を与え、自在に使役する。だが二回ほどで魂の劣化が始まる。
「浄化（パージ）」
自然ならざる魂を消し去るドルイドの秘術。限定的ながら魔神族に対して効果を発揮する。
「獄炎（ヘルブレイズ）」
黒い炎を操る魔神族の力。
「波状の獄炎（ヘルブレイズ・ウェーブ）」
剣先から大量の獄炎（地獄の炎）を放ち、相手を焼き尽くす。
ヘルブラム
声 - 神谷浩史、置鮎龍太郎（アルドリッチ・ラブヘルムの姿）
身長：162cm / 体重：50kg / 誕生日：5月5日 / 年齢：約1300歳
闘級：1400（魔力750/武力200/気力450） / 聖騎士ランク：枢機卿
枢機卿位に就く高位の聖騎士。ギーラとジェリコの上司にあたり、ヘンドリクセンの推薦で現在の地位に召し抱えられた。非常に冷徹で他者に罪を被せたり、必要であれば無辜の民を犠牲にすることも厭わない。バイゼル祭りでは審査員ラブヘルムとして姿を変えていた。
正体は妖精族で、キングの親友。かつては人間に好意的だったが、野盗に同族の多くとともに浚われた際、高額で売れる同族の羽が目の前で毟られていく惨状を前にして人間に深く絶望した後、野盗の頭目アルドリッチの姿に変身して、人間を無差別に虐殺しながら放浪していたが、キングに止められるという形で討たれた。その後、ヘンドリクセンの「死者使役」で復活し、共に魔神族復活のために活動していた。後にエリザベス奪還戦においてキングと激突し、彼に敗北。死の瞬間に憎しみから解放され、親友の腕の中で息を引き取った。
新章では死者の都から抜け出し、形見の兜に宿る。生前のように発狂しておらず、思い悩むキングの傍で彼を支え、時に助言を与えている。コランドにて怨念に取り憑かれたディアンヌを止めるため、キングに別れを告げると兜ごと潰されて消滅した。
魔力「同調（リンク）」
自分に同意した者の魔力を借りることができる。同時に複数人から魔力を借りることが可能。
「付和雷同（ブラインド・フォロー）」
「同調」している相手を一時的に洗脳し、強制的に魔力を提供させる。
「狩玉（ハンターウィスプ）」
敵を追尾する球体を放つ。接触時の威力は高い。
「殺しの氷山（キラーアイスバーグ）」
同調の魔力によって得た、聖騎士グスタフの技。ディアンヌの腹部を貫いた。

ジェリコ
声 - 井上麻里奈
身長：160cm / 体重：50kg / 誕生日：9月6日 / 年齢：18歳
闘級：270（魔力40/武力130/気力100）/ 聖騎士ランク：聖騎士見習い→水晶→聖騎士見習い
「新世代」の一人。元々はバステ監獄の守護を任された聖騎士見習い。体型はグラマーで、男勝りな性格の少女。
上昇志向と強い虚栄心を持つ少女。聖騎士であるグスタフを兄に持つ。その兄に比べて弱く、女である自分に強い劣等感を抱いており、少しでも強く見せようと普段は男装をしていた。バステ監獄でバンに身包みをはがされたことでプライドを傷つけられ、その復讐心から魔神の血を飲み、「新世代」の聖騎士となる。そのことからバンを「俺を女にした責任をとってもらう」としてつけ狙うようになる。
王都での戦いの最中、ヘンドリクセンの呪文で魔神族の血が暴走し、魔神と化してしまうもののバンによって救われる。そのことから彼に惹かれるようになるも、エレインとバンの仲睦まじさを見て身を引き、メラスキュラ・ガランとの交戦時には身を挺して二人を守るために奮戦した。これ以降エレインとは親友となっている。バンとの恋は実らなかったものの、バンからは妹分と思われている。王都奪還戦以後しばらく魔力を使えなくなっていたが、魔神との戦いで兄グスタフを喪った後、兄と同じ「氷牙」の魔力に覚醒する。最終回後の読み切りではバンやエレインたちと共に従者として過ごしており、二人の息子であるランスロットからは師匠と呼ばれている。神隠しの事件の際にランスロットの考えに気付いて共に行動し、危険を感じてバンたちに知らせようとするも一人でも向かおうとするランスロットのために共に行方不明となる。
魔力「不明」
能力は不明だが、不死身であるバンに対して瞬時に回復しない攻撃をすることが可能。
「神速之十閃」
一瞬のうちに十もの斬撃を放ち、相手を斬り刻む。
「神速之断骨」
瞬時に相手に迫り、渾身の一撃で相手を斬り刻む。

ギーラ
声 - 伊瀬茉莉也
身長：165cm / 体重：53kg / 誕生日：12月6日 / 年齢：16歳
闘級：1350（魔力700/武力400/気力250）/ 聖騎士ランク：聖騎士見習い→水晶
「新世代」の一人。長い黒髪で細目が特徴の少女。平民出身で、父親が反逆行為ののち行方不明となったため周囲から疎んじられていた。弟のジールを守るために聖騎士を目指し、「新世代」となった。魔神の血による破壊衝動によって無辜の民を殺害、冷徹に任務をこなしていたが、本来は情に厚い性格。そこをゴウセルに付け込まれて操られてしまったこともある。
最初はヘルブラムの手足として働いていたが、父親の死が彼の実験のせいであることと、身を呈して弟を守ったディアンヌを目の当たりにして翻意し、〈七つの大罪〉側に寝返った。以後は一悶着ありながらも、ゴウセルの機転によって唯一能力を保持した「新世代」となる。後に、ゴウセルが彼女の記憶を改竄して魔神化を阻止したことが判明する。その際にゴウセルによって操られゴウセルと恋仲となるもディアンヌたちに止められ、記憶を戻されるとゴウセルから謝罪された（ギーラ自身は父を覚えていたことに感謝していた）。メリオダスらがキャメロットに旅だった後は王宮に残り、ベロニカに剣術指南役に任命された。一度は命を奪いかけたベロニカのその行動に困惑しながらも、彼女との友誼を深めていく。ゴウセルが十戒の一人と知らされた際には彼が悪人とは信じられず動揺していた。
魔力「爆炎（エクスプロージョン）」
爆発を自在に操る魔力。
「ドリフト・ボム」
小さな火種を相手に放ち、爆発させる。
「ショット・ボム」
複数の火種を相手に放ち、爆発させる。
「ブリリアント・デトネーション」
収束させた魔力を放出し、無数の火種を雨のように降らせ、無差別に爆発させる。
「チェイン・エクスプロージョン」
無数の低速の火種を相手の周囲に配置し、連鎖的に爆発を起こして相手を爆炎の檻に閉じ込める。
「キラーマイン」
地中に火種を設置し、踏んだ瞬間に地雷のように爆発させる。

グスタフ
声 - 古川慎
身長：175cm / 誕生日：6月6日 / 聖騎士ランク：紅玉 / 年齢：21歳
ジェリコの兄。妹が聖騎士になるのを反対しており、騎士の道に進んだ妹を表面上では疎んでいる。本音では愛する妹に女性として幸せになってほしいと考えているが、厳格な性格故に妹からの反発を招き兄妹の確執を生んでしまった。
ゼルドリスの「敬神」の戒禁に操られた聖騎士に腹を刺され、その状態で魔力を行使したため傷が重傷化し、死亡した。
魔力「氷牙（アイスファング）」
氷を自在に操る魔力。
「雹球（ヘイルバレット）」
無数の氷弾を生み出す。
「殺しの氷山（キラー・アイスバーグ）」
巨大で鋭利な氷塊を相手にぶつける。
「吹雪乱舞（ブリザード・アクセル）」
無数の氷弾を竜巻のように発生させ、相手を斬り刻む。

ビビアン
声 - 寿美菜子
身長：165cm / 誕生日：6月25日 / 年齢：29歳
闘級：2580（魔力2200/武力40/気力340）
リオネス王国一の魔術師。人間の手を組み合わせたような仮面で素顔を隠し、獣の手を模った杖で魔術を使用する女性。〈暴食の罪〉マーリンの直弟子。ギルサンダーには仕事以上に強烈な執着を抱いており、ザラトラス殺害の真実を知ってしまったギルサンダーとマーガレットを自らつくり出した合成獣で監視・脅迫し、二人を手中に収める。非常にプライドが高く、マーリン曰く怒りに駆られると我を忘れてしまうクセがある。ヘンドリクセンの敗北後、自身も王国を追放されていたが、それでもギルサンダーへの執着は消えず、ギルサンダーを追ってバイゼル大喧嘩祭りに美青年の魔術師ギルフロストとして参加する。メリオダス敗北後の〈十戒〉との戦闘時にギルサンダーを女神族の建造物へ連れ去ってしまう。マーリンにかけられた戒めにより、全身に痣が広がっていきながらもなおもギルサンダーに迫ったが、マーガレットの体を乗っ取ったリュドシエルに首を刺され倒れる。命の危機にあったが、ドレファスに介抱されたことで助かり、彼が自宅で自身の看病を行ったことから、快復後は彼に好意を抱くようになった。
魔力「吸収（サック）」
「瞬間移動」
自身や周囲の人間を任意の場所へ瞬間的に移動させる魔術。マーリンより遅い。
「完全なる立方体（パーフェクト・キューブ）」
術者が認めた者以外の侵入を拒み、いかなる攻撃も跳ね返す立方体の結界を張る魔術。魔界由来の術。
「凍結棺（フリーズ・コフィン）」
相手を凍結させる魔術。
「曲がる空間（ベンド・ルーム）」
魔力による攻撃を捻じ曲げ、操作する魔術。
「魔力増強（パワーアンプリファイ）」
他者の魔力や魔術による攻撃を強化する補助魔術。
「破壊の四大元素（デストロイ・フォー・エレメンツ）」
「火」「水」「土」「風」の4つの属性のエネルギーを融合し放つ魔術。

##### 〈不気味な牙（ウィアード・ファング）〉
バステ監獄の聖騎士らが勝手に作った部隊であり、正規の部隊ではない。
フリージア
声 - 潘めぐみ
身長：170cm / 誕生日：6月4日
闘級：440
不気味な牙の紅一点の聖騎士。刃の付いた二又の鞭を使う。
ディアンヌが不得意な虫による攻撃で優勢に立ったかと思われたが、メリオダスのために奮起したディアンヌにあっけなく敗北する。メリオダスが〈十戒〉に敗れた後、魔神の主導する聖騎士狩りに駆り立てたれ、ルインと共にフラウドリンに魂を抜かれた。
魔力「不明」
虫を操る魔力。
「雨の狂想曲（レイン・カプリチオ）」
毒虫の群れが放つ、触れたものを溶かす毒の雨。
「嵐の輪舞（ストーム・ロンド）」
甲虫を嵐のように操り、強固な角と鋭い羽で肉を切り裂く。

ゴルギウス
声 - チョー
身長：180cm / 誕生日：2月8日
慇懃な物腰だが、ゼネットを人質にダナに対して脅迫するなど、冷酷非情で独善的な聖騎士。主に切っ先が三つに分かれた剣を使って戦い、三日月型の暗器を飛び道具として使用する。メリオダスと対峙したときに退散し、バステ監獄に来たメリオダスを封印しようとするが、脱獄したバンとメリオダスの腕相撲で難なく破壊される。その後は姿を消していたが、〈十戒〉への恐怖で暴徒と化した市民に殺されかけるも、豚の帽子亭に逃げ込み、エリザベスに介抱され、感謝を述べてからどこかへ旅立つ。
魔力「透明化」
自身を透明にする魔力。当初は瞬間移動と思われたが、ホークが鉄の臭いの筋道があることに気づいたため、メリオダスに気づかれた。

ルイン
声 - 斧アツシ
身長：200cm / 誕生日：9月15日
ローブのような鎧に身を包み、鈴の付いた錫杖を持つ聖騎士。
錫杖の鈴によって他者を自分の姿に見えるように暗示をかけ、敵を同士討ちをさせる戦法を得意とする。鋼に勝る肉体を持いるが、メリオダスの拳の前には無力だった。その後、フリージアと共にフラウドリンに魂を抜かれた。

ジュド
声 - 檜山修之
身長：180cm / 誕生日：5月11日
茨の意匠が施された兜を被る聖騎士。五年前にバンを捕らえた聖騎士。
敵を拘束する魔力を持ち、脱獄しようとしたバンに対して釘で拷問にかけるも「ここでくすぶっているのも飽きた」と宣言したバンに杭で刺され殺害される。かつてバンを捕らえた功績も、バン自身に抵抗の意思がなかっただけで本人の実力は彼に遠く及んでいない。スマホゲーム版では棘を形成し放つ技を使う。

##### 〈暁闇の咆哮（ドーン・ロアー）〉
リオネス国王バルトラ直属の親衛部隊。〈七つの大罪〉が指名手配された後に作られた。王都決戦の最中、ドレファスの護送中にフラウドリンによりスレイダーとサイモンを除く全員が殺害された。
スレイダー
声 - 三木眞一郎
身長：210cm / 体重：89kg / 血液型：不明 / 種族：人間 / 誕生日：4月4日 / 年齢：30歳
「金剛（ダイヤモンド）」の称号を持つ聖騎士。〈暁闇の咆哮〉の団長。鉄仮面で顔を覆い隠し、鋸状の大剣を持つ、女性口調でしゃべる男性。
エキセントリックな立ち振る舞いをするものの性格は極めて常識的で冷静沈着。癖のある団員をまとめあげているリーダー。その剣腕も並みの聖騎士であれば一振りで数人を倒してしまうほど。
幼い頃に蛮族に攫われた奴隷の出自であり、その状況から救ってくれたバルトラ国王へ異常なまでに忠誠を誓う、愚直なまでの信義の男。そのため国王代理を騙る聖騎士長らに利用されていたことにすぐには気づけなかったこともある。オフの時は仮面を外し、口調も男性的なものになる（ただし、性格は女性的なまま）。
魔力「威圧（オーバーパワー）」
気迫で相手の動きを封じる魔力。しかし、自らよりも強い気を放つガランには通用しなかった。

サイモン
声 - 金本涼輔
長髪の少年聖騎士。身長150cm。身長を超える日本刀を振るう少年。血気盛んな性格をスレイダーに諌められることもある。王都決戦中はスレイダーの部下の中では唯一生き残り、その後もスレイダーの片腕として活動する。

ヒューゴ
声 - 山田浩貴
全身を鎧で覆った聖騎士。身長270cm。丁寧語で喋る。二本一対の斧のような武器を扱う。鎧巨人との戦いの際にキングの石化によって片腕を石にされ、自ら捨てる形で喪った。王都決戦中にフラウドリンに殺害される。

ワインハイト
声 - 中西英樹
弓兵。身長180cm。幻影を囮に別の場所へ潜伏しての奇襲を得手とする。魔力を込めた矢の破壊力は絶大。王都決戦中にフラウドリンに殺害される。

ジリアン
声 - 沢井エリカ
〈暁闇の咆哮〉の紅一点。身長170cm。フランベルジュを扱う。また魔力の縄により敵を拘束することができる。王都決戦中にフラウドリンに殺害される。

##### 〈蒼天の六連星〉
聖騎士長補佐デンゼルの率いる聖騎士の集団。
デンゼル・リオネス
声 - 西凜太朗、小橋里美（幼少期）
身長：182cm / 体重：81kg / 種族：人間 / 誕生日：10月16日 / 年齢：58歳
バルトラ王の弟である老人。病身の兄と違い屈強な武人肌で、その能力を疎んだドレファスらに左遷されていた。
性格は厳格にして冷酷。兄の要請で秘密裏に対・魔神族の研究を進めていた。武器としてドルイドが数年間祈りをささげた剣を使用していた。ドレファスを罠に嵌めデスピアスと共に追い詰めるもグレイロードの介入によって失敗した。リオネス城に攻め込んできた魔神族に対抗するため、女神族のネロバスタを自身の命を犠牲に復活させるが、デリエリにネロバスタごと半身を消し飛ばされた。
魔力「審判（ジャッジメント）」
「死人の復讐（デッドマンリベンジ）」
この魔力を受けた者に、「自分が殺した相手の亡霊に襲われる」幻覚を見せ、そのものたちから首を狙われるという技。フラウドリンに使用した際には暁闇の咆哮や今まで殺した騎士たちの幻覚が現れた。なお、この幻覚から魂を抜き取ることも可能。

デスピアス
声 - 阿座上洋平
身長：179cm / 体重：75kg / 種族：人間 / 誕生日：1月8日 / 年齢：35歳
闘級：1690 / 聖騎士ランク：金剛
デンゼルに次ぐ実力を持つ聖騎士。ドゲットとの決闘を通じてメリオダスに対する聖騎士たちの不信を払拭する作戦を図る思慮深さを持つ。亡国エジンバラの出身。自分にしか見えない妖精インビジブルと仲がよい。ドレファスを罠に嵌めた際には自身の魔法でデンゼルを援護したがグレイロードの介入によって失敗する。デンゼルを殺害した魔神族や自分たちを洗脳した女神族を化け物と嫌悪しており、最終話ではメリオダスとエリザベスが王と王妃になったことで国に仕える義理はないとし、エジンバラの復活を掲げて国を出ていった。
『怨嗟のエジンバラ』では敵として登場。エジンバラの国王になっており、自身を傷つけた他の族を怨み、人間だけの国を創ろうと企んでいる。そのことで他のメンバーから見放された。魔神族と女神族に受けた仕打ちを女神族の長であるエリザベス、魔神族の長であるメリオダスを逆怨みし苦しめようとエリザベスに呪いをかけた。城にてトリスタンとランスロットと交戦。〈七つの大罪〉の助太刀もあり劣勢に陥り逃走する。追ってきたトリスタンとランスロットと再び交戦し怪物のような姿に変身し、2人を苦しめるが魔神族の力を解放したトリスタンによって敗北した。後にこの事件はアーサーに唆されて起こしたことが判明した。
魔力「旋律（メロディ）」
相手の様々な動作に存在する「リズム」を狂わせ、妨害する。魔力による技の高低を操る能力であり、格闘など物理的な攻撃には通用しない。

ワイーヨ
声 - 綿貫竜之介
身長：161cm / 体重：82kg / 種族：人間 / 誕生日：8月14日 / 年齢：39歳
闘級：1710 / 聖騎士ランク：白金
カイーデとツィーゴの兄。弟たち同様にガタイがよく、ひげ面である。デルドレーに惚れている。口癖は「結婚！」。

ドゲット
声 - 手塚ヒロミチ
身長：206cm / 体重：93kg / 種族：人間 / 誕生日：4月13日 / 年齢：28歳
闘級：860 / 聖騎士ランク：白金
好戦的な聖騎士。メリオダスに不信を抱き強さを証明するため戦闘を申し込むが手を抜いていた彼の実力を計り間違え、敗北した。リオネス城にて、グレイロードの前で殺害を行ったため「不殺」の戒禁により寿命を失い死亡する。
魔力「爆進（ブースト）」
瞬時に自らの体を加速させ、高速で移動する。攻撃や回避に応用できる。
「爆進拳（ブーストハンマー）」
敵に高速で突っ込み、両拳で粉砕する。

デルドレー
声 - 加藤英美里
身長：170cm / 体重：56kg / 種族：人間 / 誕生日：5月23日 / 年齢：23歳
蠱惑的な女性聖騎士。一人称は｢アタイ｣。ハート型の杖を持っている。ワイーヨとアーデンによく悪態をついている。アーデンと共にドレファスを捕えた。最終話ではデスピアスについていった。
魔力「衝動（ラブドライブ）」
異性の精神に働きかけ、自分をあらゆる危機から守るように洗脳する。

アーデン
声 - 豊永利行
身長：159cm / 体重：50kg / 種族：人間 / 誕生日：7月8日 / 年齢：19歳
前髪が二房垂れている、弓矢を操る青年聖騎士。女好きだがデルドレーが本命。デルドレーと共にドレファスを捕えた。最終話ではデスピアスについていった。
魔力「無駄（ベイン）」
アーデンの魔力の乗った攻撃を受けた者に、魔力を発動する際に数倍の消耗を架す。

##### その他の騎士
ザラトラス
声 - 小山力也
身長：183cm / 体重：74kg / 血液型：不明 / 種族：人間 / 誕生日：7月14日 / 年齢：49歳
先代聖騎士長。ギルサンダーの父親。10年前にドレファスとヘンドリクセンによって殺され、その罪が〈七つの大罪〉にかけられている。ドルイドの母を持つ。
当時メリオダスと互角に戦えるほど強く、最強の聖騎士と言われていた。〈七つの大罪〉にも慕われていた偉大な人物。そのために実弟ドレファスとヘンドリクセンの共謀によって謀殺され、聖騎士長の座を降りることとなった。
生前は真面目だが軽い性格で、自分より息子に慕われるメリオダスに嫉妬したり、疲労から毒を盛られたことにも気づかず食事をしてしまうほどおおらかな性格だった。
メラスキュラの魔力によってエレイン同様復活するものの、「ドレファスとヘンドリクセンを救えなかった自分への恨み」を未練としていたためにその心が闇に侵されることはなく、無名の騎士シルバーとしてエリザベスに接触。メリオダス復活とフラウドリン打倒の一助となった。ドレファスからフラウドリンを引き剥がすために全魔力を使い果たし、息子と再会することなく消滅した。
魔力「雷神（グレイトサンダー）」
息子であるギルサンダーと共通した雷を自在に操る魔力。これの他に、ドルイドの血族として「浄化（パージ）」を発動することもできる。
「雷神の粛清」
広範囲に及ぶ巨大な雷を落とす。
「雷神剣」
雷を纏い、その速度を利用して敵を斬りつける。
「雷神の閃動」
雷の速度を利用して敵の攻撃を回避する。
「浄化（パージ）」
自然ならざる魂を消し去るドルイドの秘術。限定的ながら魔神族に対して効果を発揮する。

ツィーゴ
声 - 三宅健太
〈七つの大罪〉を探していたエリザベスを追って〈豚の帽子〉亭を襲撃した大男。身長300cm。見習い聖騎士。言葉の頭に「決定!!」をつける癖がある。メリオダスにあっさり倒されてしまい、力を欲してジェリコとともに魔神族の血を飲むものの適合できず、爆散して死亡した。「決行!!」が口癖の実兄であるカイーデが聖騎士団に在籍している。
魔力「不明」
剣から斬撃を放つことができる。

マルマス
声 - 松田健一郎
新世代たちのお目付役としてバイゼルにやってきた聖騎士。身長170cm。二本のマラカスのような物を持っている。「敬神」の戒禁により操られた市民に刺されて死亡した。
魔力「不明」
重力を操る魔力。
「重力×10（グラビティーテン）」
対象に10倍の重力を掛ける。
「重力×30（ハイパーグラビティ）」

デール
声 - 宮本充
闘級：1220（人間時）→闘級：2490（魔人化）
ヘンドリクセンの「聖騎士魔人化計画」の実験に自ら志願した聖騎士。ギーラとジールの父親。
聖騎士と赤き魔神の配合は強力な怪物を生み出したが、その力に自我を飲み込まれ暴走した。実験の失敗後、デールは王都から逃走。オ―ダンで暴走し森の熊を虐殺している最中にゴウセルと出会う。その際ゴウセルの鎧を着せられたため鎧巨人（アーマージャイアント）と呼ばれるようになった。以後山から凶暴な獣が消えたためオーダンの村人は山神様と呼んでいた。マーリン特製の鎧で魔力を抑制しても騎士団を壊滅させるのは造作でもなかった。メリオダスの剣で行動不能となり、バンに核を潰され、バンに呟くように感謝の言葉を述べたあと涙を流して死亡する。ギーラたちには任務中の不祥事による事件で行方を眩ませたと伝えられていた。魔神族の血を取り込んでいるため、邪悪な魔力と複数の心臓を持つ性質など、魔神族と多くの共通点を持つ。
魔神化し怪物となった状態では右上の顔は噛みつき、右下の顔は毒吐き、左上の顔からは呪いの声、左下の顔からは氷結攻撃など多彩な攻撃を行う。
魔力「沈黙（ミュート）」
詳細不明。
「氷結停止（フローズンブレス）」
左下の顔から冷気を吐く。
「絶望の毒（デスペアー・ヴェノム）」
右下の顔から触れた物を溶かす毒を吐く。
「毒唾（ヴェノムスピッド）」
右下の顔から毒の玉を吐き出す。

ギャノン
声 - 野島健児
16年前、ディアンヌとマトローナの二人を殺そうとした聖騎士。しかしマトローナにより、部下とともに殺された。
魔力「幻聴（ホロウサウンド）」
この魔力を受けた者に幻聴を聞かせる。

### キャメロット王国
アーサー＝ペンドラゴン
声 - 國立幸
身長：170cm / 種族：人間 / 誕生日：8月17日 / 年齢：16歳
闘級 : 40000（魔力37600/武力900/気力1500）
新興国キャメロットにおいて、突如出現した大岩に刺さっていた自分よりも大きな剣「エクスカリバー」を引き抜いたことから王座に就いた新王。〈七つの大罪〉を英雄視して尊敬している。快活だが礼儀を忘れない、大器を感じさせる少年。
〈七つの大罪〉に引けをとらない強大な魔力の持ち主であるものの、自分の魔力の性質を知らず、またそれを扱うこともできないために苦心している。剣術だけでもヘンドリクセンとある程度渡り合えるほどに強く、後にななしからの鍛錬もあって魔神族とも対等に渡り合えるほどにまで上達している。
即位前、折り合いの悪い義兄の奸計によって訓練中に崖下に突き落とされてしまう。「千里眼」の魔力によってそのことを予見していたバルトラに救われ、以来彼とは旧知の仲にある。
戦闘においては壊れても元の形状に参加する宝剣「セクエンス」を相棒とする。
ドルイドの試練後、頭に謎の生物が住み着いている。その後、この生物にはキャスと名付け、ななしからはこの生物がいる限り死ぬことはないと言われている。またこの生物との関連は不明だが、相手に気配を知られることなく移動する術を身につけている。
バイゼル大喧嘩祭りではななしと組むことになったが、メリオダスが〈十戒〉と激突したことで他ペアとの戦闘には至らなかった。キャメロットが魔神族によって支配された現在は、生き残った部下や住民たちと共にキャメロット周辺の地下に避難している。単身でキャメロットに潜入し、聖剣エクスカリバーを引き抜いた後は、剣の力で一時はメリオダスらを凌駕する力を見せた。だが剣の強大な力をうまく扱えずに自滅に等しい形で倒れてしまい、マーリンに救助されるもキューザックに操られ、剣で自らの胸を貫いて命を落としてしまう。遺体は〈豚の帽子〉亭内に安置されていたが、混沌の復活を目論むマーリンによって持ち出され、エクスカリバーを鍵とした湖からの膨大な魔力によって、混沌の王として莫大な力を有した状態で蘇生する。当初は自身の心を制御できずに暴走しかけ、さらには本性を現したキャスの不意打ちによって右腕を失うも、戦いの中で王として安息の王国を作ることを自らの為すべきことであると定め、最後はキャスを自らに取り込むことによって勝利した。
魔力「混沌」
キャス
声 - 悠木碧
身長：25cm / 体重：5kg / 血液型：AB型 / 種族：猫（?） / 誕生日：8月17日 / 年齢：16歳
アーサーがドルイドの試練を受けた際に誕生し、以後彼にぴったりとくっついて離れようとしない、ネコに似た丸っこい生き物。一人称は「ポク」。表情は薄くおとなしいものの言動は非常に生意気で、アーサーを監視するベロニアを食らったり、そのアーサーの死に際して歯をむき出しに怒りを露わにするなど時に凶暴な一面を見せる。
その正体はかつて混沌の王となるべく戦いを挑んだ獣の暴君で、真名はキャス・パリーグ。「鉤爪で掻き毟る怪猫」とも称される。混沌との戦いに敗れて地上に追放され、女神族に封印されたと伝わる存在。アーサーに近づいたのも彼が混沌の力に目覚めるように仕向けるためであり、アーサーが混沌の王として復活すると本性を現して彼に襲い掛かり、右腕を食らってわずかながら力を奪った。生と死を超越した存在と称され、切り裂かれてもバラバラにされても傷一つ残さず再生できる。その時の姿は8本の脚をもった巨大な化け猫であり、相手に未来に起こりうることを現実味を帯びた幻覚として見せつける能力を持つ。アーサーを喰らおうと付け狙い、大罪たち相手にも優位に立つが、最後は覚醒したアーサーに逆に自分が取り込まれ、消滅した。
ななし
声 - 濱野大輝
身長：176cm / 体重：75kg / 血液型：A型 / 種族：女神族 / 誕生日：11月15日 / 年齢：3500歳
浪人のような恰好をした異国の剣士で、その腕前はアースクローラーや灰色魔神を一人で討伐してみせるほど。
元々はバイゼル大喧嘩祭の参加者の一人だったが、魔神たちの乱入によって大会が頓挫したあとはコンビを組んだアーサーの元に身を寄せ、彼とともに人間勢力として魔神に抗っている。その正体は女神族であり、癒やしの魔力を使用できる。背中には翼があった跡が残っている。
作中における公用語を喋ることができないのか、台詞を発する時は吹き出し内の台詞が横書きになる。

### ダナフォール王国
ケイン・バルザド
声 - 稲垣隆史
バイゼル喧嘩祭りに参加していた酔っぱらいの老人。身長155cm。実は亡国ダナフォールの聖騎士（壊滅事件の時は、たまたま用事で他国へ出向いていたため無事だった）。かつて「炎のバルザド」と呼ばれていた。壊滅事件に関する噂の真偽を質すべくメリオダスに挑み、後に和解した。鎧巨人と対戦の際には、リズから預かっていた小剣をエリザベスに預け、メリオダスに届ける。
魔力「火炎（ブレイズ）」
灼熱の炎を自在に操る魔力。聖騎士時代は鎧を着込んでいて素顔を隠していたようで、この魔力でメリオダスは彼がバルザドと気づいた。
リズ
声 - 雨宮天
亡国ダナフォールの聖騎士。身長162cm。「エリザベス・リオネス」になる前のエリザベス。性格は活発で男勝りで、メリオダスからのセクハラにも抵抗していた。
元はダナフォールの敵国の奴隷であったが、夜襲作戦の際に捕縛されて処刑されかけたところをメリオダスに救われ、彼の元で働いているうちに恋心を抱くようになる。ダナフォール壊滅事件でフラウドリンに殺され、直後に「永劫の輪廻」の呪いで転生し、メリオダスの手配で作中の王女エリザベスとなる。
殺生を嫌ったメリオダスに渡せずじまいだった遺品の短剣は、ケインとエリザベスを通じてメリオダスに託された。

### 妖精族
エレイン
声 - 小岩井ことり
身長：150cm / 体重：38kg / 血液型：A型 / 種族：妖精族 / 誕生日：3月14日 / 年齢：約1000歳
闘級：21050（魔力18000/武力50/気力3000）
妖精族の姫。キングことハーレクインの妹。生命の泉の番人を任されていた。少女のような外見だが、キングと同様に長寿にして妖精の中では高い地位を持つ。本編開始時では故人。
兄がいなくなり、他の妖精族も妖精の森に帰っていたことから、生命の泉を孤独のままに700年守り続けていた。ある日やって来たバンとの語らいの中で孤独を和らげていったが、魔神族の襲撃でバンと共に瀕死の重傷を負い、自らの身を顧みずバンに生命の泉を与え不死の身にする。彼女自身は直後に死亡した。このことがキングとバンの確執の理由になっていたが、死者の都で両者と再会した際に和解のきっかけを作った。
遺体は神樹の奥底に安置されていたが、メラスキュラの魔力によって魂を戻され復活。嫉妬と執着の化身となってバンとジェリコの前に立ちふさがり交戦するものの、二人の説得によって正気に立ち返る。ガランとメラスキュラの追撃から自分たちを庇って逃げてくれたジェリコに対してバン以外にも心優しい人間がいると認めた。以後はバンへの未練だけで維持している不完全な蘇生だが、二人の旅路に加わっている。メラスキュラとの戦闘で、バンを助けたい愛が力へと変わり、魔力が覚醒したと同時に翅が生えた。その後、魔神族との戦いで力を使い果たしたことで死を迎えるも、助けに現れたバンから「生命の泉」の力を受けたことで生者として蘇った。
「風」に関する強大な魔力を持ち、相手を状態異常にさせる効果も持ち、妖精族の中では高い実力を持つ。
小説版では、兄を慕っている様子が描かれた。また、二部では死者の都でヘルブラムに対してキングの側にいるように頼んでいる。
魔力「神風（ミラクルウィンド）」
攻撃力は高くはないものが多いが、相手を麻痺させたり毒状態にさせる効果を持った強力な「風」の魔力を発生させる力を持つ。
「金風の逆鱗（まんぷうのげきりん）」
強力な風を発生させる。威力はかなり強力で、魔神族でも押しのけるほどの威力を持つ。
「そよ風の逆鱗（そよかぜのげきりん）」
小さな風を発生させる。威力は人が吹き飛ぶほど。

ゲラード
声 - 諸星すみれ
身長：152cm / 体重：30kg / 血液型：不明 / 種族：妖精族 / 誕生日：5月4日 / 年齢：約4200歳
ハーレクインを絶対の妖精王と崇める妖精族の女性で、妖精族の長老的存在。他の妖精から敬われていることからわかるように地位はエレインやヘルブラムと並んで高く、見識も深い。エレインの遺体を壊そうとしたため、そのことでバンに謝罪するが、次はないと釘を刺される。
初代妖精王にして十戒のグロキシニアの実の妹。3000年前の聖戦時にも聖痕の戦士の一員として戦っており、その頃に右目と両足を失っている。獅子身中の虫であった青年ロウと心を通わせるものの敵対。後に和解するも気を失ってしまい、兄を止められなかったことと、それによってロウが死亡したことを今でも悔やんでいる。ディアンヌとキングに試練を与えた兄と再会し、かつてのことを互いに詫びた。オスローが死んだ際にロウの存在を感じ取った。
魔力「守護（ガーディアン）」

オスロー
声 - 西凜太朗
キングが連れている黒妖犬（ブラックハウンド）の僅かな生き残りの一匹。異次元を移動したり飲み込んだ物を別の場所に転送する不思議な力を持っている。聖戦時からゲラードに付き従っており、現在はキングの護衛を命じられている。警戒度によって体のサイズが伸縮する。マエルの攻撃から皆を守るべく、その攻撃を一身に受けて死亡した。普段七つの大罪一行に帯同しない理由は、豚肉が大好物で誤ってホークを食べてしまわないように、キングが必要な時以外呼ばないようにしているため。ドルイドの試練時にはホークのことを兄貴と呼び慕っている様子がうかがえた。
その正体は「どんな姿になってもゲラードを守る」という贖罪のために転生した聖痕の戦士の裏切り者「ロウ」。
ロウ
声 - 西凛太朗
三千年前の聖戦に参加していた人間の青年。バンに似た面影を持つが、彼とは無関係。
行き倒れた魔神族を介抱したことで、その魔神族ごと女神族に滅ぼされた村の生き残りで、魔神族に通じて聖痕の戦士の内部からの瓦解を狙うものの、かつての恋人に似た面影を宿すゲラードを殺すことができずに翻意してゲラードを守る。その後自分たちの行動は女神族と何も変わらないと涙を流し、ゲラードと和解する。しかし、彼が腕に抱いた気を失ったゲラードを死んだと勘違いし、数多くの同胞の死体を目の当たりにして激昂したグロキシニアに言葉を交わすこともなく殺害されてしまう。その際にもし生まれ変わったらゲラードと彼女の大切なものを守ることを誓い、オスローへと転生した。

ランスロット
声 - 内山昂輝
バンとエレインの息子。本編最終回後の読み切りにて登場した。見た目は商人などが女の子と勘違いするほど可愛らしいが、バン同様口が悪く、子供ながら並の成人を圧倒する力を持つ。さらにはエレイン同様他人の心の中を読むことができる。額には傷があり、これはメリオダスたちの息子であるトリスタンとの喧嘩で出来たもの。ゴウセルによって七つの大罪のことを知らされたことでバンのことを誇りに思っている。ジェリコのことを師匠と呼び慕っている。
読み切りでは妖精族を騙して変なものを売りつける商人を懲らしめ、森を守っていた。しかし、周りの妖精とはあまり馬が合わないようで周りから女の子のように見られることにも不満を感じていた。そんな中ある日起きた神隠しの解決の手伝いをさせて欲しいとバンに頼むも流石に危険なために断られるが、父親に認めて欲しい一心から黙って行動をする。それに感づいたジェリコに止められるも聞かず、ジェリコと共に行方不明になってしまう。
『怨嗟のエジンバラ』では主要人物として登場。当初は太った小男に変身していて幼馴染のトリスタンには正体を隠していた。妖精族を守るためにデスピアス達と戦っている。戦いの中トリスタンと合流して共に旅をする。トリスタンに傷を負わされた際トリスタンから「君を傷つけたくない」と戦いを拒まれ、それを自分よりも弱いと思われたと感じ憎んでいた。デスピアスを倒した後暴走しているトリスタンと戦い勝利し、笑いながら気絶してるトリスタンに呆れた。その後トリスタン達とは別れジェリコと合流し共に行動する。
「月の導き（シャイニング・ロード）」
追尾する電撃を放つ

### 巨人族
マトローナ
声 - 佐藤利奈
身長：955cm / 体重：不明/ 血液型：A型 / 種族：巨人族 / 誕生日：12月21日 / 年齢：820歳
闘級：7600（魔力2200/武力4400/気力1000）
巨人族の里「メガドーザ」の戦士長。筋骨隆々で屈強な女戦士。
ディアンヌの両親から、ディアンヌが一人でも生きていけるように強く育ててほしいと頼まれるが、戦う術しか教えることができず、常に厳しく接していた。頑固を絵に描いたような性格だったが、現在は家庭を得たこともありだいぶ軟化している。
16年前、リオネスの聖騎士ギャノンに罠に嵌められ、ディアンヌを庇って猛毒の塗られた矢を受ける。その際に死亡したと伝えられていたが、かつて戦で敵対した際にディアンヌが見逃した蛮族の男性に救われており、毒に侵された右足を失いながらも生存（そのため義足を着けている）、彼の後妻となって前妻との二人の子供たちと共に暮らしていた。ガラン、モンスピートに襲撃されたディアンヌを見つけて救出し、メラスキュラの召喚した魔神族に襲われた子供たちを救うため、バイゼル大喧嘩祭りに参加する。
魔力「創造（クリエイション）」
「獄握（ごくあく）」
岩石を一か所に集めて、相手を閉じ込める。
「砕破（さいは）」
周りにある岩石で相手を攻撃する。ディアンヌの千の礫に類似している。
「流撃掌（りゅうげきしょう）」
岩を砂のようにする。

ドロレス
声 - 広橋涼
身長：745cm / 体重：不明/ 血液型：O型 / 種族：巨人族 / 誕生日：2月19日 / 年齢：750歳
闘級：不明
巨人族の戦士で、戦いを好む巨人族の中では珍しく戦いを嫌う心優しい少女。戦うのを避けるために巨人族の里を出たいと考えていたが、巨人族である自分を受け入れてくれる場所が他に無いため、里に留まっていた。ディアンヌが故郷を離れている間に用心棒として鉱山街に派遣され、山賊と交戦し命を落としたと思われていたが、『黙示録の四騎士』にて生存していたことが判明した。
魔力「創造（クリエイション）」
「重金属（ヘビメタ）」
体を石化させる。その強度はマトローナ曰く「方解石の硬さ」。

### 魔神族
魔神王
声 - 飯塚昭三（第2期・第3期）→玄田哲章（第4期）、加瀬康之（魔神王メリオダス時）、井上和彦（魔神王ゼルドリス時）
煉獄に囚われている魔神の長。甲冑を着た格好をしており、メリオダスとエスタロッサとゼルドリスの父親でもある。メリオダスが死ぬたびに感情を引き抜き復活させている。メリオダスを新たな魔神王に据えることを狙っており、ゼルドリスに彼を奪還するよう命じるなどした。しかし実際はメリオダスに王座を譲る気は無く、その真意はメリオダスの若き肉体を器に自身が現世に復活することであった。メリオダスへの親としての愛情は皆無であり、ゼルドリスに対しても戒禁の回収のために彼のゲルダへの想いを利用し、復活した際にはその想いを踏みにじる言葉を吐きつけるなど無に等しい。煉獄では現世に繋がる扉のもとに陣取って守っている。
〈十戒〉の総攻撃を受けて死亡したメリオダスから本来の感情を引き抜き、自身に都合の良い感情で復活させ、新魔神王の誕生を名目に自身の復活のためにゼルドリスらを動かした。一方、煉獄では具体化したメリオダスの感情を監視し彼が化け物と化すと放置したが、バンの助けで理性を取り戻し、現世に戻るべく現れたメリオダスらと再三に渡って交戦、最後はワイルドの捨て身の特攻を受け2人を煉獄外へ逃してしまった。その後間もなくしてすべての戒禁を取り込んだことで「魔神王メリオダス」として復活を果たし、現世では直後に現れたバンと、精神世界では煉獄を抜けて戻ってきたメリオダスと交戦となる。メリオダスに虚言をぶつけて戦意を削ぎ、現世でもバンを相手に優位に立ったが、彼らの仲間たちの加勢によって形勢を覆され、最後はバンの一撃によって敗北したが、死亡はしておらず、後に戒禁を吸収させられたゼルドリスの体を依り代に「魔神王ゼルドリス」として再復活を果たし、再度メリオダスと交戦、苦戦しつつもゼルドリスの意思を奪い続け、かつての姿と力を取り戻した。しかし、他の大罪たちやゲルダの加勢によって戦況をひっくり返され、ゼルドリスの体を失ってからはブリタニアの大地を依り代にして巨大な姿に変貌するも、最期は大罪たちの合技によって敗北し、メリオダスから新たな時代への覚悟を伝えられながら消滅した。
魔力「魔神王 / 支配者（ザ・ルーラー）」
自身に向けられた攻撃や弱体化を治癒や強化に変換する「反転」の力。跳ね返された自身の放った攻撃でも作用するが、その特性上、魔力を与えられると自身が魔力を失うという欠点もある。
「嘆息の賢人」
2本の髭を生やした魔力造形物。口から超広範囲に渡る爆撃魔力を放つ。
「刹那の隠者」
「嘆息の賢人」の部位を再集結して作られたもの。空中での高速移動と頭部から垂らす無数の刃で攻撃する。
「獄門刀」
刀を振り回し、斬撃と共に相手を斬りつける。

#### 〈十戒〉
常闇の棺に封じられていた魔神王直属の近衛部隊。それぞれが魔神王から「戒禁」という能力を授かっている。この戒禁を破ったものは、その身に災厄が降りかかる。これは授かっている〈十戒〉自身も同様である。
ゼルドリス
声 - 梶裕貴
身長：152cm / 体重：52kg / 血液型：A型 / 種族：魔神 / 誕生日：2月5日 / 年齢：252歳
闘級：61000（魔力10000/武力47200/気力3800）
「敬神」のゼルドリス。メリオダスとエスタロッサの弟。メリオダスとは容姿など酷似しているが、敵対心と復讐心を抱いている。〈十戒〉でも年少であるが癖のある仲間を指揮している。剣技に長けており、その剣速は「神速」と称される。性格はメリオダスやエスタロッサと違い、冷静で思慮深い性格。また、恋人であるゲルダへの愛情は深く、魔神王の座に固執するのも彼女への想いが関係している。
果てしない強さを誇ったかつてのメリオダスを畏れつつも慕っていたが、当時メリオダスは十戒の統率者になったばかりなのもあり、兄弟としての会話はできなかった。かつては聖戦を終わらせ、魔界に平和をもたらせることを望んでいた。エジンバラに封じられていた吸血鬼、ゲルダとは恋人同士であり、彼女を護るためにひたすらに強くなろうとしていたが、その最中のメリオダスの裏切りに乗じて逆乱を企てた吸血鬼一族の処刑を請け負うこととなり、自らの手で恋人を処刑している。それ故に〈十戒〉の中でも一際メリオダスに深い憎悪を抱いている。
魔神王の代理としてキャメロットにて魔神軍の指揮をとっている。魔神王になることに強いこだわりを持っており、魔神王になるべく現れたメリオダスに対して感情を露わにして斬りかかるが、彼からゲルダの生存について耳打ちされた後は一転して彼に協力するようになり、指示に従い戒禁の回収に動き出す。赴いた先で出くわしたマーリンと取引を行い、キャメロットに囚われている人間たちを解放し、対価として戒禁を要求するも遠方からのリュドシエルの攻撃を受ける。その後キャメロットにて強襲部隊として現れたリュドシエルらと交戦し、一進一退の攻防の末、最後はマエルとの直接対決に敗れた。直後にメリオダスが魔神王として覚醒するも、それがメリオダスでなく父であることに驚愕、同時に父の目論見を知ったことで彼に反旗を翻しバンに加勢する。魔神王の魔力体を破壊するなどしたが一撃を受けて重傷を負い、何処へと弾き飛ばされた。その後キューザックによって戒禁を吸収させられ、魔神王の新たな依り代とされる。その後精神空間内で意識を取り戻し、魔神王の意思を反映したゲルダの幻に心を囚われていくも、それが幻であることは見抜いており、精神世界に突入してきたメリオダスや本物のゲルダの助力を得て拘束を逃れた。そして魔神王に対して己の意思を宣言して打ち破ることに成功し、体を取り返すことに成功する。自身を助けに来たメリオダスの行動と、兄に裏切られたというのが自身の勘違いであったことから彼への怒りは沈静化しており、決着後の彼からの祝い酒の提案に顔を逸らしながら「一対一なら考える」と返した。
魔力「魔神王（ゴッド）」
魔神王代理として、その魔力「支配者」の一部を借り受けたもの。非常に強力でマーリンの魔法や四大天使の恩寵の魔力も無効化できるが、あくまで一部かつ借り物であるため、無力化できるのは魔力攻撃のみ。また、不意打ちに攻撃を食らうなどして一度解除してしまうと、後述の「凶星雲」同様再使用までにタイムラグが生じる。
魔力「凶星雲（オミノス・ネビュラ）」
自身が持つ本来の魔力。自身を中心に闇を高速回転させ、敵味方を問わず周囲の生命体を引き寄せる。間合いに入った存在は生命体や物体を問わず、「全反応（フルリアクト）」を使用しての超高速自動反応で切り刻む。魔界随一の剣速を持つ自身の必殺技ともいえる合わせ技であり、一見、間合いに入り込んだものが自動的に消滅、また攻撃を反射されているように見えることから、見切られない限り戦いにおける絶対的優位を持てるという利点もある。
「全反応（フルリアクト）」
自分の間合い内に入ったものを感知し、半自動的に体を動かして迎撃する技術。
「怒りの日（ディエス・イレ）」
対象の上空に広範囲に渡る闇を発生させそこから強力な獄炎を浴びせる。リュドシエルたちがいた天空宮を丸ごと消し去るほどの威力。
戒禁「敬神」
この戒禁を持つ者に背を向ける者を、魔神王の代理への「背信」とみなし、強制的に服従させる。

エスタロッサ
声 - 東地宏樹、植木慎英（幼少期）
身長：200cm / 体重：95kg / 血液型：AB型 / 種族：魔神 / 誕生日：1月6日 / 年齢：380歳
闘級：60000（魔力3000/武力53000/気力4000）→闘級：88000（戒禁2つ）
「慈愛」のエスタロッサ。銀髪の魔神で手配書に描かれるメリオダスの想像図に瓜二つの姿をしている。メリオダスの弟でゼルドリスの兄。
ブリタニア制圧開始後、一人外の世界を満喫するなどマイペースな性格の持ち主。飄々とした振る舞いの裏で、魔神族を裏切ったメリオダスに対して非常に屈折した愛情と執着を抱いている。
兄や弟と違って闇の力を持たずして生まれ、幼少期は虫を殺すこともできない小心者であった。それを哀れんだ魔神王によって戒禁を与えられるも、闇の力を得ると共に精神的に不安定になってしまった。また兄であるメリオダスに強く憧れ、いつしか「兄になりたい」と思うようになっていった。
その正体は死亡したと思われていた〈四大天使〉マエル。上記の人格は全て、後述の「禁呪」によって作られた設定であり、魔神族のエスタロッサという男はそもそも存在しない。
幼少期は兄であるリュドシエルに憧れる一方で、自身の心の弱さに悩んでいた。兄の教えのままにひたすら魔神族と戦い続け、いつしか「最強の〈四大天使〉」「死の天使」と称され、魔神族から畏れられる存在となった。またエリザベスに恋心を抱いていたが、彼女の眼中にはメリオダスしかいないことに苦悩していた。その最中にゴウセルによる禁呪の客体として選ばれ、以降は自身をエスタロッサという架空の人物と認識し、女神族としての記憶、リュドシエルとの思い出は魔神族、メリオダスとのものに入れ替わった。そして同じく禁呪をかけられたマエルを知る者たちからは魔神王の次男として認知されることとなり、今に至る。
メリオダス殺害後城でバンたちと交戦し自分の戒禁で追い詰めるも自分と同様の理由で戒禁を乗り越えたエスカノールにゼルドリスともども吹き飛ばされて重傷を負った。その後はキャメロットで傷を癒しており、メリオダスのキャメロットの来訪に際して復活、ゼルドリスと共に戒禁の回収に動き出し、戒禁の影響で石化していたガランを殺し、ゼルドリスに戒禁を渡そうとするデリエリとモンスピートと交戦する。一度はモンスピートによって追い詰められるも、デリエリを庇った彼を殺し戒禁を奪う。さらにデリエリを追った先でエリザベスらとも遭遇し、自身を恨む〈四大天使〉二人と交戦。戦いの中で奪った二つの戒禁を次々に取り込み自我が崩壊、暴走する。その最中、エリザベスにエスタロッサとの記憶に疑問が生じたことを皮切りに禁呪が崩壊、全ての記憶が元に戻り、〈四大天使〉マエルとして復活した。自身に禁呪をかけたゴウセルを攻撃し、それを庇うキングや闇に蝕まれる自身を救おうとするサリエルらを圧倒的な力で退け、さらにデリエリをも手にかけて戒禁を吸収し、４つの戒禁を完全に操った魔の権化として大罪たちを相手にするも、彼らの抵抗を押さえられず、さらに覚醒したキングによって敗北、消滅を迎えようとしたが、精神に侵入してきたゴウセルによって禁呪の客体として選ばれた理由を知りゴウセルから諭され、生きる意志を取り戻したことで消滅を免れた。その後、エリザベスの頼みもあって聖戦を終わらせる目的で大罪たちと共にキャメロットへ赴く。道中、原初の魔神に敗れて飛ばされてきたエスカノールから恩寵の返還を提案され、一度は固辞するも貸し与えるという条件付きで恩寵を返還された。キャメロットでは原初の魔神を一撃の下に消し飛ばし、ゼルドリスに偽りとはいえ兄弟だったのだからきっと分かり合えると説得を試みるも失敗。やむを得ずゼルドリスとの一騎打ちを行い勝利したが、復活した魔神王には圧倒され、その後はリュドシエルに守られた。勝利の宴の際にはゴウセルとも無事和解したようで共に酒を飲んでいた。聖戦後は天空へ姿を消していたが、エスカノールの願いを聞きつけて再び彼の前に現れ、恩寵の返還を頼まれるも、既にエスカノールの身体が限界を迎えているのを気づいており、次に太陽の恩寵の力を使えば死ぬと言うも、それでも構わないと仲間のために命を賭けたいという彼の決意を聞いた上で、エスカノールに恩寵を受け渡した。その後エスカノールを他の七つの大罪の元へ送るも、戦いの規模からもはや自分では戦力にならないとし七つの大罪に全てを託す。魔神王の死後死にゆくエスカノールを七つの大罪と共に見届けた。
魔力「全反撃（フルカウンター）」
メリオダスの魔力と対になる能力。メリオダスが魔力を跳ね返すのに対して、こちらは物理攻撃を跳ね返す。
「反逆剣（リベリオン）」
無数の剣を精製し攻撃する。
「暗黒回帰（ブラックアウト）」
対象を闇で包み込む。
「キリング・ソーサー」
両手の平で闇の回転刃を形成し斬りつける。斬られた相手は闇に包まれ崩れ散る。
魔力「獄炎（ヘルブレイズ）」
魔神族特有の闇の力。メリオダスのものと同様。
「邪悪な猟犬（エビルハウンド）」
犬を象った獄炎による攻撃。獄炎は全てを焼き尽くすまで消えることはない。
戒禁「慈愛」
この戒禁を持つ者の前で「憎悪」を抱く者は、何人をも傷つける術を失う。
「慈愛の光玉」
「慈愛」の戒禁による爆破攻撃。受けた者の苦痛を快楽に変換し眠らせて死に至らしめる。
「真実の鐘」
「真実」の戒禁を具体化させた鐘。ゴウセルによる幻術を打ち破った。
「沈黙の大鎌」
「沈黙」の戒禁を具体化させた大鎌。これで傷つけた者の魔力を封じる。
「純潔の香」
「純潔」戒禁を具体化させた香。対象の望む夢を幻として見せつける。
魔力「不明」
女神族としての魔力。マエルとして復活してから使用。
「救済の矢」
合わせた手から光の矢を放つ。魔神族には苦しみを一切与えない一方で、それ以外の者が受けると苦痛をもたらす。
恩寵「太陽」
エスカノールと同様の力だが膨大な太陽の力を体内に循環させることで、より強力な技を行使する。
「偉大なる太陽（グレイテスト・サン）」
小さめの火炎球を放ち、巨大化させ爆発させる。
「太陽の剛拳（ヘリオス・フェア）」
握り拳に魔力を集め、殴りつける勢いで連なる炎を放つ。

ガラン
声 - 岩崎ひろし
身長：408cm / 体重：329kg / 血液型：B型 / 種族：魔神 / 誕生日：1月4日 / 年齢：991歳
闘級：27000（魔力1000/武力24000/気力2000）
「真実」のガラン。非常に背が高く、甲冑のような姿を持つ老人。大鎌を振るう。〈十戒〉の中でも古株である。991歳という齢は、平均寿命が1000年前後の魔神としてはかなりの老齢。
好々爺を絵に描いたような性格で、戦いを楽しむ武人気質の一方、弱者には一切の興味を示さずに容赦なく一瞬で葬り去る。本来の力のメリオダスとの再戦を望む一方で、敗北の屈辱に対して強く激するなど直情的な思考を見せる。かなりの酒好き。
キャメロットでメリオダス一行と交戦になり、終止圧倒する。フラウドリンが彼らをあっさり倒したことに疑問をもち、再び赴こうとした矢先記憶を消されたディアンヌに遭遇する。マトローナに足止めされ止めを指すことはできずに終わる。その後、本来の力を取り戻したメリオダスに完膚なきまでに叩きのめされ、打倒メリオダスを誓う。
メラスキュラとともに盗賊都市レイブンズでバンやジェリコ、エレインと交戦。一進一退の攻防の後、エスカノールと三人を懸けて一騎討ちで対峙した際、魔力によって急激に闘級が跳ね上がった彼の威圧に臆してしまい「逃げない」という約束を破ってしまったため、自分の戒禁によって石化してしまい意識を保ちつつ動けない状態でいた。戒禁を回収するべく現れたエスタロッサに体をバラバラに砕かれて死亡したが『黙示録の四騎士』にてアーサーの手で復活する。
魔力「臨界突破（クリティカルオーバー）」
自らの魔力をそのまま武力に変換するシンプルな能力。極限まで変換を行った際は無数の棘が生えた禍々しい姿に変容した。メラスキュラ曰く、この状態のガランの闘級は40000に及ぶとのこと。
「惨散斬（ざんばらざん）」
大鎌を連続かつ高速で突き入れ粉砕する。
「紊粗断（ぶんざらだん）」
大鎌を振り回し、周囲を斬りつける。
「伐裟利（ばっさり）」
大鎌で敵を両断する。大地をも深く斬り裂く威力。
戒禁「真実」
この戒禁を持つ者の前で「偽り」を口にすれば、何人であろうとその身は石化する。なお本人が真実だと思っていれば偽の情報でも石化しない。

メラスキュラ
声 - M・A・O
身長：154cm / 体重：43kg / 血液型：A型 / 種族：魔神 / 誕生日：10月10日 / 年齢：362歳
闘級：34000（魔力31500/武力500/気力2000）
「信仰」のメラスキュラ。黒い霧のようなものを纏った前髪をおかっぱにしている長髪の女性。死者、魂を操る専門家。
常に沈着冷静に物事を見ており、暴走するガランを諌める発言も目立つ。一方で酒好きな一面もあり、バーニャエールを振る舞ったエスカノールだけは生かしてやるという放言も行った。
魔界で三百年間、強い瘴気を浴び続けながら生きた毒蛇が魔力を得たものであり、本来の姿は巨大な毒蛇である。
過去の聖戦ではゴウセルに操られ、彼の脱出に協力させられた。
エスカノールの魂を食らうも逆に焼き尽くされ谷に落ち体が真っ二つになり重体となる。その後のバイゼル大喧嘩祭りの際に起こったメリオダスと〈十戒〉の戦いにて、メリオダスの魂を喰おうとしたため、メリオダスを助けに来たバンにさらに心臓を潰され倒れた。その後、コランドにてやって来た大罪たちを始末しようとしたが、彼らの実力を甘く見たが故に悉く圧倒され、エリザベスによって瘴気を抜かれてただの毒蛇に戻され、マーリンに捕獲された。
魔力「獄門（ヘルゲート）」
「暗憺の繭（あんたんのまゆ）」
対象を影で包こむ。
「怨反魂の法（おんはんごんのほう）」
死者の未練を増幅させ、憎悪に凝り固まった存在として蘇生させる禁呪。蘇生させられた死者は生前と変わらず魔力を扱うことができ、身体能力は向上さえしているものの、増幅させられた怒りに抗うと即時に衰弱する。
「修羅の怨讐（しゅらのおんしゅう）」
「怨反魂の法」で蘇った死霊に「暗憺の繭」内の負のエネルギーを追加する術。しかし異常なまでのエネルギーを追加すると体が耐えきれず破裂してしまう。
「招来魂（しょうらいこん）」
呪文を唱え、対象の魂を取り出す。
戒禁「信仰」
この戒禁を持つ者の前で「不信」を抱く者は、何人だろうとその眼を焼かれる。

グレイロード
声 - 遊佐浩二
身長：480cm / 体重：250kg / 血液型：なし / 種族：魔神 / 誕生日：3月30日 / 年齢：156歳
闘級：39000（魔力26500/武力10000/気力2500）
「不殺」のグレイロード。黒い布切れに無数の「灰色（アッシュ）」の顔の仮面をつけている珍しい「女王型」の魔神。雌雄の区別のない下位魔神から突然変異的に誕生した上位魔神。女性。ドゲットになりすますなど他人の姿を模することができる。顔の数だけ分離することも可能。
ゴマ程度の卵を埋め込み、人を魔神に変えることができる。卵は非常に優秀なため失敗がなく、さらに宿主の姿を残すことなく純度の高い魔神を生み出す。卵の中身は外気に触れ、一定の温度に達すると急速に成長する。
フラウドリンと共にリオネス城を襲撃し、城内の非戦闘員を捕らえ魔神族の卵の宿主としたが、現れたマーリンによって捕獲された。
比較的古株の魔神であり、メリオダスの裏切りによって欠員が出た際の補充要員。
魔力「不浄（カース）」
「呪縛怨鎖（じゅばくえんさ）」
魔力で作った黒い鎖を相手の体に巻きつける。受けた者は自由に動くことはできるが、その場所から一定距離を置くと再びその場に戻されてしまい、逃げることは不可能。使用者を倒すか倒されるかしなければ解除できない。
「五識是空（ファイブロスト）」
振れた者の五感を遮断する球体を放つ。
「五分の魂群（ブレイカブルバグ）」
口から大量の蟲を吐き出す。グレイロードの前でこの蟲を殺すと「不殺」の戒禁によって時間を奪われ死んでしまう。
戒禁「不殺」
この戒禁を持つ者の前で「殺生」を行う者は、全ての時を奪われる。これは全ての寿命を消費するということに等しく、戒禁を破ると一瞬で老衰し死に至る。

モンスピート
声 - 津田健次郎
身長：182cm / 体重：78kg / 血液型：O型 / 種族：魔神 / 誕生日：8月8日 / 年齢：415歳
闘級：53000（魔力34000/武力16000/気力3000）
「沈黙」のモンスピート。マントを羽織った、体に黒い帯を巻き付けている成人男性の魔神族。冷静沈着。気配感知に優れている。登場初期には剣を所持している描写があったものの、現在ではなくなっている。デリエリの発する略語を理解できるようで、主に通訳をかって出る。
かつて聖戦にて、女神族相手にインデュラ化したために心臓が一つしかなく、そのことを知っておきながら自分たちを殺さなかったメリオダスに疑問を抱いている。聖戦にて殺害されたデリエリの姉から好意を寄せられていたが、本人はデリエリを好いていた。しかし、戒禁故にその思いを告げることはできなかった（メリオダスが裏切った際に遠回しに告白したが当時のデリエリは気づかなかった）。
リオネス城の戦いの後デリエリと共に行動していた際にエリザベスたちと出会い、復活したメリオダスと交戦。デリエリとの連携攻撃を仕掛けるも跳ね返され、敗れた。その後、自分たちを介抱してくれた人間が提供したあばら家でデリエリと２人で暮らしている。その暮らしについては割と気に入っており、後にかかったゼルドリスからの招集にも応じなかった。その後デリエリと共に戒禁をゼルドリスに渡し、デリエリに思いを告げようと思っていた矢先、戒禁を回収するべく現れたエスタロッサと交戦になり、追い詰めるも殺されそうになったデリエリを庇って自らが身代わりになり、残る心臓を潰され死亡し、デリエリを逃して戒禁を奪われた。聖戦初期から戦いに疑問を感じていたが、最期までそのことをデリエリに伝えることはなかった。
魔力「遊撃星（トリックスター）」
「獄炎鳥（ごくえんちょう）」
鳥のような形をした炎を放つ。対象を追尾することができ、使用者はその反応を感知できる。
「灰燼龍（かいじんりゅう）」
全魔力を使用した巨大な炎を放つ。
「手品師の悪戯（コンジュラー・ジョーク）」
自分の手の内にある物体か、自分自身とほぼ同様の大きさもしくは質量のものの位置を入れ替える。
戒禁「沈黙」
この戒禁を持つ者の前で心に秘めた思いを口にした者の声を奪う。

デリエリ
声 - 高垣彩陽
身長：162cm / 体重：62kg / 血液型：O型 / 種族：魔神 / 誕生日：10月30日 / 年齢：377歳
闘級：52000（魔力1500/武力48000/気力2500）
「純潔」のデリエリ。全身の所々に影を巻き付けている髪がボサボサで目つきの悪い女性。「ケツから言って」から始まる非常に端的な物言いを好む。
聖戦時、自分の姉を含む仲間を卑怯な手段で殺害されたため、女神族に対して強い恨みを抱いている。またこの時モンスピートと同様にインデュラ化したため、心臓は一つしかなく、左腕も消えたため、闇で隠している。
〈光の聖痕〉やそれに味方する他種族を敵と認識する一方、聖戦にて自分たちを救ったエリザベスや自分たちを介抱してくれた人間の存在に対し、複雑な思いを持っている。あばら家で暮らすうちに〈十戒〉でいることの自信を喪失し、戒禁を返上することを提言した。直後に現れたエスタロッサに自身達たちの恩人を殺されたことに激昂し交戦するも、相性の悪さからモンスピートに止められる。モンスピートに庇われ、エスタロッサから逃げる中でエリザベスの魔力を感じ、彼女の前に現れた。彼女が連れ去られると、その後を追おうとするサリエルたちに同行し、マエルを止めるべく奮戦したが心臓を撃ち抜かれて死亡した。その後モンスピートが自身に遠回しに告白していたことを知り、モンスピートに感謝した。
魔力「連撃星（コンボスター）」
相手に遮られずに殴れば殴るほど、その連撃（コンボ）回数に応じて打撃の威力が向上するシンプルな魔力。累積すると防御行為もまるで役に立たないほどの威力になる。
戒禁「純潔」
この戒禁を持つ者の前で不純な行いをした者に病を冒させる。

グロキシニア
声 - 小林裕介
身長：162cm / 体重：53kg / 血液型：B型 / 種族：妖精 / 誕生日：3月18日 / 年齢：1400歳前後
闘級：50000（魔力47000/武力0/気力3000）
「安息」のグロキシニア。古の聖戦で命を落としたとされる初代妖精王。妖精王としての姿を表すと揚羽蝶のような巨大な羽が背部に出現する。「霊槍バスキアス」を操る。一人称は「アタシ」で中性的だが、性別は男性。普段は霊槍をタコ足のようにして体に纏い、巨大な羽を隠している。
古の聖戦時、「聖痕の戦士」の中に入り込んでいた裏切り者の人間たちに同胞と妹のゲラードを害されたことから、人間に対して強い憎しみと侮蔑を持つようになり、気づけば魔神族の側に立っていたと述懐する。
バイゼル喧嘩祭りの主催を乗っ取り、「願いを叶える」ことを褒章に強者を集めて潰し合わせ、弄ぶような素振りをみせたが、メリオダスらとの交戦で当時の自分の選択に疑問を持つ。後に踊りの最中にゲラードが生きていることを知り、キングとディアンヌを拉致し、鍛え上げる代償として自分たちと違う選択ができるかどうかの試練を与えた。そして彼らが自分たちとは違う道を選んだことで、自らの過ちに気づき、後にドロールと共に〈十戒〉を脱退、キングの代わりに森を守っていた。その後チャンドラーの攻撃を受ける大罪たちの前に現れ、キングに羽が完全になった時歴代最強の妖精王になれると告げ、自分たちを盾に大罪たちを逃し、肩の荷がようやく降りたと述べ、ドロールと共に十戒でも王でもない唯の妖精と巨人としてチャンドラーと交戦する。メリオダスとエリザベスとが幸せになることを祈りながら敗北し、死亡した。
魔力「災厄（ディザスター）」
対象の「状態」を促進する魔力でキングと同様のもの。
「呪蔓樹（ジュマンジュ）」
巨大な樹の人形を生み出す。ゲラードと良く似ている。
武器「霊槍バスキアス」
神樹に選ばれし最初の者に授けられた伝説の霊槍。神樹の上層に生る。シャスティフォルと同じように変化する。
第一形態「霊槍（バスキアス）」
通常の槍形態。
第二形態「守護虫（ガーディアン）」
巨大な虫の形態。尻の針を使って攻撃する。
「壊死毒（ネクロシス）」
守護虫の針を刺して相手に動きを封じる毒を注入する。
第五形態「神樹の鎧（ユグドラ・アーマー）」
霊槍を変形させた鎧を纏う。
第七形態「月の華（ムーンローズ）」
触手の先を華に変化させる。
「生命の雫（いのちのしずく）」
華から滴る雫を受けた者の傷を癒す。
使用するには時間をかけて雫を溜める必要がある。
第九形態「死荊（デスソーン）」
光華（サンフラワー）でも排除しきれない害悪を死滅させるため、神樹の遥か上層に生える恐怖の蔦。
荊には身体に掠り傷を負っただけでも、全身から血を噴出させて命を奪うほどの致死性がある。
第十形態「翠蛸（エメラルド・オクト）」
巨大な蛸の足の形状。足を叩きつけて攻撃する。
戒禁「安息」
この戒禁を持つ者の前で不眠不休に活動する者の能力を封じる。

ドロール
声 - 小野大輔
身長：2580cm / 体重：2950kg / 血液型：A型 / 種族：巨人 / 誕生日：4月6日 / 年齢：880歳前後
闘級：54000（魔力14000/武力36500/気力3500）
「忍耐」のドロール。石のような肌色と四本の腕を持つ巨人族。大地の神にして巨人族の始祖とされる。
人間からは「バロール」と呼ばれ、本人はこの名を忌避している。全てを見通す魔眼を持ち、マーリンたちが使う「バロールの魔眼」のモデルとなった存在と推測できる。
実際は種族の祖などではなく、巨大な肉体と圧倒的な魔力を恐れた他の巨人に祀り上げられていた存在に過ぎない。見た目に似合わない沈着冷静な立ち振舞いを見せるものの、巨人の中でも輪をかけた異形として生まれたため真なる意味での同胞を持たない孤独を感じていた。聖戦時はメリオダスと肩を並べて戦っていたが、ゼルドリスに魔力を封じられて圧倒された後に、自分と同じ異端の存在が集まる魔神の勢力へと誘いをかけられ、それに乗ってしまう。巨人として「魔神に与する」か「死を選ぶ」という選択しか有り得ないと考えていたが、ディアンヌが「逃げる」という第三の選択を取った時は唖然とするなど、良くも悪くも融通の効かない性格の持ち主。後にグロキシニアと共に〈十戒〉を脱退。そしてチャンドラーに追われる〈七つの大罪〉の前に現れ、時間稼ぎのためグロキシニアと共に交戦する。そしてディアンヌに未来の巨人族の繁栄に必要であると見込み、希望を託す。そしてチャンドラーに敗北し、メリオダスとエリザベスの幸せを願いながらグロキシニアと共に死亡した。
魔力「大地（グラウンド）」
巨人族特有の「創造」と相似しているが、それとは比較にならない大規模な魔力の行使を可能としている。また巨人族に伝わる舞を踊ることで、継続的に闘級を高めていく特性も持っている。
「巨神の手甲（ギガント・ガントレット）」
大地を盛り上げ、巨大な手の形を形成する。
「占盤術」
大地の一部を浮かせる。
「巨神の抱擁（キガント・エンブレス）」
「巨神の手甲」で造った手を動かし、包み込む。
「砕破 （ギガ・クラッシュ）」
大地から形成した巨大な岩石を空に向けて大量に放ち、空中にいる相手へぶつける。
「落山（ギガ・フォール）」
「砕破 （ギガ・クラッシュ）」で浮かせた岩石を一気に降り注ぐ。
「重金属（ヘビー・メタル）」
「重金属（ヘビメタ）」の強化版。金剛の硬さを持ち「獄炎」すら無効化する。
「大地の鎚頭（ギガ・ピック）」
巨大な石柱を敵の足元から突き出す。
「縛錠（ギガ・ロック）」
岩で相手の足を封じる技。
「大地の鎧（ガイア・フォーム）」
戒禁「忍耐」
この戒禁を持つ者の前で忍耐ができない者に更なる痛みを与える。

ゴウセル
声 - 藤原啓治（第3期）→多田野曜平（第4期）
「無欲」のゴウセル。車椅子に乗ったくたびれた感じの男性。〈七つの大罪〉のゴウセルを作った張本人であり、マーリンに師として術を教えた凄腕の魔術師。
様々な魔術を操り高い実力を有している一方で、争いを好まない温和な性格でもある。しかしその腕前により〈十戒〉の一員に選ばれてしまい、さらに「無欲」の戒禁が魔神王自身にも影響を及ぼすために幽閉されてしまう。以降は自身が作った人形を介して外界と接触し、聖戦の終盤にメラスキュラを操って脱獄、人形に命とゴウセルの名を与え、試練のために過去にやって来たディアンヌに人形ゴウセルの行く末を託し、友への2人のゴウセルからの贈り物としてディアンヌの記憶を元に戻した。
後述の「禁呪」によって、〈四大天使〉マエルをエスタロッサに仕立て上げることで聖戦を終わらせた終戦の立役者であり、数多くの女神族や魔神族を同時に騙す禁呪の使用と引き換えに力尽きた。かつて聖戦のさなかに恋人グラリーザをマエルの手によって殺害されており、その事件から聖戦集結に固執するようになる。禁呪の対象にマエルを選んだことにはその出来事からの復讐心も存在しており、この事実が最終的に複数の戒禁を取り込んだマエルの暴走を止める一因となった。
魔力「創作(クリエイト)」
戒禁「無欲」
私欲、野心、情欲など欲という欲を抱く者全ての記憶と感情を奪う。
「禁呪（正式名称不明）」
技の中心となるある人物を別の架空の人物に生まれ変わらせ、その人物を知る者たちの記憶を書き換える大呪術。使用者の全生命、全魔力を必要とする。マエルに対して使用され、マエルはエスタロッサとして生まれ変わり、他の者たちは〈十戒〉エスタロッサが端から存在する者だと思い込んだ。
その他にも「時の繭(クロノス・コフィン)」などの禁呪も確認されている。
カルマディオス
声 - 木内太郎
「敬神」のカルマディオス。元〈十戒〉の一人。六本の腕と巨人族にも劣らない巨大な体格を持つ魔神族。聖戦にてメリオダス、グロキシニア、ドロールと対戦した。
アラナク
元〈十戒〉の一人で「安息」の戒禁の前任者。髭が濃く筋骨隆々としている。メリオダスに裏切られ、殺害された。
ゼノ
元〈十戒〉の一人。「忍耐」の戒禁の前任者。小柄で白い体色をしている。アラナクと同じくメリオダスに殺害された。

#### その他の魔神
フラウドリン
声 - 木内秀信、小西克幸（ドレファスの姿）
身長：419cm（可変） / 体重：690kg（可変） / 血液型：A型 / 種族：魔神 / 誕生日：10月15日 / 年齢：554歳（封印前）
闘級：31000（魔力13000/武力15000/気力3000）
女神族の封印から逃れていた唯一の〈十戒〉。ドレファスの内側に潜んでいた。
メリオダスを排除するために事件を裏で糸引いていた、リオネス王国奪還編の黒幕とも言える存在。一方でドレファスの懇願で正気に戻ったヘンドリクセンを見逃すなど、義理を理解する性格も持ち合わせている。現在はドレファスの肉体の主導権を奪い、他の〈十戒〉と合流している。
16年前のダナフォール崩壊の際にメリオダスと交戦している。その際にリズを殺害した。メリオダスに討滅されていたが、辛うじて地中深くで虎視眈々と復活の機会をうかがい、10年前にダナフォール跡へ調査に訪れた現在の二大聖騎士長と接触した際、卑劣な作戦でドレファスに憑依、ヘンドリクセンを洗脳した。
三千年以上前に〈十戒〉から去った「無欲」のゴウセルの代理として〈十戒〉の座に就いているため、戒禁を持たず、正式な〈十戒〉ではない。ゴウセルの直属の部下だったという描写がある。冷酷非道な性格だが、ドレファスの内に潜んで過ごすうちにグリアモールに情が湧いてしまい、最終的にその情によって戦闘を放棄し、メリオダスに倒された。
魔力「巨大化（フルサイズ）」
その肉体のサイズを一定の範囲だけ巨大化させる。山のような体躯になることもできる。
原初の魔神
声 - 関俊彦
人馬一体の姿をした魔神。魔界を統治すべく魔神王が最初に生み出した半身ともいえる存在。しかしその強大な力に溺れるあまり魔神王に反旗を翻し、その制裁として肉体と魂を二つに分けられ、それぞれチャンドラー、キューザックとして魔神王の息子に仕える立場を取った。この姿でのみ本来の魔力を扱うことができるが、元の姿に戻ると罰として肉体が徐々に崩壊する呪いがかかっている。
キャメロットにおいてマーリンたちを確実に倒すべく復活、エスカノール、マーリンを悉く圧倒し、さらにリュドシエル相手にも優位に立ち回ったが、現れたマエルの恩寵の一撃で吹き飛ばされ、再度分裂した。
魔力「終局（クライシス）」
自らの生命を削ることと引き替えに攻撃出力が上がり続ける。復活後は肉体の崩壊により、本人の意思関係なしに出力が増大し続けた。
「死衝（デス・ドライブ）」
貫通力を持たない光線で相手を彼方まで吹き飛ばす。
「獄炎極（ヘルブレインズ・オメガ）」
巨大な「獄炎」を放つ。
チャンドラー
声 - 藤真秀
身長：165cm / 体重：150kg / 血液型：B型 / 種族：魔神 / 誕生日：8月13日 / 年齢：6000歳
闘級：173000（力解放時）
仕込み杖を持つ恰幅の良い老人。「原初の魔神」の片割れ。〈十戒〉を凌ぐ戦闘力を持つ最上位の魔神族にして、メリオダスの師。敵の骨の髄までしゃぶりつくす執拗な戦い方をすることから〈おしゃぶりの鬼〉と呼ばれる。
その正体は後述する「原初の魔神」が魔神王によって二つに分断された存在。キャメロット攻防において、片割れであるキューザックと合体し、本来の姿として復活を遂げる。再分裂後は再びメリオダスに吸収させるべく戒禁を回収しようとするが、自分の目的の阻害になると判断したキューザックに殺害された。
メリオダスを「坊っちゃん」と呼び溺愛しており、エリザベスに対しては彼をたぶらかしたとして過剰な敵意を抱いている。「本物の夜」を召喚してエスカノールの魔力を無効化、さらにメリオダスに伝授した全反撃を使いこなすなどの手管を見せる他、激昂した際には若返り筋骨隆々の禍々しい姿となり、白兵戦でも他を寄せ付けない戦いぶりを見せる。
魔力｢天罰（パニッシュメント）｣
「全反撃（フルカウンター）」
自分に向けられた魔力を、倍以上の威力でもって跳ね返す魔力。メリオダスと同様の魔力。
「暗夜の帳（ダークネス）」
暗闇を展開して付近一帯を夜にする。恩寵「太陽」を封じてエスカノールの無力化には成功しているが、元々の恩寵の持ち主であるマエルには通用しなかった。
「極微（ミクロスコピック）」
対象の身長を小さくする。
「隕星（メテオワークス）」
多くの炎の玉を空から降り注ぐ。
「絶対強制命令（アブソリュート・オーダー）」
「竜爪（ドラゴンクロー）」
「真紅の葬送（クリムゾンレクイエム）」
「怨恨刃（えんこんじん）」
魔力の刃を放つ。
「絶対強制解除（アブソリュート・キャンセル）」
魔力による効果を強制的に解除する。
キューザック
声 - 中田譲治
身長：195cm / 体重：100kg / 血液型：A型 / 種族：魔神 / 誕生日：11月1日 / 年齢：6000歳
闘級：168000（力解放時）
真っ直ぐ伸びる二本の長い髭が特徴の男性。「原初の魔神」の片割れ。ゼルドリスの師。
剣技の達人で、ゼルドリスに剣技を教えた人物。〈うたたねの死神〉と呼ばれる。目を合わせることで他者を意のままに操る力を持つ他、本気の際にはチャンドラー同様に背中に翼の生えた禍々しい姿にもなる。ゼルドリスの執事としての振る舞いをするが淹れる紅茶はまずい。また、自慢の髭を切られる、ゼルドリスに危機が及ぶなどすると、普段の冷静さをかなぐり捨てるチャンドラーと共通した性質を見せる。再分裂後はゼルドリスを魔神王にすることを画作し、障壁となるチャンドラーを殺害してゼルドリスに戒禁を吸収させたが、弟子を思ったその行動により弟子の体を魔神王の新たな依り代としてしまい、その真実を知る前に魔神王によって消し飛ばされた。
魔力「共鳴（レゾナント）」
視線で魔力を送った者に、自分と同じ動作をさせる。操る対象とある程度遠隔していても発動可能で、マーリンが連れ帰ったアーサーにこれを使用し、エクスカリバーで自刃させるという形で死亡させている。

ベロニア
声 - 大森日雅
魔女のような風貌をした少女。キャメロットにてエスタロッサの看病を行っており、アーサーの侵入に際しては彼を監視しつつ魔力で迷わせたが、キャスに見つかり食われてしまった。
無限迷路（メルヘンメイズ）
自身が捕捉している対象を一定の範囲の空間に閉じ込める。

ワイルド
声 - 宮野真守
身長：180cm / 体重：不明 / 血液型：不明 / 種族：不明 / 誕生日：2月9日 / 年齢：不明
二本の牙が生えた紫色の猪の姿をした煉獄の生物でホークの兄。生まれてすぐに魔神王に連れ去られた弟の行方をずっと探しており、また同時に幾度となく魔神王に挑み続けていた。煉獄にやって来たメリオダスとバンに好意的に接し、共に魔神王に勝負を挑み、自身の命を犠牲に彼らを煉獄の外へ逃した。魔神王によって死んだかと思われていたが実は生きており、自身の墓を作りにきたホークと初めて兄弟としての再会を果たし、魔神王との戦いでボロボロになった自身が死ぬ前にホークと会えたことを喜び、自身の生命は「もってあと、100万年」と言うもホークからは「丈夫」と返される。
魔力｢猪突（ボアタックル）｣
「雷光猪（ジグザグワイルド）」
突進し、牙を突き立てる。
「回転猪（グルグルワイルド）」
牙を突き立てた状態で高速回転する。
「野生大解放（ワイルド・フルスロットル）」
全生命力を解放した最終奥義。魔神王の胸元を陥没させるほどの破壊力を持つが自身の命を代償とする。
ゲルダ
声 - 甲斐田裕子
身長：169cm / 体重：56kg / 血液型：O型 / 種族：吸血鬼 / 誕生日：4月19日 / 年齢：345歳
吸血鬼一族の女性でゼルドリスの恋人。互いに愛し合う相思相愛の仲であり、ゼルドリスが心から護りたいと思った存在。吸血鬼の特性として高い再生能力を持ち、また自身がゼルドリスの血を吸っているため、首をもがれても死ぬことはない。
メリオダスの裏切りに便乗した吸血鬼一族の謀反を察知した魔神王により処刑されそうになるが、処刑を命じられたゼルドリスが封印という手段をとって魔神王を欺いたことで3000年の眠りにつく。その後、十戒復活より12年ほど早く封印が解けるが、ゼルドリスとの運命を悲観して一族の討伐に来たメリオダスに自分を殺すように要求。しかしメリオダスからも殺されることはなく再度封印され、現代における聖戦終結後に彼の手により封印を解かれた。その後、行方知れずになっているゼルドリスを探すために去るが、ゼルドリスを乗っ取った魔神王と交戦する大罪たちの前に姿を現し、魔神王の首を噛んで難なく彼の精神世界に侵入、無数の幻の中から本物のゼルドリスを見つけ出し救出する。

#### 下級魔神
赤色魔神（ブラッド/レッド）
闘級：1000 - 1300（個体差あり）
バンとエレインが遭遇した魔神。動きこそ鈍重だが、強力な炎と複数の心臓をもつがゆえの驚異的な耐久力を武器とする。魔神族の中では下位に分類されるが、それでもその力は並の聖騎士以上。魔力を翼状にして飛行が可能。人間の魂を取り出すことができる。
不死身のバンに倒されるも腐り落ちることはなく、ヘンドリクセンによって回収された亡骸がリアクター研究の素材に使われた。

灰色魔神（アッシュ）
闘級：2700 - 3200（個体差あり）
死を司る術を多用する強力な魔神。赤き魔神より一回り大きく、体躯は細いが筋肉質。縦長の仮面のような顔と巨人族並の身長を持つ。魔神族としての格は赤色より上位に位置する。一切言葉も声も発することはないが、知性、力ともに赤き魔神を上回る。
赤色と同様にヘンドリクセンによって発掘された亡骸がリアクター研究の素材に用いられたが、その強力な血に耐えられる器が存在しなかったため、ほとんど進捗がなかった。なお、〈十戒〉のグレイロードは過去に一例だけ存在した本種の突然変異種である。
黒雪（ダーク・スノウ）
自らの周囲に、接触すると死亡する黒色の雪を出現させる。
暗黒の環（ダークネビュラ）
自分を中心に漆黒の波動を放ち、周囲を蹴散らす。

青色魔神（コバルト）
闘級：400 - 1300（個体差あり）
有翼で鳥の頭を持つ魔神。メラスキュラが呼び寄せた。

橙色魔神（パーシモン）
闘級：1300 - 1600（個体差あり）
動物のような見た目をした魔神。

銅色魔神（カッパー）
闘級：3800 - 4500（個体差あり）
オーダン村を襲っていた魔神。キングの真・霊槍シャスティフォルによる「増殖」で倒された。

白色魔神（ホワイト）
闘級：150 - 250（個体差あり）

黄色土魔神（オーカー）
声 - 木内太郎
闘級：800 - 1100（個体差あり）

緑色魔神（グリーン）
闘級：600 - 900（個体差あり）

巨獣アルビオン
闘級：5500（一律）

### 女神族
最高神
声 - 倉科カナ
女神族を束ねる者。エリザベスの母親でもある。劇場版『光に呪われし者たち』にてエリザベスを唆し聖戦を汚した〈七つの大罪〉に復讐しようとダリアやダブズを操りブリタニアを襲撃する。最期はメリオダスとゼルドリスに敗北し消滅した。
「神雷」
強大な落雷。
「十翼の霊威」
手から敵の攻撃を吸収する。

#### 〈四大天使〉
〈光の聖痕〉の中心戦力である四人の女神族による精鋭部隊。それぞれが最高神より「恩寵」という力を授かっている他、加護により〈十戒〉の戒禁も効かない。その実力は一人で〈十戒〉二人分とされる。なお、全員酒好き。常闇の棺を発動した際に、全員が肉体を失い、魂で物に憑依することとなってしまった。その後は憑依していた物の持ち主や物を見つけた者に憑依することで復活を果たす。
リュドシエル
声 - 石田彰、水樹奈々（マーガレット憑依時）
身長：188cm / 体重：80kg / 血液型：A型 / 種族：女神 / 誕生日：2月17日 / 年齢：6000歳
闘級：201000（マーガレット憑依時）
〈四大天使〉の一柱にしてリーダー。糸目が特徴の温和な風貌を持つ男性。
性格は気高く尊大である一方、聖戦の勝利のために他者を駒として扱い勝利のためならば仲間の命を切り捨てることも惜しまない過激さも持ち合わせる。それゆえ自身を心から慕う者はほとんどおらず、人間たちからの信仰にのぼせ上がっていたと述懐する。聖戦では連合の指揮官的役割を担っていた。
聖戦後に肉体を失った後は隠されたドルイドの祭壇の一つに宿り、導いたマーガレットの体を器に現世に復活、マーガレットの望み通りギルサンダーを救出するとリオネス王国を訪れ、新生〈光の聖痕〉の指揮者として〈七つの大罪〉と盟約を結んだ。その後の聖戦では聖騎士たちを魔法で強化し、自身たちは強襲部隊としてキャメロットを襲撃し、ゼルドリスらと交戦し優位に立ったが、直後にゴウセルの禁呪が解けたことで真実を知ることとなり、そのショックから泣き崩れてしまい、その隙を付いたヘンドリクセンによってマーガレットと引き離された。悪化しゆく状況を見て弱音と共に自虐の言葉を述べたが、ヘンドリクセンの言葉を聞いたことで彼を認め、初めて「仲間を生かす」という目的で彼の傷を癒やした。その後は復活が完全でないため徐々に消滅しゆく体を動かし原初の魔神、次いで魔神王と交戦する。終戦直後、体が限界を迎え、最期は女神族と魔神族の融和をエリザベスたちに託し、小さく笑みを浮かべながら消滅した。
恩寵「閃光」
光を操る力。光を集束させたレーザー光線や光速の剣戟を可能とする。
「聖域（サンクチュアリ）」
自身を中心に結晶状の壁を展開する。
「黄金の輝き（ゴールド・シャイニング）」
恩寵による光波攻撃。
「輝閃（ルビー・シャイン）」
挙げた手から強い光を放ち、目眩しをする。
「乱閃光（ライトニング・スプリー）」
無数のレーザーによる一極集中攻撃。
「狂える電光（スパーキング・ドライブ）」
攻撃を無効化し、相手へ跳ね返す。
サリエル
声 - 堀江瞬、矢野奨吾（ソラシドの姿）
〈四大天使〉の一柱。少年の姿をしている。芸人ソラシドの体を器に現世に復活した。
過去の戦いでは攻めてきた魔神族の多くをタルミエルと共に一撃で倒し、モンスピートたちを圧倒していたが、メギキュラ化した彼らに逆に圧倒された。その後はリュドシエルの言葉を無視し、モンスピートたちを助けようとしたエリザベスをタルミエルと共に援護した。
聖戦ではタルミエルと共に現れたエスタロッサと交戦となり、一時は恩寵で圧倒するも、エスタロッサが戒禁を取り込むと逆に圧倒された。恩寵の力にソラシドの肉体が影響を受け始めたために彼女を解放し、本来の姿となる。その後エリザベスを救うためにキングたちと共にエスタロッサの元へ向かった。マエルが復活した後は、闇に蝕まれつつある彼を救うため、マエルと戦うキングに加勢する。デリエリの作戦を聞き、連携により彼を止めようとするも失敗、魔力を全て使い果たしたことで消滅した。自身の体の再構築よりも器との約束を優先し、体を返上するなど義理堅い性格で、エリザベスの考えや力についても一目置いている。
恩寵「竜巻」
鎌風のように切れる竜巻を操る力。攻撃、防御の両方に特化し、様々な応用が利く。過去の聖戦では身に纏う竜巻でデリエリの左腕を削り潰している。
「エンリルの天罰」
タルミエルの恩寵と共に発動される技。恩寵によって作り出された空間で竜巻、大海、雷による猛攻撃を行う。魔神族を分子レベルにまで分解するほどの威力。
「劈く鎌風（つんざくかまいたち）」
三日月状の特大の真空波を繰り出す。二つの戒禁を取り込み、自身と同等の闘級を手にしたエスタロッサを両断する威力。
「極大聖櫃（オメガアーク）」
巨大な複数個の「聖櫃（アーク）」。タルミエルと共に発動する。
「執念深き聖人（しゅうねんぶかきせいじん）」
無数の光弾を放つ。
タルミエル
声 - 鶴岡聡、鈴木崚汰（アーバスの姿）
〈四大天使〉の一柱。三つの頭を持つ。破戒僧アーバスの体を器に現世に復活した。
異形の見た目であるが明るい性格の持ち主で、サリエルと同様エリザベスの優しさに心打たれ彼女に協力する。しかし身内に対して甘い部分があり、必要な時にも非情に徹しきれないことが弱点。マエルとの戦闘においてもその甘さ故に連携を崩してしまい、戒禁を取り込まさせてしまう。マエルに説得を試みるも、彼の戒禁を取り込んだことによる光線が直撃し死亡した。
恩寵「大海」
海を操る力。肉体を液体化させることも可能で物理攻撃を無効にできる。
「穿つ水柱（うがつみずばしら）」
間欠泉のように水柱を噴き上げる。二つの戒禁を取り込み、自身と同等の闘級を手にしたエスタロッサを貫通する威力。
「執念深き聖人（しゅうねんぶかきせいじん）」
無数の光弾を放つ。
マエル
〈四大天使〉の一柱。リュドシエルの弟。エスタロッサに殺されたと思われていたが、後に驚愕の再会を果たすこととなる。
恩寵「太陽」
日の出と共に力を増し、正午を迎えると共に最高潮にたちするという、エスカノールの持つ魔力と同等のもの。マエルの死と共に失われたとされている。

#### その他の女神族
エリザベス
〈四大天使〉からも敬意を払われる女神族。他の女神族と違って争いに否定的であり、三千年前の聖戦で全種族の融和を求めて戦った。
ネロバスタ
声 - 能登麻美子
デンゼルが自らの命と引き換えに復活させた女神族。豊満な肢体の美女で階級は「神兵長」。デンゼルの身体に入り、デリエリと交戦。その際、女神族が魔神族の女・子供を人質にし、殺したことを明かした。しかしデリエリの怒りを買い、敢え無く倒された。過去の聖戦ではリュドシエルに従い慕っていた。
「聖櫃（アーク）」
ドルイドの持つ「浄化（パージ）」の上位互換にあたる、女神族の魔力。赤・灰色の魔神を消滅させるほどの威力を持つ。

### ドルイド
ジェンナ
声 - 茜屋日海夏
身長：155cm / 体重：47kg / 血液型：O型 / 種族：女神族 / 誕生日：4月14日 / 年齢：約1800歳
ドルイドの長。ザネリの姉。明るく活発な性格の女性。メリオダスら〈七つの大罪〉を気に入っている。正体は同胞の方針に懐疑した女神族であり、瀕死の姉妹の肉体を借り受けることで行方を晦ました亡命者。
ザネリ
声 - 千菅春香
身長：155cm / 体重：47kg / 血液型：O型 / 種族：女神族 / 誕生日：4月14日 / 年齢：約1800歳
ドルイドの長。姉のジェンナとは対照的に物静かな性格。メリオダスに好意を抱いており、また同時に彼とエリザベスを遠ざけるために、自ら胸を触らせるなどのアプローチをした。正体はジェンナ同様、女神族である。
テオ
声 - 綿貫竜之介
身長：190cm / 体重：103kg / 血液型：A型 / 種族：人間 / 誕生日：2月17日 / 年齢：15歳
ドルイドの里の司祭。身長は公式では190cmだが劇中ではジェンナやザネリの2倍近くの身長で描かれている。筋肉質の大男。

### その他の人物
ミード
声 - 小林由美子
いたずら好きな少年。〈七つの大罪〉の友達を自称する。バーニャエールを馬鹿にしたギルサンダーにいたずらを仕掛け、村の水脈を止められる事態を引き起こすが、メリオダスによって事なきを得た。
ダナ
声 - 志村知幸
ダルマリーの村の医者。セネットの父親。娘を〈不気味な牙〉に人質に取られ、負傷したメリオダスに服毒させた。後にゴルギウスに口封じのため襲われ瀕死の重傷を負うが、エリザベスの魔力（この時点では謎の力）によって蘇生し、自分の罪を問わなかったメリオダスに信頼の情を寄せる。
セネット
声 - 小堀友里絵
ダナの娘。バステ監獄に幽閉された時にバンに助けられるものの、父が護身用に持たせた母の形見のダガーを奪われてしまう（ダガーは後にメリオダスが返却されている）。〈七つの大罪〉のせいで父が脅迫されたと憤るが、父にメリオダスたちのような勇敢なものはいないと諭される。
タイズー
声 - 松田健一郎
身長：300cm / 血液型：B型 / 種族：人間 / 誕生日：6月18日 / 年齢：43歳
元盗賊にして豪商。バイゼル喧嘩祭りの主催者でもある。第三回まで主催の大会で連覇していた腕っ節の持ち主だが、魔力を扱わないハウザーと抗戦した末に敗北している。
喧嘩祭り後は自身の名を使った新たな闘技場を建設していたが、〈十戒〉にメリオダスをおびき寄せるための罠として利用されてしまった。
ジール
声 - 中島唯
ギーラの弟。周囲の大人達から陰惨な虐めを受けながらも（その大人たちは自業自得にもギーラに斬り殺された）、父のデールと姉のギーラに身を案ずる健気な性格。父が起こした事件の真相を知らずにいる。
第二部で、ゴウセルは姉弟両方に記憶改竄をしていたことが判明するが、後に解除される。
アンナ
声 - 寿美菜子
グリアモールの母親。ドレファスの回想で登場し、料理が非常に得意らしい。
ペリオ
声 - 矢作紗友里、深川和征（『黙示録の四騎士』）
身長：140cm / 血液型：A型 / 種族：人間 / 誕生日：6月1日 / 年齢：10歳
オーダン村の村長（声 - 田中進太郎）の息子。〈七つの大罪〉にあこがれており、村の子供たちと共に「〈七つの大罪〉ごっこ」をしている。アーマンドを演じていたゴウセルに涙を流して説得を試みるが、「お前の知るアーマンドはこの世に存在していない」といわれ、聖騎士になって捕まえると本人に宣言して別離。後に記憶を取り戻したゴウセルによって魔神族の襲撃から救われ、友誼を深めた。
テレビアニメ版にはオーダン村のエピソードが改変されているため登場せず、特別編「聖戦の予兆」においてリオネスでゴウセルと遭遇。一瞬の邂逅の後、母親（声 - 幸田夏穂）に姿を変えたゴウセルを見て涙し、彼に「なぜ望みが叶ったはずなのに悲しむのか」という疑問を抱かせるという役割となった。
カッツ
声 - 藤井隼（『黙示録の四騎士』）
誕生日：3月13日 / 年齢：11歳
ペリオの友人で一緒に「〈七つの大罪〉ごっこ」をしている。性格はずる賢い。アニメ版には登場せず、アニメシリーズに登場したのは『黙示録の四騎士』が初。
ジバゴ
声 - 諏訪部順一
身長：181cm / 体重：79kg / 血液型：B型 / 種族：獣人 / 誕生日：12月22日 / 年齢：65歳（現在）
スリを行っていた狐の獣人。バンに盗みを教えた育ての親でもある。普段は人間の姿に擬して市井に紛れている。
かつてバンと息子であるセリオンを天秤にかけ、バンを見捨ててしまったことに強い負い目を感じていた。セリオンを救うこともできず、ジェリコと一緒にレイヴンズを訪れたバンと再会の後に懺悔して、老衰によって死亡した。死後、バンの傍に魂として控え、メラスキュラの魂喰いを肩代わりして消滅し、贖罪を行った。
姫
声 - 大原さやか
ブリタニアのとある地点にある、魔法の湖に宿る謎の存在。「姫」というのはマーリンの呼び方。マーリンの過去や混沌の存在、この世界の成り立ちに詳しい。アーサーを自分たちの主とし、混沌の復活を目論みマーリンと共に計画を進めてきた。
プリースト
声 - 興津和幸
『怨嗟のエジンバラ』に登場したデスピアスの側近。明らかに人間とは違う姿をしているが種族は不明。トリスタンに敗北し戦死する。

## 道具
呪言の玉
マーリンが開発した玉。用途に応じた複数の種類が存在する。
永劫封印術
バステ監獄でゴルギウスが使用した対〈七つの大罪〉用罠（トラップ）。暴龍（タイラントドラゴン）10体を封じても破壊不能な強力な隔離魔法障壁。メリオダスとバンの腕相撲の余波で破壊される。

超回復術
対象の傷を癒やすことができる。それは傷だけにとどまらず、腕を切断されても、この玉を使うことで、元のように腕を動かすことができる。
通信（名称不明）

光源（名称不明）

絶対強制解除（アブソリュート・キャンセル）
女神の琥珀
マーリンが開発した。魔力を持つ者を呪文を言うことで封印することができる。バイゼル喧嘩祭りの際には、メリオダスを一時封印したが、魔神の力が強く、封印しきれなかった。また、メリオダスの本当の力もドルイドで封印していた。

常闇の棺
女神族・巨人族・妖精族・人間族が力を合わせ魔神族を封印した祭器。メリオダスはこの欠片を竜（ドラゴン）の柄の刃折れの剣として使っていたが、ヘルブラムに奪われる。

バロールの魔眼
ホークがマーリンから譲り受けた。それを持っている者は、他の者の闘級を見ることができる。さらに一人に絞ってみると、闘級の内訳が見られる。ゴウセルにも体内に搭載されている。

ケルヌンノスの角笛
巨大な角笛。現在は、リオネス王国の地下にあり、女神族が宿っている。バンにメリオダスを殺すように伝えた。アニメ「聖戦の予兆」では、メリオダスが破壊した。

癒しの天使（キュアエンジェル）
魔界に伝わる、あらゆる生物の体内に潜り心臓をくらう虫。非常におぞましい姿をしているが、マーリンは愛らしい姿と称している。マーリンの改造により腫瘍のみを食べるようにしたため、バルトラ王の治療に使用した。

アルビオン
山と見間違えるほどの巨体を持った魔動人形（ゴーレム）。闘級は5500。現在二つのタイプが存在し、肥満型は壊撃能力、痩せ型は斬撃能力に優れている。魔神族にオモチャ代わりによく破壊されていた。

沈黙の護符試作型（ちんもくのアミュレットプロトタイプ）
マーリンが開発した魔力抑制機。手首に嵌めて発動する。

聖剣エクスカリバー
アーサーが王となる理由となった誰にも引き抜けなかった伝説の剣。キャメロットのある地点に深く突き刺さっている。剣自身が選別した者にのみ力を与える魔剣とされ、そうでない者が引抜こうといてもビクともしない。歴代の英雄たちの流血によって強化され、多彩の剣技を使いこなす。

## 用語
〈七つの大罪〉
リオネス王国において最悪の大罪人を結集して作り上げた七人からなる騎士団。各自が強大な力を持ち、その存在は伝説として語り継がれている。10年前、当時の聖騎士長を殺害した罪を着せられ、全員がお尋ね者となり、各地に散って身を隠している。メンバーは七つの大罪になぞらえた異名と刺青を持つ。聖騎士長に仕える通常の騎士団と異なり国王に仕える、独立した騎士団。団員はリオネス国王の魔力「千里眼」の預言によって選ばれた。
団内にはメリオダスが定めた七つの掟があり、作中では掟その3「互いの罪に干渉せず」、その4「仲間の危機は全員一丸全力で助ける」、その7「たまには全員で力を合わせようぜ」が、アニメではその5「団員同士の蟠りは、喧嘩で決着をつける」とその6「団員同士の殺し合いは、他の団員が総力を持って止めなければならない」が登場している。
作者曰く、メンバーの全員が主人公であるとのこと。

魔力
本作において超常現象を引き起こすための力の源や、各自固有の能力など総称。
使い手の精神や意志などが反映され、その効力が象られる。使い手の象徴とも言うべき千差万別の力。ただし作中では、少数ながら同族が同名の魔力を、あるいは似たような魔力を持つ描写もある。
どれだけ膨大な量の魔力を保有していても、素手で行使した場合は満足に力を引き出すことはできず、武器を介することで初めて強大な力を行使することができる。その中でもより多くの魔力を引き出せる武器は「神器」と呼ばれ、〈七つの大罪〉はリオネス国王から各自に神器を賜わっていた。

聖戦
「一天を流星が十字に斬り裂く時　ブリタニアを至大の脅威が見舞う　それは古より定められし試練にして　光の導き手と黒き血脈の聖戦の兆しとならん」
三千年前に起こった、「魔神族」とそれに対抗すべく手を取り合った「人間族」「巨人族」「妖精族」「女神族」、これら五つの種族の大戦を指す。
リオネス王によって現代に再来すると予言されている。それがクーデターと聖騎士の横暴の原因となっていたが、二人の聖騎士長の間でも「光の導き手」と「黒き血脈」の解釈が割れているため、全容を把握できている者は居ない。ダルマリーの事件終結当夜、メリオダスたちを含むブリタニアの民は「一天を流星が十字に切り裂く」光景を見ている。

聖騎士
王国に仕える騎士の中で、魔力を備えた者をそう呼ぶ。たった一人でも一国の兵力に匹敵する力を持つと言われている。その力の強さ故に、弱者を平然と虐げるなど傲慢さを見せ、騎士道精神の類は全く見られない者もいる。基本的には、魔力が一定水準に達した者が聖騎士と呼ばれる。なお、リオネスでは闘級300以上が聖騎士と呼ばれる。
聖騎士団を有する国家はリオネスだけではなく、キャメロット、ダナフォールにも存在していることが描写されている。
聖騎士見習い
普通の騎士以上、聖騎士未満の準聖騎士。聖騎士には及ばないものの、普通の騎士とは桁違いの実力を誇る。
被験者（リアクター）
魔神族の血を取り込み、本来の力よりも強化された聖騎士。ヘンドリクセンとヘルブラムが自らの派閥内で秘密裏に行っている非人道的な強化手段であり、ドレファス派は多くの高い能力を持つ聖騎士の頻出に危惧を覚えている。
旧世代
聖騎士が魔神の血を飲み強化された存在。聖騎士が元になっているため、魔力は強大になるものの制御が難しくなり、暴走してしまう。
新世代
旧世代と同様、魔神の血を飲み強化するという方法は変わらないが、聖騎士見習いを素体として使うことにより、増幅した魔力の上限を抑えて暴走の危険性をほぼなくした新たなリアクター。「見習いが急に強くなる」という意味合いでも「新世代」と周囲に称されている。すでに量産が進んでおり、ヘンドリクセン派に大量の新世代聖騎士が誕生している。ただし、魔神の血に適合できなかった場合は飲んだ時点で体が破裂し死に至る。ヘンドリクセン戦の際にギーラを除く全員が暴走し魔神の姿になった。その後〈七つの大罪〉によって核を破壊され元に戻る。

種族
ブリタニアに住む、動物や虫以外の知的生命体。大まかに五つの種族に分類される。
人間族
ブリタニアで一番数が多い種族。五種族の中で最も短命で脆弱、惰弱な種族とされる。
魔神族
かつて三千年前に封印された種族。膨大な闇の魔力と複数の心臓を持ち、それら全てを破壊されない限り死ぬことはない。闇の魔力を翼のようにして飛行も可能。古の大戦で女神族・人間族・妖精族・巨人族の連合軍に敗れ、封印された。魔神には「赤色」や「灰色」のような怪物の姿をしている者や、普通の人間のような姿をした者などがいる。
巨人族
身長10m近い巨大な体を持った長寿かつタフな種族。魔神族や女神族には劣るが、「地」に関する魔力と巨体から繰り出される怪力に基づく高い戦闘能力を持つ。メガドーザの巨大な地下洞窟に住む。戦うことと戦って死ぬことを種族の誇りとし、人間の王国や部族の戦に傭兵として参戦することを主な生業としている。
妖精族
北方の山奥に住む、リオネス王国と友好関係を結ぶ種族。非常に長寿で、ほとんどの者が背中に昆虫のような羽が生えている。戦闘能力は人間族よりも低いが、強力な癒しの魔力と「風」に関する魔力を持つ。また、人の心を読むことができる。不死の泉のある「妖精王の森」はその特殊性もあって双方の間で立ち入り禁止が決められており、それを破った者は犯罪者として扱われる。本来は使命感の強い性格だが長年妖精王に頼り過ぎてしまい、その特性は失われた。羽がなくても空を飛ぶことはできるが、羽が生えるのは一人前の証であり更なる魔力を引き出すことができるようになる。
女神族
太古の昔に魔神族を封印したとされる種族。背中に鳥のような白い羽が生えている。古の大戦で人間族・妖精族・巨人族と結託し魔神族との戦いに勝利するが、その戦いで力と肉体を失い、現在は「ケルヌンノスの角笛」などの道具などに宿っている者もいる。また、本人の了承を得ることで人間などの肉体を器に活動することができる。肉体に宿ると主導権は女神族の方に移り、女神族本来の魔力を使うことができる。また、器となった人間は瀕死の重傷や不治の病などからも回復する。
人狼族（ウェアウルフ）
狼男と呼ばれる獣人。昼はそれほど強くないが、満月前後の夜間のみ強くなる。狼男と呼ばれるように完全に人と同じ姿になれるのは一部のオスだけだとされている。
「咆哮（ハウリング）」という吠え声を聞かせることで獣や人間を操ることのできる種族特性の魔力を持っている。
数は少なく、生態もあまり知られていない。さらにメスは里からあまり出てこないので特に珍しい。
狐男（ウェアフォックス）
知能の高い獣人。代わりに力が弱く数が少ないため、絶えず人間に蔑まれて住む場所を追われていた。

〈十戒〉
常闇の棺に封じられていた魔神王直属の近衛部隊。それぞれが魔神王から「戒禁」という能力を授かっている。
戒禁
〈十戒〉が魔神王から授かった能力。戒を前にしてこの戒禁を破ったものは、その身に災厄が降りかかる。これは授かっている〈十戒〉自身も同様である。なお、〈十戒〉は自らの戒禁以外は効果が無い。
元は魔神王が魔界を支配下に治めるべく、自らの力を半分にし、さらにそれを十片に分けたもの。即ち全ての戒禁を吸収することで魔神王と同等の力を得ることができるが、戒禁を回収するには本人の同意があるか戦闘不能状態である必要がある。

インデュラ
闘級50000以上の上位魔神が自身の七つの心臓のうち六つを犠牲に転化した伝説の獣。破壊の権化と称される。闇と契約し本性を曝け出すことで理性を失い、時間が経つごとに姿は禍々しく変化していく。闘級50000以上の魔神でないと変化と反動に耐え切れずに死んでしまう。
中でも魔神王から戒禁を授かった〈十戒〉が転化したものは「主恩」のインデュラと呼ばれる。その他にも「星霜」「怨嗟」「遠雷」「業報」など様々な名を冠するインデュラが魔界を彷徨っている。

〈光の聖痕（スティグマ）〉
女神族を柱とした巨人族・妖精族・人間族の四種族の連合。三千年前の対戦に於いて魔神族と戦争をしていた。

〈四大天使〉
選ばれた四人の女神族による精鋭部隊。〈光の聖痕〉の中心戦力かつ指導者としての役割を担っている。それぞれが最高神より「恩寵」という力と戒禁を無効化する加護を授かっており、その実力は一人で〈十戒〉二人分という。
恩寵
〈四大天使〉が最高神より授かった力。〈十戒〉でいう戒禁に例えられている。器を得た状態でも使用できるが、そのあまりに強大な力ゆえ、酷使すると器に大きな変化をもたらす。

恩寵の光
妖精王の森の内部に存在する〈光の聖痕〉の拠点の一つ。全高7900フィートの高さを持つ窓が一つもない白亜の城。女神族によって建造された。
リュドシエルの加護によって守られており、内部には〈天界〉に通じる門が存在する。

リオネス王国
ブリタリア随一の大国。聖騎士により傀儡政権となっていた、エリザベスの（表向きの）故郷。

王国騎士団
リオネス王国に仕える騎士団。トップは聖騎士長。その下に聖騎士長の参謀役の「枢機卿」や「聖騎士」「騎士」が仕える。リオネス王国騎士団の聖騎士は強さによってランク付けがされており、「金剛（ダイヤモンド）」「白金（プラチナ）」「蒼玉（サファイア）」「紅玉（ルビー）」「翠玉（エメラルド）」「水晶（クリスタル）」という称号が与えられる。
聖騎士長
王国騎士団のトップ。基本的には一人。ヘンドリクセンとドレファス、二人の聖騎士長がいるのは史上初。
枢機卿
聖騎士長直属の騎士。参謀的な存在。必ずしも「金剛（ダイヤモンド）」より強いわけではない。老騎士や魔術師などの人物が務めることが多い。

妖精王の森
北に広がるブリタニア最大の森。人が立ち入ることを拒むように茂る木々を抜けた中心に薄紅に染まる樹冠を広げた大樹がそびえ立っている。妖精王の森の木々は自然界の炎では決して燃やすことはできず、燃やせるのは魔神族の煉獄の炎だけ。エールの材料になるワイルドベリーや羽毛のように水をよく含む葉を持つアルモカなどが生えている。赤色の魔神族に焼き尽くされてしまったが、バンが植えた妖精王の森の最後の種によって復活した。
命の泉
妖精王の森の大樹の頂上にある泉。杯から溢れる水を一口で10年の寿命、全て飲むと不老不死を得る。生命の泉によって、妖精王の森は保たれており、これがなくなった場合、妖精王の森の木々は枯れ果ててしまう。エレインが守っていたが魔神族に襲撃され、エレインが泉の水をバンに飲ませた。この泉を飲んだものの血でも同様の効果がある。

ダナフォール王国
十六年前、メリオダスに滅ぼされたとされるブリタニアの大国。聖騎士長をメリオダスが務め、その下にリズ、ケインらが属していた。エリザベスが一度だけリオネス国王から彼女の生まれ故郷と聞いたらしい。

キャメロット王国
ブリタニア南部に位置する新興国。突如出現した大岩に刺さっていた剣を引き抜いた少年、アーサーが新王の座に就いている。弱小国だったが、リオネスに次ぐ大国に成長する。しかしアーサーがメリオダスたちに同行している間に魔神族に占拠された。

ベリアルイン
かつて存在した賢者たちの都であり、マーリンの生まれ故郷。魔神族にも女神族にもつかない中立の立場にあったが、究極の魔術の研究と題して魔神族や女神族に対抗する兵器として魔術の才能を持つ子供たちを被検体に実験を行っていた。

煉獄
現世とは別に存在する異空間。魔神王が囚われており、同時に現世に逃げようとする者の監視を行なっている。灼熱と極寒が入り混じる大気と猛毒の大地に覆われており、生者が立ち入れば１分で廃人と化す。ここでの１年は現世での１分に換算されるため、千年過ごしても現世では１日も経過していない。

混沌
遙か昔に星々の間に誕生した力の意思であり、この世界を始めとするすべての礎を造り出した存在。魔神王や最高神、神樹など、五つの種族の元となる存在も次々に生み出したが、様々な感情を内包する人間という種族を造ったことで魔神王、最高神からそれぞれが生み出した種族から注がれる敬愛を奪われると危険視され、手を組んだ両者によって封印されたという。

ブリタニア
本作の舞台となる大陸のこと。

## 作品の前身

### 読切版
『週刊少年マガジン』2011年52号に掲載された読み切り作品。大まかなプロットは連載版第一話と共通している。エリザベスやメリオダスの原型となる人物も登場するパイロットバージョン。七つの短編 鈴木央短編集（講談社出版。2014年11月17日発売）に『ブリザードアクセル』『Ultra Red』などの読み切りと共に収録されている。
ストーリー
国王暗殺を企てたとされる最悪の騎士団『七つの大罪』が聖騎士により滅ぼされたと伝えられてから10年後のブリタニア王国。聖騎士たちは増長し、王を処刑して自らが支配者と成り代わり、国民を虐げる暴政を布いていた。それを憂いた亡王の一人娘エリザベスは『七つの大罪』の力を借りようと、未だに指名手配され続けている伝説の大悪党たちを探す旅に出た。

### 没ネーム
2013年9月25日より資生堂の男性向けスタイリング剤ブランドであるunoコラボレーション特設サイトに掲載されたネーム。お蔵入りになった連載版第一話の別バージョンである。
ストーリー
宿屋の『閑古鳥亭』を営む少年メリオダスは、ある日甲冑を着たエリザベスと名乗る謎の美女の宿泊を受け入れる。直後に王国の騎士が宿を強襲するが、エリザベスは撃退。聞けば彼女はかつて最強の聖騎士が王女と共に奪い去った失われた聖剣を求め、王国の平和を取り戻すために旅を続けているというが、その聖剣は実はメリオダスの使っていた包丁であり、守りたい存在を見つけ出したメリオダスの力に呼応し真の姿を取り戻す。かくして王国全土を巻き込んだ少年の旅が始まった。

## 書誌情報

### 原作漫画
- 鈴木央 『七つの大罪』 講談社〈講談社コミックスマガジン〉、全41巻
  1. 2013年2月15日発売[講 1]、ISBN 978-4-06-384802-1
  2. 2013年4月17日発売[講 2]、ISBN 978-4-06-384852-6
  3. 2013年6月17日発売[講 3]、ISBN 978-4-06-384884-7
  4. 2013年8月16日発売[講 4]、ISBN 978-4-06-394918-6
  5. 2013年10月17日発売[講 5]、ISBN 978-4-06-394947-6
  6. 2013年12月17日発売[講 6]、ISBN 978-4-06-394988-9
  7. 2014年2月17日発売[講 7]、ISBN 978-4-06-395013-7
  8. 2014年4月17日発売[講 8]、ISBN 978-4-06-395054-0
  9. 2014年6月17日発売[講 9]、ISBN 978-4-06-395107-3
  10. 2014年8月16日発売[講 10]、ISBN 978-4-06-395162-2
  11. 2014年10月17日発売[講 11]、ISBN 978-4-06-395219-3
  12. 2014年12月17日発売[講 12]、ISBN 978-4-06-395265-0
    - 限定版 ISBN 978-4-06-362286-7

  13. 2015年2月17日発売[講 13]、ISBN 978-4-06-395321-3
    - 限定版 ISBN 978-4-06-362290-4

  14. 2015年4月17日発売[講 14]、ISBN 978-4-06-395371-8
    - 限定版 ISBN 978-4-06-362295-9

  15. 2015年6月17日発売[講 15]、ISBN 978-4-06-395418-0
    - DVD付き 限定版 ISBN 978-4-06-358768-5

  16. 2015年8月12日発売[講 16]、ISBN 978-4-06-395458-6
    - DVD付き 限定版 ISBN 978-4-06-358769-2

  17. 2015年10月16日発売[講 17]、ISBN 978-4-06-395519-4
    - ふせんブック付き 限定版 ISBN 978-4-06-362310-9

  18. 2015年12月17日発売[講 18]、ISBN 978-4-06-395561-3
    - 2016年マンスリーカレンダー付き限定版 ISBN 978-4-06-362322-2

  19. 2016年2月17日発売[講 19]、ISBN 978-4-06-395602-3
    - 汎用スマホケース付き限定版 ISBN 978-4-06-358806-4

  20. 2016年4月15日発売[講 20]、ISBN 978-4-06-395650-4
    - ポークフィギュア付き限定版 ISBN 978-4-06-358807-1

  21. 2016年6月17日発売[講 21]、ISBN 978-4-06-395690-0
    - 布製ペンケース付き限定版 ISBN 978-4-06-358831-6

  22. 2016年8月17日発売[講 22]、ISBN 978-4-06-395729-7
    - ペットボトルカバー付き限定版 ISBN 978-4-06-358836-1

  23. 2016年10月17日発売[講 23]、ISBN 978-4-06-395778-5
    - 特製クリアダイス2個&ボードゲーム付き限定版 ISBN 978-4-06-358841-5

  24. 2016年12月16日発売[講 24]、ISBN 978-4-06-395829-4
    - ブリタニアいろはかるた付き限定版 ISBN 978-4-06-358845-3

  25. 2017年3月17日発売[講 25]、ISBN 978-4-06-395895-9
    - 特製ウォールステッカー付き限定版 ISBN 978-4-06-362353-6

  26. 2017年5月17日発売[講 26]、ISBN 978-4-06-395948-2
    - 特製ノート&クリア下敷き付き限定版 ISBN 978-4-06-510013-4

  27. 2017年7月14日発売[講 27]、ISBN 978-4-06-510039-4
    - 特製Tシャツ付き限定版 ISBN 978-4-06-510043-1

  28. 2017年10月17日発売[講 28]、ISBN 978-4-06-510242-8
    - 特製缶バッジ7種付き限定版 ISBN 978-4-06-510446-0

  29. 2017年12月15日発売[講 29]、ISBN 978-4-06-510582-5
    - マンスリーカレンダー付き限定版 ISBN 978-4-06-510822-2

  30. 2018年2月16日発売[講 30]、ISBN 978-4-06-510966-3
    - 特製ミニ画集付き限定版 ISBN 978-4-06-510967-0

  31. 2018年4月17日発売[講 31]、ISBN 978-4-06-511205-2
  32. 2018年6月15日発売[講 32]、ISBN 978-4-06-511616-6
    - アクリルキーホルダー付き限定版 ISBN 978-4-06-511618-0

  33. 2018年8月17日発売[講 33]、ISBN 978-4-06-512235-8
    - ラバーコースター付き限定版 ISBN 978-4-06-512236-5

  34. 2018年11月16日発売[講 34]、ISBN 978-4-06-512991-3
    - オリジナルアニメーションDVD付き限定版 ISBN 978-4-06-512847-3

  35. 2019年1月17日発売[講 35]、ISBN 978-4-06-513877-9
    - ラバーキーホルダー付き限定版 ISBN 978-4-06-513878-6

  36. 2019年4月17日発売[講 36]、ISBN 978-4-06-514884-6
    - ラバーキーホルダー付き限定版 ISBN 978-4-06-514885-3

  37. 2019年6月17日発売[講 37]、ISBN 978-4-06-514884-6
    - ミニクリアファイル付き限定版 ISBN 978-4-06-515678-0

  38. 2019年9月17日発売[講 38]、ISBN 978-4-06-516231-6
    - 全キャラクターシール付き限定版 ISBN 978-4-06-516232-3

  39. 2019年11月15日発売[講 39]、ISBN 978-4-06-517356-5
    - 特製ダイアリー (2020-2021)付き特装版 ISBN 978-4-06-517357-2

  40. 2020年2月17日発売[講 40]、ISBN 978-4-06-518271-0
    - 「特製ポストカード40枚」付き特装版 ISBN 978-4-06-518272-7

  41. 2020年5月15日発売[講 41]、ISBN 978-4-06-518685-5
    - 「缶バッジ」&「ミニ画集」&「ポストカード」付き特装版 ISBN 978-4-06-518684-8
- 鈴木央 『七つの短編 鈴木央短編集』 2014年10月17日発売、ISBN 978-4-06-395229-2
- 鈴木央 『七つの大罪 公式ファンブック』
  - 「解体罪書」 2015年2月17日発売[講 42]、ISBN 978-4-06-377131-2
  - 「罪約聖書」 2016年8月17日発売[講 43]、ISBN 978-4-06-393043-6
- 鈴木央 『七つの大罪 イラストコレクション 〈七色の罪〉』 2015年2月17日発売[講 44]、ISBN 978-4-06-377158-9
- 鈴木央 『七つの大罪 キャラクターガイドブック＜ペア罪（シン）＞ 』
  - 「メリオダス＆エリザベス」 2016年10月17日発売、ISBN 978-4-06-393094-8
  - 「バン＆エレイン」 2017年7月14日発売、ISBN 978-4-06-510205-3
  - 「キング＆ディアンヌ」 2018年11月16日発売、ISBN 978-4-06-514267-7
- 鈴木央 『七つの大罪 番外編集 ＜原罪＞』 2018年7月17日発売[講 45]、ISBN 978-4-06-512966-1
- 鈴木央 『七つの大罪 外伝集 ＜罪実＞』 2020年2月17日発売、ISBN 978-4-06-517528-6
- 鈴木央 『七つの大罪 ウラ話大放談＜全公開（フルオープン）＞』 2020年5月15日、ISBN 978-4-06-519300-6
- 鈴木央 『七つの大罪 キャラクター名鑑 〜ブリタニア英傑伝〜』 2021年5月17日、ISBN 978-4-06-523241-5

### スピンオフ漫画
迷え！七つの大罪学園！
『別冊少年マガジン』（講談社）2014年9月号より2016年11月号まで連載。『週刊少年マガジン』（講談社）でも時折掲載された。漫画は球木拾壱。学園を舞台としたスピンオフコメディ漫画。
- 鈴木央（原作）/ 球木拾壱（漫画） 『迷え！七つの大罪学園！』 講談社〈講談社コミックス〉、全4巻
  1. 2015年2月17日発売、ISBN 978-4-06-395322-0
  2. 2015年8月12日発売、ISBN 978-4-06-395459-3
  3. 2016年4月15日発売、ISBN 978-4-06-395651-1
  4. 2016年12月16日発売、ISBN 978-4-06-395808-9

七つの大罪プロダクション
『ARIA』（講談社）2016年1月号より2017年12月号まで連載。漫画は坂元千笑。本作が「実はいま巷で話題の連続テレビドラマ」で、「メリオダス以下“七つの大罪”もドラマとは全然性格が異なる俳優が演じていたら」というコンセプトのギャグ漫画。
- 鈴木央（原作）/ 坂元千笑（漫画） 『七つの大罪プロダクション』 講談社〈KCデラックス ARIA〉、全4巻
  1. 2016年6月17日発売、ISBN 978-4-06-377472-6
  2. 2016年12月16日発売、ISBN 978-4-06-393102-0
  3. 2017年6月16日発売、ISBN 978-4-06-393210-2
  4. 2017年11月17日発売、ISBN 978-4-06-510495-8

七つの大罪 キングのまんが道
『マガジンSPECIAL』（講談社）2016年3号より2017年2号、移籍先の『マガジンポケット』にて2017年2月1日から2017年7月19日まで連載。作画は小野大空。
- 鈴木央（原作）/ 小野大空（漫画） 『七つの大罪 キングのまんが道』 講談社〈講談社コミックス〉、全3巻
  1. 2016年8月17日発売、ISBN 978-4-06-395730-3
  2. 2017年3月17日発売、ISBN 978-4-06-395901-7
  3. 2017年7月14日発売、ISBN 978-4-06-510040-0

七つの大罪 セブンデイズ〜盗賊と聖少女〜
『少年マガジンエッジ』（講談社）2017年2月号より同年9月号まで連載。作画は小菊路よう。岩佐まもるによる『小説 七つの大罪 セブンデイズ』のコミカライズ。エレインとバンが過ごした7日間のストーリー。
- 鈴木央（原作）/ 岩佐まもる（小説版原作） / 小菊路よう（漫画） 『七つの大罪 セブンデイズ〜盗賊と聖少女〜』 講談社〈KCデラックス〉、全2巻
  1. 2017年7月14日発売、ISBN 978-4-06-393201-0
  2. 2017年10月17日発売、ISBN 978-4-06-393292-8

### 小説
小説 七つの大罪 -外伝- 昔日の王都 七つの願い
講談社KCデラックス出版。2014年12月17日発売、ISBN 978-4-06-377106-0。松木朱夏著。平和だったころのリオネス王国の物語。マーガレット、ベロニカ、エリザベス、ギルサンダー、ハウザー、グリアモールなどの幼い日の話。
七つの大罪 セブンデイズ
講談社ラノベ文庫出版。2015年1月16日発売、ISBN 978-4-06-375392-9。岩佐まもる著。生命の泉を守るエレインと若き青年バンの物語。
講談社KCデラックスにて2016年10月17日復刊、ISBN 978-4-06-393091-7。復刊にあたりタイトルに他の小説化作品同様に「小説」がついた。
七つの大罪 ゲームブック 迷いの森の冒険
講談社KCデラックス出版。2015年6月17日発売、ISBN 978-4-06-381444-6。藤浪智之著。
主人公は迷いの森に「聖杯」を求めてやってくるが記憶を失ってしまい、彷徨っていると喋る豚ホークと出会い彼とともに聖杯を探すことになるというストーリー。ゲームブックなのでページの部分に番号が書かれていて選んだ行動のところに書いてある番号のページに進んでいく。また選択を間違えると死んでしまいリトライとなる。
本編の第一話の約一年前という設定のオリジナルストーリーで、主人公は〈七つの大罪〉たちに出会い、敵対して戦ったり、会話して味方になったりすることになる。
小説 七つの大罪 -外伝- 彼らが残した七つの傷跡
講談社KCデラックス出版。2015年10月16日発売、ISBN 978-4-06-377298-2。松木朱夏著。ザラトラスの惨劇の後、七つの大罪が王国に戻るまでを結ぶエピソード。
小説 七つの大罪 -外伝- 七色の追憶
講談社KCデラックス出版。2016年10月17日発売、ISBN 978-4-06-393054-2。松木朱夏著。ゴウセル、スレイダー、キングの虹にまつわる物語。
七つの大罪 ゲームブック ＜豚の帽子＞亭の七つの大冒険
講談社KCデラックス出版。2017年10月17日発売。藤浪智之著。
小説 劇場版 七つの大罪 天空の囚われ人
講談社KCデラックス出版。2018年8月29日発売、ISBN 978-4-06-512400-0。松木朱夏著。
小説 劇場版 七つの大罪 光に呪われし者たち
講談社KCデラックス出版。2021年7月2日発売、ISBN 978-4-06-523611-6。松木朱夏著。

## テレビアニメ
第1期から第2期までは毎日放送をはじめとするTBS系列全28局にて放送。ナレーションは全期にわたり西凜太朗が担当。
第1期は2014年10月5日より2015年3月29日まで、日曜夕方5時枠にて放送された。また、2015年1月4日には、特別番組『七つの大罪特別編・罪春（シンシュン）』を放送。梶裕貴（メリオダス役）、雨宮天（エリザベス役）、宮野真守（ギルサンダー役）をMCに迎え、前半クールの振り返りトークをVTRを交えながら進められた。ナレーションは久野美咲が担当した（劇中のキャラクター、ホーク名義）。
2016年8月28日より9月18日まで4週連続でテレビスペシャル『七つの大罪 聖戦の予兆』（ななつのたいざい せいせんのしるし）が第1期と同じ枠にて放送された。
テレビスペシャル終了後に第2期の制作が発表され、2018年1月6日から6月30日にかけて『七つの大罪 戒めの復活』（ななつのたいざい いましめのふっかつ）のタイトルで『アニメサタデー630』第1部にて放送された。初回は新作映像を含めた第1期の総集編『七つの大罪 戒めの復活 -序章-』が放送され、放送開始前々週にあたる2017年12月23日には同枠にてOAD第1弾がテレビ放送された。制作は引き続きA-1 Picturesが担当。なお、一部スタッフが変更されたほか、本編終了後に実写パートとして「ボンボンTV」専属ユーチューバーであるよっち・えっちゃん・りっちゃんが出演するインフォメーションコーナーが放送された。
第3期『七つの大罪 神々の逆鱗』（ななつのたいざい かみがみのげきりん）は、2019年10月9日より2020年3月25日まで放送された。放送局はテレビ東京系列に、アニメーション制作はスタジオディーンにそれぞれ変更され、制作スタッフも音楽などの一部を除き刷新された。また、テレビスペシャル以来の夕方放送となり、シリーズとしては初めて無料BS放送・BSテレ東でも放送されるほか、製作局の変更により冒頭に視聴注意テロップが表示され（BSテレ東では表示なし）、製作クレジットも局ロゴ表記となった。
第4期『七つの大罪 憤怒の審判』（ななつのたいざい ふんぬのしんぱん）は、第3期と同じ系列にて2021年1月13日より6月23日まで放送された。放送前週の1月6日には特別番組『七つの大罪 憤怒の審判〜魅力大放出スペシャル〜』が放送された。出演はトータルテンボス、レッド吉田、西山野園美、ペンギンズ、梶裕貴（メリオダス役）、雨宮天（エリザベス役）。
『七つの大罪』の続編、『黙示録の四騎士』を原作としたアニメ『七つの大罪 黙示録の四騎士』は、2023年10月よりTBS系列にて放送。

### スタッフ
|                                                                                       | 第1期                                 | TVSP                                  | 第2期                                          | 第3期                                       | 第4期                                       |
| ------------------------------------------------------------------------------------- | ------------------------------------- | ------------------------------------- | ---------------------------------------------- | ------------------------------------------- | ------------------------------------------- |
| 原作                                                                                  | 鈴木央                                | 鈴木央                                | 鈴木央                                         | 鈴木央                                      | 鈴木央                                      |
| 監督                                                                                  | 岡村天斎                              | ところともかず                        | 古田丈司 田中智也（副）                        | 西澤晋                                      | 西澤晋                                      |
| シリーズ構成                                                                          | 菅正太郎                              | 綾奈ゆにこ                            | 吉岡たかを                                     | 池田臨太郎                                  |                                             |
| キャラクターデザイン （第1・2期） アニメーション キャラクター設定（第3・4期）         | 佐々木啓悟                            | 佐々木啓悟                            | 佐々木啓悟                                     | 西野理惠                                    | 西野理惠                                    |
| キャラクターデザイン （第1・2期） アニメーション キャラクター設定（第3・4期）         | N/A                                   | N/A                                   | 戸谷賢都                                       | 西野理惠                                    | 西野理惠                                    |
| サブキャラクター デザイン（第1・2期） サブアニメーション キャラクター設定（第3・4期） | 小松麻美                              | 須藤智子                              | 川上哲也                                       | あおきまほ                                  | あおきまほ                                  |
| プロップデザイン（第1・2期） プロップ設定（第3・4期）                                 | 宮川治雄                              | 宮川治雄                              | 宮川治雄                                       | 安食圭                                      | 安食圭                                      |
| 美術監督                                                                              | 伊東広道                              | 伊東広道                              | 伊東広道                                       | 河合泰利                                    | 河合泰利                                    |
| 美術監督                                                                              | N/A                                   | N/A                                   | 田邊浩子（第13話以降）                         | 河合泰利                                    | 河合泰利                                    |
| 美術設定                                                                              | 金平和茂                              | 成田偉保                              | 成田偉保                                       | 河合泰利                                    | N/A                                         |
| 色彩設計                                                                              | 茂木孝浩                              | 茂木孝浩                              | 茂木孝浩                                       | のぼりはるこ                                | のぼりはるこ                                |
| 色彩設計                                                                              | N/A                                   | N/A                                   | 岡崎菜々子                                     | のぼりはるこ                                | のぼりはるこ                                |
| 撮影監督                                                                              | 木村俊也                              | 木村俊也                              | 木村俊也                                       | 青木孝司                                    | 青木孝司                                    |
| CG監督（第1期） 3DCGディレクター （TVSP・第2期）                                      | 軽部優                                | 軽部優                                | 軽部優                                         | N/A                                         | N/A                                         |
| 編集                                                                                  | 後藤正浩                              | 後藤正浩                              | 後藤正浩                                       | 内田恵                                      | 内田恵                                      |
| 音楽                                                                                  | 澤野弘之、和田貴史（第1期第14話以降） | 澤野弘之、和田貴史（第1期第14話以降） | 澤野弘之、和田貴史（第1期第14話以降）          | 澤野弘之、和田貴史（第1期第14話以降）       | 澤野弘之、和田貴史（第1期第14話以降）       |
| 音楽                                                                                  | N/A                                   | N/A                                   | KOHTA YAMAMOTO                                 | KOHTA YAMAMOTO                              | KOHTA YAMAMOTO                              |
| 音響監督                                                                              | 若林和弘                              | 若林和弘                              | 若林和弘                                       | 横田知加子                                  | 横田知加子                                  |
| 音楽制作                                                                              | アニプレックス                        | アニプレックス                        | アニプレックス                                 | ウォークライン                              | N/A                                         |
| プロデューサー                                                                        | 瓜生恭子、立石謙介                    | 瓜生恭子、立石謙介                    | 瓜生恭子、立石謙介                             | 高林庸介                                    | 高林庸介                                    |
| プロデューサー                                                                        | 遠藤哲哉、金庭こず恵                  | 遠藤哲哉、金庭こず恵                  | 古川慎、加瀬直人 鍋岩晶子、長谷川嘉範 紀伊宗之 | 高林庸介                                    | 高林庸介                                    |
| プロデューサー                                                                        | 井上貴允、橋本龍                      | 亀井博司                              | 亀井博司                                       | 高林庸介                                    | 高林庸介                                    |
| アニメーション プロデューサー                                                         | 山田賢志郎                            | 藤田祥雄                              | 山田賢志郎、渋谷晃尚                           | 門貴治                                      | 門貴治                                      |
| アニメーション プロデューサー                                                         | 山田賢志郎                            | 藤田祥雄                              | 山田賢志郎、渋谷晃尚                           | 浦崎宣光                                    | 坂本佳亮                                    |
| アニメーション制作                                                                    | A-1 Pictures                          | A-1 Pictures                          | A-1 Pictures                                   | スタジオディーン マーヴィージャック（協力） | スタジオディーン マーヴィージャック（協力） |
| 製作                                                                                  | 「七つの大罪」 製作委員会             | 「七つの大罪 TVSP」 製作委員会        | 「七つの大罪 戒めの復活」 製作委員会           | 「七つの大罪 神々の逆鱗」 製作委員会        | 「七つの大罪 憤怒の審判」 製作委員会        |
| 製作                                                                                  | MBS                                   | MBS                                   | MBS                                            | テレビ東京                                  | テレビ東京                                  |

### 主題歌

#### オープニングテーマ
「熱情のスペクトラム」
いきものがかりによる第1期第1クールオープニングテーマ。作詞・作曲は水野良樹、編曲は近藤隆史と田中ユウスケ。
「Seven Deadly Sins」
MAN WITH A MISSIONの編曲・歌による第1期第2クール、およびOAD第2弾のオープニングテーマ。作詞はKamikaze BoyとJean-Ken Johnny、作曲はKamikaze Boy。

「CLASSIC」
MUCCによるTVSPオープニングテーマ。作詞はYUKKEと達瑯、作曲はYUKKE、編曲はミヤ & Ken。

「Howling」
FLOW×GRANRODEOの編曲・歌による第2期第1クールオープニングテーマ。作詞はKohshi Asakawa・Keigo Hayashi・Kisho Taniyama、作曲はTakeshi AsakawaとMasaaki Iizuka。
「雨が降るから虹が出る」
スカイピースの作詞・歌による第2期第2クールオープニングテーマ。作曲・編曲は宮川拓。

「ROB THE FRONTIER」
UVERworldによる第3期第1クールオープニングテーマ。作詞はTAKUYA∞、作曲は信人とTAKUYA∞、編曲はUVERworldと平出悟。
「delete」
シドの編曲・歌による第3期第2クールオープニングテーマ。作詞はマオ、作曲は御恵明希。

「光あれ」
岡野昭仁による第4期第1クールオープニングテーマ。作詞はn-buna、作曲・編曲は澤野弘之。
「永遠のAria」
雨宮天による第4期第2クールオープニングテーマ。作詞は上坂梨紗、作曲は家原正樹とGiz'Mo (from Jam9)、編曲は家原。

#### エンディングテーマ
「7 -seven-」
FLOW×GRANRODEOの編曲・歌による第1期第1クール、およびOAD第2弾のエンディングテーマ。作詞はKohshi Asakawaと谷山紀章、作曲はTakeshi Asakawa。
「Season」
瀧川ありさの作詞・歌による第1期第2クール、およびOAD第1弾のエンディングテーマ。作曲・編曲は瀧川と渡辺拓也の共作。

「色褪せない瞳」
瀧川ありさの作詞・歌によるTVSPエンディングテーマ。作曲は奥井康介と滝川の共作、編曲は渡辺拓也。

「Beautiful」
Anlyの作詞・作曲・歌による第2期第1クールエンディングテーマ。編曲はJeff Miyahara。
「誓い」
雨宮天による第2期第2クールエンディングテーマ。作詞はTOMO、作曲はglasswerks、編曲はCarlos K.と谷口尚久。

「Regeneration」
雨宮天による第3期第1クールエンディングテーマ。作詞はKOUTAPAI、作・編曲はSaku。
「Good day」
足立佳奈による第3期第2クールエンディングテーマ。作詞は足立と中村泰輔の共作、作・編曲は中村泰輔。

「time」
SawanoHiroyuki[nZk]:ReoNaによる第4期第1クールエンディングテーマ。作詞はcAnON.、作曲・編曲は澤野弘之。
「NAMELY」
UVERworldによる第4期第2クールエンディングテーマ。作詞はTAKUYA∞、作曲は彰・Yuzuru Kusugo・Satoshi Shibayama、編曲はUVERworldと平出悟。

### 各話リスト
| 話数                           | サブタイトル                              | 脚本                | 絵コンテ            | 演出                               | 作画監督                                                                       | 総作画監督          | 初放送日            |                     |                     |                     |                     |                     |                     |                     |                     |                     |                     |                     |                     |                     |                     |                     |                     |                     |
| 第1期『七つの大罪』            | 第1期『七つの大罪』                       | 第1期『七つの大罪』 | 第1期『七つの大罪』 | 第1期『七つの大罪』                | 第1期『七つの大罪』                                                            | 第1期『七つの大罪』 | 第1期『七つの大罪』 | 第1期『七つの大罪』 | 第1期『七つの大罪』 | 第1期『七つの大罪』 | 第1期『七つの大罪』 | 第1期『七つの大罪』 | 第1期『七つの大罪』 | 第1期『七つの大罪』 | 第1期『七つの大罪』 | 第1期『七つの大罪』 | 第1期『七つの大罪』 | 第1期『七つの大罪』 | 第1期『七つの大罪』 | 第1期『七つの大罪』 | 第1期『七つの大罪』 | 第1期『七つの大罪』 | 第1期『七つの大罪』 | 第1期『七つの大罪』 |
| ------------------------------ | ----------------------------------------- | ------------------- | ------------------- | ---------------------------------- | ------------------------------------------------------------------------------ | ------------------- | ------------------- | ------------------- | ------------------- | ------------------- | ------------------- | ------------------- | ------------------- | ------------------- | ------------------- | ------------------- | ------------------- | ------------------- | ------------------- | ------------------- | ------------------- | ------------------- | ------------------- | ------------------- |
| 第一話                         | 七つの大罪                                | 菅正太郎            | 岡村天斎            | ところともかず                     | 小松麻美                                                                       | 佐々木啓悟          | 2014年 10月5日      |                     |                     |                     |                     |                     |                     |                     |                     |                     |                     |                     |                     |                     |                     |                     |                     |                     |
| 第二話                         | 聖騎士の剣                                | 菅正太郎            | 岡村天斎 坂上六郎   | 伊藤秀樹                           | 伊藤秀樹                                                                       | 佐々木啓悟          | 10月12日            |                     |                     |                     |                     |                     |                     |                     |                     |                     |                     |                     |                     |                     |                     |                     |                     |                     |
| 第三話                         | 眠れる森の罪                              | 花田十輝            | 東出太              | 飛田剛                             | 伊藤公規                                                                       | 小松麻美            | 10月19日            |                     |                     |                     |                     |                     |                     |                     |                     |                     |                     |                     |                     |                     |                     |                     |                     |                     |
| 第四話                         | 少女の夢                                  | 綾奈ゆにこ          | 岡村天斎            | 岩月甚                             | 小野田貴之                                                                     | 佐々木啓悟          | 10月26日            |                     |                     |                     |                     |                     |                     |                     |                     |                     |                     |                     |                     |                     |                     |                     |                     |                     |
| 第五話                         | たとえあなたが死んでも                    | 菅正太郎            | 菅井嘉浩            | 小野田雄亮                         | 柴田志朗                                                                       | 小松麻美            | 11月2日             |                     |                     |                     |                     |                     |                     |                     |                     |                     |                     |                     |                     |                     |                     |                     |                     |                     |
| 第六話                         | はじまりの詩                              | 花田十輝            | 滝澤敏史            | 石井俊匡                           | 大杉尚広                                                                       | 佐々木啓悟          | 11月9日             |                     |                     |                     |                     |                     |                     |                     |                     |                     |                     |                     |                     |                     |                     |                     |                     |                     |
| 第七話                         | 感動の再会                                | 綾奈ゆにこ          | セトウケンジ        | 高村雄太                           | 橋本英樹 津熊健徳                                                              | 小松麻美            | 11月16日            |                     |                     |                     |                     |                     |                     |                     |                     |                     |                     |                     |                     |                     |                     |                     |                     |                     |
| 第八話                         | 恐るべき追跡者                            | 菅正太郎            | 今泉賢一            | 今泉賢一                           | 寺田祐一 伊藤公規                                                              | 佐々木啓悟          | 11月23日            |                     |                     |                     |                     |                     |                     |                     |                     |                     |                     |                     |                     |                     |                     |                     |                     |                     |
| 第九話                         | 暗黒の脈動                                | 花田十輝            | 伊藤秀樹            | 伊藤秀樹                           | 伊藤秀樹                                                                       | 小松麻美            | 11月30日            |                     |                     |                     |                     |                     |                     |                     |                     |                     |                     |                     |                     |                     |                     |                     |                     |                     |
| 第十話                         | バイゼル喧嘩祭り                          | 綾奈ゆにこ          | 坂上六郎            | サトウ光敏                         | 北條直明 杉本幸子 仁井学                                                       | 佐々木啓悟          | 12月7日             |                     |                     |                     |                     |                     |                     |                     |                     |                     |                     |                     |                     |                     |                     |                     |                     |                     |
| 第十一話                       | 積年の想い                                | 菅正太郎            | 古田丈司            | 飛田剛                             | 小野田貴之                                                                     | 小松麻美            | 12月14日            |                     |                     |                     |                     |                     |                     |                     |                     |                     |                     |                     |                     |                     |                     |                     |                     |                     |
| 第十二話                       | 戦慄のカノン                              | 菅正太郎            | 白金雅太郎          | 岩月甚                             | 石川準 伊藤秀樹 道下康太 古住千秋 横田匡史 小野田貴之                          | 佐々木啓悟          | 12月21日            |                     |                     |                     |                     |                     |                     |                     |                     |                     |                     |                     |                     |                     |                     |                     |                     |                     |
| 第十三話                       | 破壊の使徒                                | 菅正太郎            | 坂上六郎            | 国本晃伸                           | 三浦雅子 河西睦月                                                              | 小松麻美            | 2015年 1月11日      |                     |                     |                     |                     |                     |                     |                     |                     |                     |                     |                     |                     |                     |                     |                     |                     |                     |
| 第十四話                       | 本を読むひと                              | 綾奈ゆにこ          | 岡村天斎            | 石井俊匡                           | 大杉尚広 伊藤公規 寺田祐一 古住千秋 戸谷賢都 石川準                            | 佐々木啓悟          | 1月18日             |                     |                     |                     |                     |                     |                     |                     |                     |                     |                     |                     |                     |                     |                     |                     |                     |                     |
| 第十五話                       | アンホーリィ・ナイト                      | 綾奈ゆにこ          | サトウ光敏          | サトウ光敏                         | 北條直明 杉本幸子 望月謙 川村敏江                                              | 小松麻美            | 1月25日             |                     |                     |                     |                     |                     |                     |                     |                     |                     |                     |                     |                     |                     |                     |                     |                     |                     |
| 第十六話                       | 駆り立てられる伝説たち                    | 花田十輝            | 福田道生            | 伊藤秀樹                           | 伊藤秀樹 小野田貴之                                                            | 佐々木啓悟          | 2月1日              |                     |                     |                     |                     |                     |                     |                     |                     |                     |                     |                     |                     |                     |                     |                     |                     |                     |
| 第十七話                       | 最初の犠牲                                | 菅正太郎            | 菅井嘉浩            | 高村雄太                           | 津熊健徳 藤原未来夫 青木里枝 松本純平                                          | 小松麻美            | 2月8日              |                     |                     |                     |                     |                     |                     |                     |                     |                     |                     |                     |                     |                     |                     |                     |                     |                     |
| 第十八話                       | この命にかえても                          | 綾奈ゆにこ          | 今泉賢一            | 今泉賢一                           | 戸谷賢都 須藤智子 古住千秋 井元一彰 石川準                                     | 佐々木啓悟          | 2月15日             |                     |                     |                     |                     |                     |                     |                     |                     |                     |                     |                     |                     |                     |                     |                     |                     |                     |
| 第十九話                       | まちぼうけの妖精王                        | 花田十輝            | 坂上六郎            | 熨斗谷充孝                         | 仁井学 北條直明 杉本幸子                                                       | 戸谷賢都            | 2月22日             |                     |                     |                     |                     |                     |                     |                     |                     |                     |                     |                     |                     |                     |                     |                     |                     |                     |
| 第二十話                       | 勇気のまじない                            | 菅正太郎            | 高橋敦史            | 岩月甚                             | 伊藤公規 寺田祐一 岡本達明 小野田貴之                                          | 小松麻美            | 3月1日              |                     |                     |                     |                     |                     |                     |                     |                     |                     |                     |                     |                     |                     |                     |                     |                     |                     |
| 第二十一話                     | 今、そこにせまる脅威                      | 菅正太郎            | 田口智久            | 飛田剛                             | 小野田貴之                                                                     | 佐々木啓悟          | 3月8日              |                     |                     |                     |                     |                     |                     |                     |                     |                     |                     |                     |                     |                     |                     |                     |                     |                     |
| 第二十二話                     | 君のためにできること                      | 綾奈ゆにこ          | ところともかず      | 西片康人                           | 須藤智子 石川準 古住千秋 加藤万由子 戸谷賢都                                   | 戸谷賢都            | 3月15日             |                     |                     |                     |                     |                     |                     |                     |                     |                     |                     |                     |                     |                     |                     |                     |                     |                     |
| 第二十三話                     | 絶望降臨                                  | 花田十輝            | 石平信司            | 伊藤秀樹                           | 小松麻美 伊藤公規 岡本達明 寺田祐一 五反孝幸                                   | 小松麻美            | 3月22日             |                     |                     |                     |                     |                     |                     |                     |                     |                     |                     |                     |                     |                     |                     |                     |                     |                     |
| 第二十四話                     | 英雄たち                                  | 菅正太郎            | 岡村天斎            | 石井俊匡                           | 小野田貴之 須藤智子 石川準 古住千秋 戸谷賢都                                   | 佐々木啓悟          | 3月29日             |                     |                     |                     |                     |                     |                     |                     |                     |                     |                     |                     |                     |                     |                     |                     |                     |                     |
| TVSP『七つの大罪 聖戦の予兆』  |                                           |                     |                     |                                    |                                                                                |                     |                     |                     |                     |                     |                     |                     |                     |                     |                     |                     |                     |                     |                     |                     |                     |                     |                     |                     |
| 第一話                         | 黒き夢の始まり The Dark Dream Begins      | 綾奈ゆにこ          | ところともかず      | ところともかず                     | 前田学史                                                                       | 須藤智子            | 2016年 8月28日      |                     |                     |                     |                     |                     |                     |                     |                     |                     |                     |                     |                     |                     |                     |                     |                     |                     |
| 第二話                         | 二人の喧嘩祭り Our Fighting Festival      | 木戸雄一郎          | うえだしげる        | うえだしげる                       | 山名秀和 小野田貴之                                                            | 伊藤公規            | 9月4日              |                     |                     |                     |                     |                     |                     |                     |                     |                     |                     |                     |                     |                     |                     |                     |                     |                     |
| 第三話                         | 初恋を追いかけて In Pursuit of First Love | 綾奈ゆにこ          | 石井俊匡            | 石井俊匡                           | 田中織枝 辻早智子 菊池貴行                                                     | 須藤智子            | 9月11日             |                     |                     |                     |                     |                     |                     |                     |                     |                     |                     |                     |                     |                     |                     |                     |                     |                     |
| 第四話                         | 愛のかたち The Shape of Love              | 綾奈ゆにこ          | 宮尾佳和            | 飛田剛                             | 古住千秋 中拓郎                                                                | 伊藤公規            | 9月18日             |                     |                     |                     |                     |                     |                     |                     |                     |                     |                     |                     |                     |                     |                     |                     |                     |                     |
| 第2期『七つの大罪 戒めの復活』 |                                           |                     |                     |                                    |                                                                                |                     |                     |                     |                     |                     |                     |                     |                     |                     |                     |                     |                     |                     |                     |                     |                     |                     |                     |                     |
| 総集編                         | -序章-                                    | -                   | -                   | -                                  | -                                                                              | -                   | 2018年 1月6日       |                     |                     |                     |                     |                     |                     |                     |                     |                     |                     |                     |                     |                     |                     |                     |                     |                     |
| 第一話                         | 魔神族復活                                | 吉岡たかを          | 古田丈司            | 田中智也                           | 戸谷賢都 山名秀和                                                              | 戸谷賢都            | 1月13日             |                     |                     |                     |                     |                     |                     |                     |                     |                     |                     |                     |                     |                     |                     |                     |                     |                     |
| 第二話                         | 存在と証明                                | 木戸雄一郎          | 永岡智佳            | 永岡智佳                           | 秋月彩                                                                         | 川上哲也            | 1月20日             |                     |                     |                     |                     |                     |                     |                     |                     |                     |                     |                     |                     |                     |                     |                     |                     |                     |
| 第三話                         | 神器ロストヴェイン                        | 永井千晶            | 西澤晋              | 長山延好                           | 錦見楽                                                                         | 戸谷賢都            | 1月27日             |                     |                     |                     |                     |                     |                     |                     |                     |                     |                     |                     |                     |                     |                     |                     |                     |                     |
| 第四話                         | 〈十戒〉始動                              | 赤星政尚            | 初見浩一            | 丸山裕介                           | 斉藤千恵                                                                       | 川上哲也            | 2月3日              |                     |                     |                     |                     |                     |                     |                     |                     |                     |                     |                     |                     |                     |                     |                     |                     |                     |
| 第五話                         | 圧倒的暴力                                | 安永豊              | 藤澤俊幸            | 孫承希                             | 小川エリ 清水勝祐                                                              | 戸谷賢都            | 2月10日             |                     |                     |                     |                     |                     |                     |                     |                     |                     |                     |                     |                     |                     |                     |                     |                     |                     |
| 第六話                         | 償いの聖騎士長                            | 永井千晶            | 西澤晋              | 徐恵眞                             | 山村俊了 江森真理子 津熊健徳                                                   | 川上哲也            | 2月17日             |                     |                     |                     |                     |                     |                     |                     |                     |                     |                     |                     |                     |                     |                     |                     |                     |                     |
| 第七話                         | 記憶が目指す場所                          | 吉岡たかを          | 石川俊介            | 石川俊介                           | 斉藤千恵                                                                       | 戸谷賢都            | 2月24日             |                     |                     |                     |                     |                     |                     |                     |                     |                     |                     |                     |                     |                     |                     |                     |                     |                     |
| 第八話                         | ドルイドの聖地                            | 木戸雄一郎          | 田中智也            | 田中智也                           | 山名秀和                                                                       | 川上哲也            | 3月3日              |                     |                     |                     |                     |                     |                     |                     |                     |                     |                     |                     |                     |                     |                     |                     |                     |                     |
| 第九話                         | 愛する者との約束                          | 赤星政尚            | 古田丈司            | 高橋謙仁                           | 錦見楽 清水勝祐                                                                | 戸谷賢都            | 3月10日             |                     |                     |                     |                     |                     |                     |                     |                     |                     |                     |                     |                     |                     |                     |                     |                     |                     |
| 第十話                         | 僕たちに欠けたもの                        | 安永豊              | 吉岡忍              | 吉田南                             | 秋月彩 能海知佳                                                                | 川上哲也            | 3月17日             |                     |                     |                     |                     |                     |                     |                     |                     |                     |                     |                     |                     |                     |                     |                     |                     |                     |
| 第十一話                       | 父親と息子                                | 木戸雄一郎          | 西澤晋              | 門間一弥                           | 斉藤千恵 坂本あかね                                                            | 戸谷賢都            | 3月24日             |                     |                     |                     |                     |                     |                     |                     |                     |                     |                     |                     |                     |                     |                     |                     |                     |                     |
| 第十二話                       | 愛の在り処                                | 吉岡たかを          | 佐々木守            | 丸山裕介                           | 臼田美夫 服部憲治                                                              | 川上哲也            | 3月31日             |                     |                     |                     |                     |                     |                     |                     |                     |                     |                     |                     |                     |                     |                     |                     |                     |                     |
| 第十三話                       | さらば愛しき盗賊                          | 赤星政尚            | 西澤晋              | 平野宏樹                           | 古住千秋 小川エリ 小林理                                                       | 戸谷賢都            | 4月14日             |                     |                     |                     |                     |                     |                     |                     |                     |                     |                     |                     |                     |                     |                     |                     |                     |                     |
| 第十四話                       | 太陽の主                                  | 安永豊              | 岡村天斎            | 岩月甚                             | 丸山大勝 小松真梨子 錦見楽 小松沙奈                                            | 戸谷賢都 川上哲也   | 4月21日             |                     |                     |                     |                     |                     |                     |                     |                     |                     |                     |                     |                     |                     |                     |                     |                     |                     |
| 第十五話                       | 戦慄の告白                                | 木戸雄一郎          | 初見浩一            | 朝岡卓矢                           | 江森真理子 津熊健徳 斉藤香織                                                   | 戸谷賢都 川上哲也   | 4月28日             |                     |                     |                     |                     |                     |                     |                     |                     |                     |                     |                     |                     |                     |                     |                     |                     |                     |
| 第十六話                       | 死の罠の迷宮                              | 吉岡たかを          | 石川俊介            | 木村寛                             | 秋月彩 小川エリ 清水勝祐 坂本あかね                                            | 川上哲也            | 5月5日              |                     |                     |                     |                     |                     |                     |                     |                     |                     |                     |                     |                     |                     |                     |                     |                     |                     |
| 第十七話                       | 伝承の者共                                | 赤星政尚            | 田中智也            | 田中智也                           | 斉藤千恵 丸山大勝 古住千秋 小松真梨子                                          | 戸谷賢都            | 5月12日             |                     |                     |                     |                     |                     |                     |                     |                     |                     |                     |                     |                     |                     |                     |                     |                     |                     |
| 第十八話                       | その光は誰が為に                          | 安永豊              | 佐々木守            | 孫希承                             | 古住千秋 小林理 錦見楽 秋月彩                                                  | 川上哲也            | 5月19日             |                     |                     |                     |                     |                     |                     |                     |                     |                     |                     |                     |                     |                     |                     |                     |                     |                     |
| 第十九話                       | メリオダスVS〈十戒〉                      | 木戸雄一郎          | 柳隆太              | 丸山裕介 田中智也                  | 戸谷賢都 小川エリ 秋月彩 坂本あかね 小松真梨子 古住千秋                        | 戸谷賢都            | 5月26日             |                     |                     |                     |                     |                     |                     |                     |                     |                     |                     |                     |                     |                     |                     |                     |                     |                     |
| 第二十話                       | 希望を求めて                              | 吉岡たかを          | 西澤晋              | 吉田南                             | 清水勝祐 津熊健徳 小林理 古住千秋 秋月彩                                       | 川上哲也            | 5月26日             |                     |                     |                     |                     |                     |                     |                     |                     |                     |                     |                     |                     |                     |                     |                     |                     |                     |
| 第二十一話                     | たしかな ぬくもり                         | 赤星政尚            | 木村寛              | 木村寛                             | 斉藤千恵 丸山大勝                                                              | 戸谷賢都            | 6月9日              |                     |                     |                     |                     |                     |                     |                     |                     |                     |                     |                     |                     |                     |                     |                     |                     |                     |
| 第二十二話                     | 〈罪〉の帰還                              | 安永豊              | 高橋敦史            | 柴田裕介                           | 川上哲也 錦見楽 秋月彩 小川エリ 室山祥子 小松真梨子 小林理 清水勝祐            | 川上哲也            | 6月16日             |                     |                     |                     |                     |                     |                     |                     |                     |                     |                     |                     |                     |                     |                     |                     |                     |                     |
| 第二十三話                     | 英雄、立つ!                               | 木戸雄一郎          | 初見浩一            | 篠原正寛                           | 戸谷賢都 古住千秋 斉藤千恵 坂本あかね 秋月彩 小松真梨子 小林理 津熊健徳        | 戸谷賢都            | 6月23日             |                     |                     |                     |                     |                     |                     |                     |                     |                     |                     |                     |                     |                     |                     |                     |                     |                     |
| 第二十四話                     | 君がいるだけで                            | 吉岡たかを          | 古田丈司            | 田中智也 池田愛彩                  | 戸谷賢都 川上哲也 丸山大勝 錦見楽 斉藤千恵 小松真梨子 秋月彩 古住千秋 清水勝祐 | 川上哲也            | 6月30日             |                     |                     |                     |                     |                     |                     |                     |                     |                     |                     |                     |                     |                     |                     |                     |                     |                     |
| 第3期『七つの大罪 神々の逆鱗』 |                                           |                     |                     |                                    |                                                                                |                     |                     |                     |                     |                     |                     |                     |                     |                     |                     |                     |                     |                     |                     |                     |                     |                     |                     |                     |
| 第一話                         | 闇を払う光                                | 池田臨太郎          | ボフ白旗            | ボフ白旗 藤代和也                  | あおきまほ                                                                     | 西野理惠 小林利充   | 2019年 10月9日      |                     |                     |                     |                     |                     |                     |                     |                     |                     |                     |                     |                     |                     |                     |                     |                     |                     |
| 第二話                         | 聖戦の記憶                                | 池田臨太郎          | 西澤晋              | 秦義人                             | あきほまほ 飯飼一幸 武志鵬                                                     | 小林利充            | 10月16日            |                     |                     |                     |                     |                     |                     |                     |                     |                     |                     |                     |                     |                     |                     |                     |                     |                     |
| 第三話                         | 光あれ                                    | 上原莉恵            | 西澤晋              | 藤代和也                           | 櫻井拓郎 都竹隆治 はっとりますみ                                               | 津幡佳明            | 10月23日            |                     |                     |                     |                     |                     |                     |                     |                     |                     |                     |                     |                     |                     |                     |                     |                     |                     |
| 第四話                         | 〈十戒〉vs.〈四大天使〉                   | 大草芳樹            | ユキヒロマツシタ    | 吉田俊司                           | 飯飼一幸 中澤勇一 中井恵巳 武志鵬                                              | 小林利充            | 10月30日            |                     |                     |                     |                     |                     |                     |                     |                     |                     |                     |                     |                     |                     |                     |                     |                     |                     |
| 第五話                         | 感情メイルシュトローム                    | 宮尾百合香          | 殿勝秀樹            | まつもとよしひさ 金承徳            | 王敏 周誌傑 陳亮 李智悟 伊勢神紀 Jumondou Seoul                                | 西野理惠            | 11月6日             |                     |                     |                     |                     |                     |                     |                     |                     |                     |                     |                     |                     |                     |                     |                     |                     |                     |
| 第六話                         | それをボクらは愛と呼ぶ                    | 池田臨太郎          | ボフ白旗            | 飯村正之                           | 飯飼一幸 武志鵬 都竹隆治                                                       | 小林利充            | 11月13日            |                     |                     |                     |                     |                     |                     |                     |                     |                     |                     |                     |                     |                     |                     |                     |                     |                     |
| 第七話                         | いざ 大罪集結へ!!                         | 大草芳樹            | ユキヒロマツシタ    | 秦義人                             | 櫻井拓郎 中澤勇一                                                              | 西野理惠            | 11月20日            |                     |                     |                     |                     |                     |                     |                     |                     |                     |                     |                     |                     |                     |                     |                     |                     |                     |
| 第八話                         | 人形は愛を乞う                            | 宮尾百合香          | ワタナベシンイチ    | 吉田俊司                           | 森悦史 あきほまほ 飯飼一幸                                                     | 小林利充            | 11月27日            |                     |                     |                     |                     |                     |                     |                     |                     |                     |                     |                     |                     |                     |                     |                     |                     |                     |
| 第九話                         | 呪われし恋人たち                          | 上原莉恵            | ボフ白旗            | 粟井重紀                           | 王敏 周誌傑 陳亮 李智悟 伊勢神紀 Jumondou Seoul                                | 西野理惠            | 12月4日             |                     |                     |                     |                     |                     |                     |                     |                     |                     |                     |                     |                     |                     |                     |                     |                     |                     |
| 第十話                         | それが僕らの生きる道                      | 池田臨太郎          | ワタナベシンイチ    | 大槻一恵                           | 武志鵬                                                                         | 小林利充 西野理惠   | 12月11日            |                     |                     |                     |                     |                     |                     |                     |                     |                     |                     |                     |                     |                     |                     |                     |                     |                     |
| 第十一話                       | 怨念たちは眠らない                        | 池田臨太郎          | 殿勝秀樹            | 飯村正之                           | 都竹隆治 清水由紀子 八田典子 山田雄一郎 櫻井拓郎 宇都木勇                      | 西野理惠            | 12月18日            |                     |                     |                     |                     |                     |                     |                     |                     |                     |                     |                     |                     |                     |                     |                     |                     |                     |
| 第十二話                       | 愛は乙女の力                              | 大草芳樹            | 添野恵              | 藤代和也                           | 中井恵巳 飯飼一幸 中澤勇一 森悦史 石橋友紀恵 宇都木勇                          | 小林利充 西野理惠   | 12月25日            |                     |                     |                     |                     |                     |                     |                     |                     |                     |                     |                     |                     |                     |                     |                     |                     |                     |
| 第十三話                       | 最強 vs. 最凶                             | 大草芳樹            | 田頭真理恵          | 矢口円                             | あきほまほ 伊丹百恵                                                            | 西野理惠            | 2020年 1月8日       |                     |                     |                     |                     |                     |                     |                     |                     |                     |                     |                     |                     |                     |                     |                     |                     |                     |
| 第十四話                       | 新たなる脅威                              | 宮尾百合香          | 石倉賢一            | 長尾聡浩                           | 武志鵬                                                                         | 西野理惠            | 1月15日             |                     |                     |                     |                     |                     |                     |                     |                     |                     |                     |                     |                     |                     |                     |                     |                     |                     |
| 第十五話                       | 団長へ                                    | 池田臨太郎          | ワタナベシンイチ    | 西村大樹                           | Jumondou Seoul                                                                 | 西野理惠            | 1月22日             |                     |                     |                     |                     |                     |                     |                     |                     |                     |                     |                     |                     |                     |                     |                     |                     |                     |
| 第十六話                       | 〈七つの大罪〉終結                        | 上原莉恵            | 大宙征基            | 前園文夫                           | 南伸一郎                                                                       | 小林利充            | 1月29日             |                     |                     |                     |                     |                     |                     |                     |                     |                     |                     |                     |                     |                     |                     |                     |                     |                     |
| 第十七話                       | ボクたちの選択                            | 池田臨太郎          | 大宙征基            | 吉田俊司                           | 陳達理                                                                         | 西野理惠            | 2月5日              |                     |                     |                     |                     |                     |                     |                     |                     |                     |                     |                     |                     |                     |                     |                     |                     |                     |
| 第十八話                       | 聖者の行進                                | 池田臨太郎          | 藤代和也            | 藤代和也                           | 宇都木勇 櫻井拓郎 飯飼一幸 王敏                                                | 小林利充            | 2月12日             |                     |                     |                     |                     |                     |                     |                     |                     |                     |                     |                     |                     |                     |                     |                     |                     |                     |
| 第十九話                       | 聖戦協定                                  | 宮尾百合香          | あおきまほ          | 長尾聡浩                           | 西田美弥子 あおきまほ 石橋友紀恵 森悦史 BSP                                    | 西野理惠            | 2月19日             |                     |                     |                     |                     |                     |                     |                     |                     |                     |                     |                     |                     |                     |                     |                     |                     |                     |
| 第二十話                       | 希望の子                                  | 宮尾百合香          | ワタナベシンイチ    | 秦義人                             | 武志鵬 都竹隆治                                                                | 西野理惠            | 2月26日             |                     |                     |                     |                     |                     |                     |                     |                     |                     |                     |                     |                     |                     |                     |                     |                     |                     |
| 第二十一話                     | 聖戦の幕開け                              | 大草芳樹            | 殿勝秀樹            | 前園文夫                           | 南伸一郎 都竹隆治                                                              | 小林利充            | 3月4日              |                     |                     |                     |                     |                     |                     |                     |                     |                     |                     |                     |                     |                     |                     |                     |                     |                     |
| 第二十二話                     | 戦禍のブリタニア                          | 池田臨太郎          | ボフ白旗            | 飯村正之                           | 飯飼一幸 八田典子 山田雄一郎 清水由紀子 BSP                                    | 西野理惠            | 3月11日             |                     |                     |                     |                     |                     |                     |                     |                     |                     |                     |                     |                     |                     |                     |                     |                     |                     |
| 第二十三話                     | 闇に歪む者                                | 池田臨太郎          | 影山楙倫            | 西村大樹                           | 寿門堂                                                                         | 小林利充            | 3月18日             |                     |                     |                     |                     |                     |                     |                     |                     |                     |                     |                     |                     |                     |                     |                     |                     |                     |
| 第二十四話                     | 暴走する愛                                | 池田臨太郎          | 大宙征基            | 吉田俊司 殿勝秀樹 ワタナベシンイチ | 西野理惠 あおきまほ 武志鵬                                                     | 西野理惠            | 3月25日             |                     |                     |                     |                     |                     |                     |                     |                     |                     |                     |                     |                     |                     |                     |                     |                     |                     |
| 第4期『七つの大罪 憤怒の審判』 |                                           |                     |                     |                                    |                                                                                |                     |                     |                     |                     |                     |                     |                     |                     |                     |                     |                     |                     |                     |                     |                     |                     |                     |                     |                     |
| 第一話                         | 煉獄より                                  | 池田臨太郎          | 西本由紀夫          | 西本由紀夫                         | あおきまほ 都竹隆治                                                            | 小林利充            | 2021年 1月13日      |                     |                     |                     |                     |                     |                     |                     |                     |                     |                     |                     |                     |                     |                     |                     |                     |                     |
| 第二話                         | 未知との遭遇                              | 池田臨太郎          | 西野理惠            | 真野玲                             | 華房泰堂                                                                       | 谷澤泰史            | 1月20日             |                     |                     |                     |                     |                     |                     |                     |                     |                     |                     |                     |                     |                     |                     |                     |                     |                     |
| 第三話                         | 一途なる想い                              | 池田臨太郎          | 西澤晋              | 殿勝秀樹                           | 武志鵬 森悦史 飯飼一幸                                                         | 西田美弥子          | 1月27日             |                     |                     |                     |                     |                     |                     |                     |                     |                     |                     |                     |                     |                     |                     |                     |                     |                     |
| 第四話                         | 聖戦の犠牲者                              | 池田臨太郎          | 影山楙倫            | 門田英彦                           | 南伸一郎 Kwon yong sang                                                        | 小野ひろみ 谷澤泰史 | 2月3日              |                     |                     |                     |                     |                     |                     |                     |                     |                     |                     |                     |                     |                     |                     |                     |                     |                     |
| 第五話                         | 悲しき一撃                                | 池田臨太郎          | あおきまほ          | 鈴木芳成 秦義人                    | 青野厚司 田中宏紀 宇都木勇 あおきまほ                                          | 小林利充            | 2月10日             |                     |                     |                     |                     |                     |                     |                     |                     |                     |                     |                     |                     |                     |                     |                     |                     |                     |
| 第六話                         | 絶望に立ち向かえ                          | 大草芳樹            | 殿勝秀樹            | 真野玲                             | 華房泰堂                                                                       | 小野ひろみ          | 2月17日             |                     |                     |                     |                     |                     |                     |                     |                     |                     |                     |                     |                     |                     |                     |                     |                     |                     |
| 第七話                         | 希望と葛藤と絶望                          | 宮尾百合香          | 陳達理              | 陳達理                             | 飯飼一幸 森悦史 片岡恵美子 宇都木勇                                            | 小林利充 西田美弥子 | 2月24日             |                     |                     |                     |                     |                     |                     |                     |                     |                     |                     |                     |                     |                     |                     |                     |                     |                     |
| 第八話                         | 希望への扉                                | 池田臨太郎          | ボフ白旗            | 門田英彦                           | 南伸一郎 Kwon yong sang                                                        | 谷澤泰史            | 3月3日              |                     |                     |                     |                     |                     |                     |                     |                     |                     |                     |                     |                     |                     |                     |                     |                     |                     |
| 第九話                         | 集結するものたち                          | 大草芳樹            | 西本由紀夫          | 西本由紀夫                         | 武志鵬 瀬尾康弘                                                                | 小林利充 西田美弥子 | 3月10日             |                     |                     |                     |                     |                     |                     |                     |                     |                     |                     |                     |                     |                     |                     |                     |                     |                     |
| 第十話                         | 太陽の救済                                | 大草芳樹            | 大畑晃一            | 藤代和也                           | 都竹隆治 森悦史 森本浩文 山田雄一郎 西田美弥子                                 | 小林利充            | 3月17日             |                     |                     |                     |                     |                     |                     |                     |                     |                     |                     |                     |                     |                     |                     |                     |                     |                     |
| 第十一話                       | 神と対峙する人                            | 宮尾百合香          | 影山楙倫            | 長尾聡浩                           | 飯飼一幸 都竹隆治                                                              | -                   | 3月24日             |                     |                     |                     |                     |                     |                     |                     |                     |                     |                     |                     |                     |                     |                     |                     |                     |                     |
| 第十二話                       | みんながキミの力になる                    | 宮尾百合香          | 大宙征基            | 沼山茉由                           | 山村俊了 服部益実 華房泰堂 長坂綾子 武口憲司 福島豊明                          | 小野ひろみ          | 3月31日             |                     |                     |                     |                     |                     |                     |                     |                     |                     |                     |                     |                     |                     |                     |                     |                     |                     |
| 第十三話                       | 永き旅の終着                              | 大草芳樹            | あおきまほ          | 秦義人                             | あおきまほ 森本浩文 たかはしなぎさ                                             | 小林利充            | 4月7日              |                     |                     |                     |                     |                     |                     |                     |                     |                     |                     |                     |                     |                     |                     |                     |                     |                     |
| 第十四話                       | さよなら〈七つの大罪〉                    | 宮尾百合香          | ボフ白旗            | 門田英彦                           | 武口憲司 Kwon yong sang                                                        | 谷澤泰史            | 4月14日             |                     |                     |                     |                     |                     |                     |                     |                     |                     |                     |                     |                     |                     |                     |                     |                     |                     |
| 第十五話                       | 宿命の兄弟                                | 池田臨太郎          | 陳達理              | 陳達理                             | 森本浩文 武志鵬 池上理恵 福江光恵 久利弘 寺谷瑠宇公 阿久沢晃久 高橋真帆        | 西田美弥子          | 4月21日             |                     |                     |                     |                     |                     |                     |                     |                     |                     |                     |                     |                     |                     |                     |                     |                     |                     |
| 第十六話                       | 最終戦争                                  | 池田臨太郎          | 殿勝秀樹            | 殿勝秀樹                           | 飯飼一幸 森悦史 藤木泰史 片岡恵美子 于慧海 陳潔琼 胡威 王敏                    | 武志鵬              | 4月28日             |                     |                     |                     |                     |                     |                     |                     |                     |                     |                     |                     |                     |                     |                     |                     |                     |                     |
| 第十七話                       | キミの名を呼ぶ声                          | 池田臨太郎          | ユキヒロマツシタ    | 佐々木純人                         | 田中秀治                                                                       | -                   | 5月5日              |                     |                     |                     |                     |                     |                     |                     |                     |                     |                     |                     |                     |                     |                     |                     |                     |                     |
| 第十八話                       | 王は孤独に歌う                            | 宮尾百合香          | 西本由紀夫          | 真野玲                             | 森本浩文 都竹隆治 XIEMEI 赵青云                                                | 小林利充            | 5月12日             |                     |                     |                     |                     |                     |                     |                     |                     |                     |                     |                     |                     |                     |                     |                     |                     |                     |
| 第十九話                       | あがき                                    | 大草芳樹            | 大宙征基            | 高田昌宏                           | 山村俊了                                                                       | 小野ひろみ          | 5月19日             |                     |                     |                     |                     |                     |                     |                     |                     |                     |                     |                     |                     |                     |                     |                     |                     |                     |
| 第二十話                       | 倶に天を戴かず                            | 池田臨太郎          | 殿勝秀樹            | 殿勝秀樹                           | 増田敏彦 森本浩文 福江光恵 飯飼一幸                                            | 西田美弥子          | 5月26日             |                     |                     |                     |                     |                     |                     |                     |                     |                     |                     |                     |                     |                     |                     |                     |                     |                     |
| 第二十一話                     | 魔女が求め続けたもの                      | 池田臨太郎          | 大畑晃一            | 門田英彦                           | 武口憲司 Kwon yong sang                                                        | 谷澤泰史            | 6月2日              |                     |                     |                     |                     |                     |                     |                     |                     |                     |                     |                     |                     |                     |                     |                     |                     |                     |
| 第二十二話                     | 混沌の一端                                | 宮尾百合香          | ボブ白旗            | 秦義人                             | 都竹隆治 森本浩文 藤木泰史 曹建华 陳潔瓊 胡威 林雪春                           | 武志鵬              | 6月9日              |                     |                     |                     |                     |                     |                     |                     |                     |                     |                     |                     |                     |                     |                     |                     |                     |                     |
| 第二十三話                     | 永遠の王国                                | 大草芳樹            | 殿勝秀樹            | 前園文夫                           | 飯飼一幸                                                                       | 小野ひろみ          | 6月16日             |                     |                     |                     |                     |                     |                     |                     |                     |                     |                     |                     |                     |                     |                     |                     |                     |                     |
| 第二十四話                     | 継がれゆくもの                            | 池田臨太郎          | ユキヒロマツシタ    | 若林漢二                           | あおきまほ 西田美弥子                                                          | 小林利充            | 6月23日             |                     |                     |                     |                     |                     |                     |                     |                     |                     |                     |                     |                     |                     |                     |                     |                     |                     |

| サブタイトル | 脚本     | 絵コンテ          | 演出           | 作画監督                     | 総作画監督 | 発売日          |
| --- | -------- | ----------------- | -------------- | ---------------------------- | ---------- | --------------- |
| 外伝 バンデット・バン | 菅正太郎 | ところともかず    | ところともかず | 古住千秋 伊藤公規            | 戸谷賢都   | 2015年 6月17日  |
| 英雄たちの戯れ 〜番外編集〜 - 「無駄なものなんて何一つ」 - 「教えて、団長!」 - 「残飯処理騎士団 団長の事件簿」 - 「ディアンヌとバン」 - 「泣くな、友よ」 - 「ギルサンダーの真実」 - 「結果良ければ全て良し」 - 「嘘と誠」 - 「相棒」 | 菅正太郎 | 今泉賢一 岡村天斎 | 小野田貴之     | 前田学史 岡部弘子 小野田貴之 | -          | 8月12日         |
| 英雄たちは燥ぐ - 「戦え!!残飯処理機師団長」 - 「ハダカのココロ」 - 「ハーレクインとヘルブラム」 - 「大罪Vacation」 | -        | 田中智也 池田愛彩 | 池田愛彩       | 川上哲也 戸谷賢都 斉藤千恵   | -          | 2018年 11月16日 |

### 放送局
| 放送期間                      | 放送時間           | 放送局                                         | 対象地域 | 備考                         |
| ----------------------------- | ------------------ | ---------------------------------------------- | -------- | ---------------------------- |
| 2014年10月5日 - 2015年3月29日 | 日曜 17:00 - 17:30 | 毎日放送（製作局）をはじめとする TBS系列全28局 | 日本国内 | 字幕放送 / 連動データ放送    |
| 2015年2月12日 - 7月30日       | 木曜 19:00 - 19:30 | アニマックス                                   | 日本全域 | BS/CS放送 / リピート放送あり |

| 放送期間                | 放送時間           | 放送局                                         | 対象地域 | 備考                      |
| ----------------------- | ------------------ | ---------------------------------------------- | -------- | ------------------------- |
| 2016年8月28日 - 9月18日 | 日曜 17:00 - 17:30 | 毎日放送（製作局）をはじめとする TBS系列全28局 | 日本国内 | 字幕放送 / 連動データ放送 |

| 放送日         | 放送時間           | 放送局                                         | 対象地域 | 備考                                  |
| -------------- | ------------------ | ---------------------------------------------- | -------- | ------------------------------------- |
| 2017年12月23日 | 土曜 6:30 - 7:00   | 毎日放送（製作局）をはじめとする TBS系列全28局 | 日本国内 | 字幕放送 / 『アニメサタデー630』第1部 |
| 2017年12月24日 | 日曜 10:30 - 11:00 | TOKYO MX                                       | 東京都   |                                       |

| 放送期間                | 放送時間           | 放送局                                         | 対象地域 | 備考                                        |
| ----------------------- | ------------------ | ---------------------------------------------- | -------- | ------------------------------------------- |
| 2018年1月6日 - 6月30日  | 土曜 6:30 - 7:00   | 毎日放送（製作局）をはじめとする TBS系列全28局 | 日本国内 | 連動データ放送 / 『アニメサタデー630』第1部 |
| 2018年2月18日 - 7月29日 | 日曜 19:30 - 20:00 | アニマックス                                   | 日本全域 | BS/CS放送 / リピート放送あり                |
| 全局で字幕放送を実施。  |                    |                                                |          |                                             |

| 放送期間                                                                 | 放送時間                     | 放送局              | 対象地域・備考                                             |
| ------------------------------------------------------------------------ | ---------------------------- | ------------------- | ---------------------------------------------------------- |
| 2019年10月9日 - 2020年3月25日                                            | 水曜 17:55 - 18:25           | テレビ東京系列全6局 | 北海道・関東広域圏・愛知県・大阪府・岡山県・香川県・福岡県 |
| 2019年10月10日 - 2020年3月26日                                           | 木曜 0:59 - 1:29（水曜深夜） | BSテレ東            | BS/BS4K放送                                                |
| 2020年1月8日 - 6月17日                                                   | 水曜 23:30 - 木曜 0:00       | AT-X                | CS放送 / リピート放送あり                                  |
| 2020年2月22日 - 8月1日                                                   | 土曜 2:29 - 2:59（金曜深夜） | 熊本放送            | 熊本県                                                     |
| 2020年3月16日 - 3月31日                                                  | 月曜 - 金曜 21:00 - 22:00    | アニマックス        | BS/CS放送 / 2話連続放送 / リピート放送あり                 |
| テレビ東京系列（BSテレ東・AT-Xを含む）・アニマックスでは字幕放送を実施。 |                              |                     |                                                            |

| 放送期間 | 放送時間                     | 放送局              | 対象地域・備考                                             |
| --- | ---------------------------- | ------------------- | ---------------------------------------------------------- |
| 2021年1月13日 - 6月23日                                                                                         | 水曜 17:55 - 18:25           | テレビ東京系列全6局 | 北海道・関東広域圏・愛知県・大阪府・岡山県・香川県・福岡県 |
| 2021年1月14日 - 6月24日                                                                                         | 木曜 0:30 - 1:00（水曜深夜） | BSテレ東            | BS/BS4K放送                                                |
| 2021年1月17日 - 6月27日                                                                                         | 日曜 23:30 - 月曜 0:00       | AT-X                | CS放送 / リピート放送あり                                  |
| 2021年2月15日 - 8月2日                                                                                          | 月曜 19:00 - 19:30           | アニマックス        | BS/CS放送 / リピート放送あり                               |
| AT-Xを除く全局で字幕放送を実施。 テレビ東京系列（BSテレ東・AT-Xを含む）では本放送の前週に事前特番が放送された。 |                              |                     |                                                            |

| 配信開始日     | 配信時間                     | 配信サイト         |
| -------------- | ---------------------------- | ------------------ |
| 2014年10月12日 | 日曜 0:00（土曜深夜） 更新   | GYAO!              |
|                | 日曜 0:00 - 0:30（土曜深夜） | ニコニコ生放送     |
|                | 日曜 0:30（土曜深夜） 更新   | ニコニコチャンネル |
| 2014年10月13日 | 月曜 12:00 更新              | バンダイチャンネル |

| 配信開始日    | 配信時間                   | 配信サイト                                                        |
| ------------- | -------------------------- | ----------------------------------------------------------------- |
| 2016年8月28日 | 日曜 17:30 更新            | TVer GYAO! ニコニコチャンネル バンダイチャンネル ビデオマーケット |
|               | 日曜 21:00 - 21:30         | ニコニコ生放送                                                    |
| 2016年8月29日 | 月曜 12:00 更新            | dTV dアニメストア U-NEXT アニメ放題 ゲオチャンネル                |
| 2016年8月30日 | 火曜 0:00（月曜深夜） 更新 | PlayStation Video                                                 |
| 2016年9月2日  | 金曜 0:00（木曜深夜） 更新 | Netflix                                                           |

| 配信開始日    | 配信時間           | 配信サイト                                                                                                  |
| ------------- | ------------------ | --- |
| 2018年1月6日  | 土曜 7:00 更新     | TVer MBS動画イズム                                                                                          |
| 2018年1月13日 | 土曜 12:00 - 12:30 | ニコニコ生放送                                                                                              |
|               | 土曜 12:00 更新    | GYAO! dアニメストア dTV Netflix バンダイチャンネル Amazonビデオ U-NEXT ひかりTV アニメ放題 ビデオマーケット |
|               | 土曜 23:00 更新    | ニコニコチャンネル                                                                                          |
| 2018年4月14日 | 土曜 更新          | Paravi |

| 配信開始日     | 配信時間               | 配信サイト |
| -------------- | ---------------------- | --- |
| 2019年10月9日  | 水曜 22:00 更新        | dTV dアニメストア TSUTAYA TV Rakuten TV HAPPY!動画 ムービーフルplus ニコニコチャンネル                                |
| 2019年10月14日 | 月曜 22:00 更新        | あにてれ Paravi Netflix バンダイチャンネル Hulu ビデオパス J:COMオンデマンド メガパック ひかりTV GYAO! AbemaTV U-NEXT |
|                | 月曜 23:30 - 火曜 0:00 | ニコニコ生放送 |

| 配信開始日                                 | 配信時間           | 配信サイト                                                                             |
| ------------------------------------------ | ------------------ | -------------------------------------------------------------------------------------- |
| 2021年1月13日                              | 水曜 18:35 更新    | Netflix Rakuten TV ニコニコチャンネル クランクイン！ビデオ HAPPY!動画 ムービーフルplus |
| 2021年1月20日                              |                    | dTV                                                                                    |
|                                            | 水曜 19:00 更新    | バンダイチャンネル                                                                     |
| 2021年1月23日                              | 土曜 18:35 更新    | あにてれ Paravi ひかりTV GYAO!                                                         |
|                                            | 土曜 19:00 更新    | Hulu TELASA J:COMオンデマンド メガパック auスマートパスプレミアム                      |
|                                            | 土曜 22:00 - 22:30 | ニコニコ生放送                                                                         |
| 一部サービスでは配信前週に事前特番を配信。 |                    |                                                                                        |

| 毎日放送製作・TBS系列 日曜 17:00 - 17:30                                  | 毎日放送製作・TBS系列 日曜 17:00 - 17:30        | 毎日放送製作・TBS系列 日曜 17:00 - 17:30               |
| 前番組                                                                    | 番組名                                          | 次番組                                                 |
| ------------------------------------------------------------------------- | ----------------------------------------------- | ------------------------------------------------------ |
| ハイキュー!!                                                              | 七つの大罪                                      | アルスラーン戦記                                       |
| アルスラーン戦記 風塵乱舞                                                 | 七つの大罪 聖戦の予兆                           | 機動戦士ガンダム 鉄血のオルフェンズ（第2期）           |
| 毎日放送製作・TBS系列 土曜 6:30 - 7:00 （『アニメサタデー630』〈第1部〉） |                                                 |                                                        |
| 100%パスカル先生&プリプリちぃちゃん!!                                     | 七つの大罪 戒めの復活                           | ゾイドワイルド                                         |
| テレビ東京系列 水曜 17:55 - 18:25                                         |                                                 |                                                        |
| トロールズ: シング・ダンス・ハグ！                                        | 七つの大罪 神々の逆鱗                           | あひるの空                                             |
| よりぬき銀魂さん ポロリ篇（再放送）                                       | 七つの大罪 憤怒の審判 - ※ここまでテレビアニメ枠 | ガル学。〜ガールズガーデン〜 - ※ここからテレビドラマ枠 |

### BD / DVD
| 巻 | 発売日        | 収録話          | 規格品番      | 規格品番      | 規格品番   |
| 巻 | 発売日        | 収録話          | BD限定版      | DVD限定版     | DVD通常版  |
| -- | ------------- | --------------- | ------------- | ------------- | ---------- |
| 1  | 2015年1月28日 | 第1話 ｰ 第3話   | ANZX-11671/2  | ANZB-11671/2  | ANSB-11671 |
| 2  | 2015年2月25日 | 第4話 ｰ 第6話   | ANZX-11673/4  | ANZB-11673/4  | ANSB-11673 |
| 3  | 2015年3月25日 | 第7話 ｰ 第9話   | ANZX-11675/6  | ANZB-11675/6  | ANSB-11675 |
| 4  | 2015年4月22日 | 第10話 ｰ 第12話 | ANZX-11677/8  | ANZB-11677/8  | ANSB-11677 |
| 5  | 2015年5月27日 | 第13話 ｰ 第15話 | ANZX-11679/80 | ANZB-11679/80 | ANSB-11679 |
| 6  | 2015年6月24日 | 第16話 ｰ 第18話 | ANZX-11681/2  | ANZB-11681/2  | ANSB-11681 |
| 7  | 2015年7月22日 | 第19話 ｰ 第20話 | ANZX-11683/4  | ANZB-11683/4  | ANSB-11683 |
| 8  | 2015年8月26日 | 第21話 ｰ 第22話 | ANZX-11685/6  | ANZB-11685/6  | ANSB-11685 |
| 9  | 2015年9月23日 | 第23話 ｰ 第24話 | ANZX-11687/8  | ANZB-11687/8  | ANSB-11687 |

| 巻 | 発売日        | 収録話        | 規格品番     | 規格品番     | 規格品番   |
| 巻 | 発売日        | 収録話        | BD限定版     | DVD限定版    | DVD通常版  |
| -- | ------------- | ------------- | ------------ | ------------ | ---------- |
| 上 | 2017年1月11日 | 第1話 ｰ 第2話 | ANZX-12261/2 | ANZB-12261/2 | ANSB-12261 |
| 下 | 2017年2月8日  | 第3話 ｰ 第4話 | ANZX-12263/4 | ANZB-12263/4 | ANSB-12263 |

| 巻 | 発売日         | 収録話          | 規格品番      | 規格品番      | 規格品番   |
| 巻 | 発売日         | 収録話          | BD限定版      | DVD限定版     | DVD通常版  |
| -- | -------------- | --------------- | ------------- | ------------- | ---------- |
| 1  | 2018年4月25日  | 第1話 ｰ 第3話   | ANZX-13871/2  | ANZB-13871/2  | ANSB-13871 |
| 2  | 2018年5月30日  | 第4話 ｰ 第6話   | ANZX-13873/4  | ANZB-13873/4  | ANSB-13873 |
| 3  | 2018年6月27日  | 第7話 ｰ 第9話   | ANZX-13875/6  | ANZB-13875/6  | ANSB-13875 |
| 4  | 2018年7月25日  | 第10話 ｰ 第12話 | ANZX-13877/8  | ANZB-13877/8  | ANSB-13877 |
| 5  | 2018年8月29日  | 第13話 ｰ 第15話 | ANZX-13879/80 | ANZB-13879/80 | ANSB-13879 |
| 6  | 2018年9月26日  | 第16話 ｰ 第18話 | ANZX-13881/2  | ANZB-13881/2  | ANSB-13881 |
| 7  | 2018年10月24日 | 第19話 ｰ 第20話 | ANZX-13883/4  | ANZB-13883/4  | ANSB-13883 |
| 8  | 2018年11月28日 | 第21話 ｰ 第22話 | ANZX-13885/6  | ANZB-13885/6  | ANSB-13885 |
| 9  | 2018年12月26日 | 第23話 ｰ 第24話 | ANZX-13887/8  | ANZB-13887/8  | ANSB-13887 |

| 巻   | 発売日        | 収録話          | 規格品番   | 規格品番   |
| 巻   | 発売日        | 収録話          | BD BOX     | DVD BOX    |
| ---- | ------------- | --------------- | ---------- | ---------- |
| BOX1 | 2020年2月12日 | 第1話 - 第12話  | VPXY-75159 | VPBY-15864 |
| BOX2 | 2020年9月25日 | 第13話 - 第24話 | VPXY-75160 | VPBY-15865 |

| 巻   | 発売日         | 収録話          | 規格品番   | 規格品番   |
| 巻   | 発売日         | 収録話          | BD BOX     | DVD BOX    |
| ---- | -------------- | --------------- | ---------- | ---------- |
| BOX1 | 2021年9月15日  | 第1話 - 第12話  | VPXY-75163 | VPBY-15755 |
| BOX2 | 2021年11月17日 | 第13話 - 第24話 | VPXY-75164 | VPBY-15756 |

### Webラジオ
ラジオ 七つの大罪 〈豚の帽子〉亭 ホークトーク
2014年10月1日から2015年9月30日まで響 - HiBiKi Radio Station -にて配信されていたWEBラジオ番組。毎週水曜日更新。本配信前週の9月24日に第0回がプレ配信された。パーソナリティは久野美咲（ホーク 役）。当初は第42回にて終了予定だったが、好評につき2016年9月末までの継続が決定。それに伴い隔週水曜日の更新となる。
2016年3月27日に発表された第2回アニラジアワードにて「BEST COMFORT RADIO 癒しラジオ賞（一般枠）」を受賞した。
コーナー
メール一丁、入ります
アニメ、ラジオの感想・質問など、普通のお便りを紹介するコーナー。
豚の帽子亭相談窓口
リスナーからのお悩み相談コーナー。
ゲスト
- #00・01・14・27・28：梶裕貴（メリオダス 役）
- #02・04・05：雨宮天（エリザベス 役）
- #03・08・09・29・30・43：悠木碧（ディアンヌ 役）
- #06・07・22・33・34：鈴木達央（バン 役）
- #10・11：小岩井ことり（エレイン 役）
- #12・13・37：福山潤（キング / ハーレクイン 役）
- #15・16：木村良平（ハウザー 役）
- #17・18：金元寿子（ベロニカ 役）
- #19・35・36・43：髙木裕平（ゴウセル 役）
- #20・21：井上麻里奈（ジェリコ 役）
- #23：瀧川ありさ（アニメ第2クールED主題歌担当）
- #24・25・40・41：内田夕夜（ヘンドリクセン 役）
- #26・44・45：小西克幸（ドレファス 役）
- #31・32：置鮎龍太郎（ヘルブラム人間ver. 役）
- #38・39：國立幸（アーサー 役）
- #42・47：西凜太朗（バルトラ、オスロー、ナレーション 役〈兼役〉）
- #46：宮野真守（ギルサンダー 役）

ラジオCD
| ラジオCD「七つの大罪 〈豚の帽子〉亭 ホークトーク」 | ラジオCD「七つの大罪 〈豚の帽子〉亭 ホークトーク」 | ラジオCD「七つの大罪 〈豚の帽子〉亭 ホークトーク」 | ラジオCD「七つの大罪 〈豚の帽子〉亭 ホークトーク」 | ラジオCD「七つの大罪 〈豚の帽子〉亭 ホークトーク」 |
| 巻                                                 | 発売日                                             | 新規録り下ろし特別版ゲスト                         | 過去配信回                                         | 規格品番                                           |
| -------------------------------------------------- | -------------------------------------------------- | -------------------------------------------------- | -------------------------------------------------- | -------------------------------------------------- |
| 1                                                  | 2015年2月25日                                      | 梶裕貴                                             | 第0回 - 第8回                                      | HBKM-45                                            |
| 2                                                  | 2015年4月29日                                      | 鈴木達央                                           | 第9回 - 第19回                                     | HBKM-46                                            |
| 3                                                  | 2015年7月29日                                      | 福山潤                                             | 第20回 - 第30回                                    | HBKM-48                                            |
| 4                                                  | 2015年10月28日                                     | 悠木碧、髙木裕平                                   | 第31回 - 第42回                                    | HBKM-69                                            |
| 5                                                  | 2016年1月27日                                      | -                                                  | 第43回 - 第47回                                    | HBKM-70                                            |
ラジオ七つの大罪〈豚の帽子〉亭ホークトーク 特別配信
- 2015年12月30日 HiBiKi Radio Stationにて配信。パーソナリティは久野美咲（ホーク 役）と梶裕貴（メリオダス 役）の2人。ラジオCD「七つの大罪〈豚の帽子〉亭ホークトーク」第5巻の内容を一部配信する。
- 2016年9月14日 HiBiKi Radio Stationにて配信（48回目扱い）。パーソナリティは久野美咲（ホーク 役）と髙木裕平（ゴウセル 役）と瀧川ありさ（「七つの大罪 聖戦の予兆」ED主題歌担当）の3人。9月3日に行われた「七つの大罪FES 聖戦の幕間」を振り返る。
- 2017年1月11日 HiBiKi Radio Stationにて配信（49回目扱い）。パーソナリティは久野美咲（ホーク 役）と梶裕貴（メリオダス 役）の2人。
- 2017年2月8日 HiBiKi Radio Stationにて配信（50回目扱い）。パーソナリティは久野美咲（ホーク 役）と雨宮天（エリザベス 役）の2人。

ラジオ七分の大罪
2016年新作テレビアニメ制作決定になり、作品を盛り上げる番組として、〈豚の帽子〉亭ホークトークが帰ってきた。番組時間が7分と決めてその時間に様々なことをしていく。パーソナリティーは久野美咲（ホーク 役）。
2016年1月6日から2017年2月22日までHiBiKi Radio Stationにて毎週水曜日に配信をしていた。さらにHiBiKi Radio Station会員のみ聞ける「楽屋裏」も同時更新された。
ゲスト

2016年
- 1月 梶裕貴（メリオダス 役）
- 2月 髙木裕平（ゴウセル 役）
- 3月 悠木碧（ディアンヌ 役）
- 4月 鈴木達央（バン 役）
- 5月 雨宮天（エリザベス 役）
- 6月 髙木裕平（ゴウセル 役）
- 7月 伊瀬茉莉也（ギーラ 役）
- 8月 福山潤（キング / ハーレクイン 役）
- 9月 髙木裕平（ゴウセル 役）
- 10月 鈴木達央（バン 役）
- 11月 小西克幸（ドレファス 役）
- 12月 悠木碧（ディアンヌ 役）

2017年
- 1月 梶裕貴（メリオダス 役）
- 2月 雨宮天（エリザベス 役）

ラジオ七つの大罪 ホークトークの復活
2018年より新作TVアニメ「七つの大罪 戒めの復活」の放送開始に伴い、番組を盛り上げるためにホークトークも復活。パーソナリティーは引き続き久野美咲（ホーク 役）。
2017年12月27日から2018年7月25日まで響 -HiBiKi Radio Station-にて配信されたWEBラジオ番組。隔週水曜日更新。
コーナー
メール一丁、入ります（作品の感想やふつおたなど）
トークの十戒（十戒にちなんで単語10個を引いて全て盛り込んだトーク）
縁側ホ－っこりトーク（縁側にいるような気分で、のんびりとほっこりするメール）
ゲスト
- #00・01：内田夕夜（ヘンドリクセン 役）
- #02・03：鈴木達央（バン 役）
- #04・05：髙木裕平（ゴウセル 役）
- #06・07：岩崎ひろし（ガラン 役）
- #08・09：小林裕介（グロキシニア 役）
- #10：小岩井ことり（エレイン 役）
- #11：西凜太朗（オスロ－ 役、他）
- #12・13：國立幸（アーサー＝ペンドラゴン）
- #14・15：杉田智和（エスカノール）

ラジオ七つの大罪 天空のホークトーク
2018年8月18日に『劇場版 七つの大罪 天空の囚われ人』が公開されることに合わせて番組をリニューアル。パーソナリティーは引き続き久野美咲（ホーク 役）。
2018年8月8日から2018年10月3日、響 -HiBiKi Radio Station-にて配信されたWEBラジオ番組。隔週水曜日更新。
ゲスト
- #01：代永翼（ソラーダ 役）
- #02・03：梶裕貴（メリオダス、ゼルドリス 役）
- #04・05：雨宮天（エリザベス、リズ 役）

### 関連書籍
- 鈴木央（原作） 『七つの大罪 公式アニメガイド アニ罪』 2015年4月17日発売[講 64]、ISBN 978-4-06-377174-9

## 劇場アニメ
いずれも、原作の鈴木描き下ろしによるオリジナルストーリーとなっている。

### 劇場版 七つの大罪 天空の囚われ人
2018年8月18日に『劇場版 七つの大罪 天空の囚われ人』（げきじょうばん ななつのたいざい てんくうのとらわれびと）のタイトルで東映の配給により公開された。
総監督・監督・脚本スタッフ以外は制作会社含め、テレビアニメ第2期までの制作スタッフが続投する。本作のゲスト声優としてお笑い芸人のよゐこと、YouTuber「フィッシャーズ」のメンバーであるシルクロード、小学生ユーチューバーコンビであるかんな&あきらが出演する。よゐこは本作の応援隊長を兼任する。
興行収入は6億5000万円。
2019年2月27日にBlu-rayとDVDが完全生産限定版（Blu-ray：ANZX-14007/8、DVD：ANZB-14007/8）および通常版（DVD：ANSB-14007）の2種類で発売。

#### オリジナルキャラクター（天空の囚われ人）

##### 黒の六騎士
ベルリオン
声 - 森川智之
強大な魔力を持ち恐れられ封印された、魔神族・〈黒の六騎士〉のリーダー。天翼人に封じられたインデュラを蘇らせ、その力を使い魔神族の王になろうとしている。自身を〈十戒〉に選ばなかったメリオダスを逆恨みしている。〈七つの大罪〉との戦いで戦死した部下5人の魂でインデュラを蘇らせるも、メリオダスに倒され、自身の魂をインデュラに注ぎ戦死した。
ガラ
声 - 日笠陽子
〈黒の六騎士〉の1人。〈黒の六騎士〉の中では人間に近い容姿をしている。鞭で叩いたものを凶暴化させる能力を持つ。ディアンヌとキングに敗北し戦死した。
「肉散鞭（フレッシュクラッシュ）」
光をまとった鞭を高速で振り回す。
ダハーカ
声 - 櫻井トオル
〈黒の六騎士〉の1人。人間にカモフラージュして天翼人の魂を食らうが、メリオダスに敗れ戦死し、〈黒の六騎士〉最初の死亡者となる。
「ボルティックウィップ」
髪で敵を縛り電撃を流し込む。
「サンダーカーニバル」
電撃の玉を多量に発生させ放つ。
デロッキオ
声 - 天田益男
〈黒の六騎士〉の1人。獅子のような顔をしている。マーリンに圧倒され、ガラの鞭によって巨大化された腕で反撃をするもエスカノールに止めを刺され戦死した。
「ブレイズストーム」
炎の竜巻を発生させる。
「アイスメテオ」
氷の雨を降らせる。
「炎無効（ノーファイア）」
炎の盾を出す。
「氷無効（ノーフリーズ）」
氷の盾を出す。
「四大元素無効の盾（フォーエレメントゼロバリア）」
四大元素全ての性質をもったバリアで身を守る。
アトラ
声 - 黒田崇矢
〈黒の六騎士〉の1人。赤い粘液を半身に纏っている。天翼人の魂を使い、インデュラ復活の儀式を行おうとしたところをゴウセル、キングと戦闘となり、キングに石化させられゴウセルによって粉々に砕かれ戦死した。
パンプ
声 - シルクロード（フィッシャーズ）
〈黒の六騎士〉の1人。体から針を放つ能力を持つ。〈十戒〉ガランの甥だが劇中でそれが言及されたことはない。エルラッテを襲ったが、助太刀に来たバンと戦う。体から出した複数の針でバンを串刺しにするも不死身のバンには通用せず、逆に抱きしめられ胴体を折られ戦死した。
「ヒュプノスティンガー」
全身から相手を麻痺させる猛毒を持つ針を放つ。

##### 天翼人
ソラーダ
声 - 代永翼
天翼人の少年で、メリオダスにそっくりな容姿をしている。
エルラッテ
声 - 戸松遥
天翼人の少女で、エリザベスにそっくりな容姿をしている。

#### スタッフ（天空の囚われ人）
- 原作・劇場版原作ネーム - 鈴木央[9][59]
- 総監督 - 阿部記之[9][59]
- 監督 - 西片康人[9][59]
- 脚本 - 上江洲誠[9][59]
- 絵コンテ - 阿部記之、西片康人、甲斐泰之、南川達馬、小原正和
- 演出 - 阿部記之、西片康人、甲斐泰之、南川達馬、徳田大貴、河野亜矢子、中川淳、ランチ・BOX、高村雄太
- キャラクターデザイン - 佐々木啓悟[9][59]
- 画面設計 - 竹内志保
- プロップデザイン - 宮川治雄[9]
- 総作画監督 - 佐々木啓悟[9][59]、小松麻美
- 作画監督 - 小松麻美、松田剛吏、甲斐泰之、佐藤千春、浜津武広、山本祐子、ランチ・BOX、小美野雅彦、寺尾憲治
- 色彩設計 - 茂木孝浩[9]、岡崎菜々子[9]
- 美術監督 - 伊東広道[9]
- 美術設定 - 成田偉保[9]
- 撮影監督 - 木村俊也[9]
- CGディレクター - 軽部優[9]
- 編集 - 後藤正浩[9]
- 音楽 - 澤野弘之[9][59]、和田貴史[9]
- 音楽制作 - アニプレックス
- 音響監督 - 若林和弘[9]
- プロデューサー - 瓜生恭子、古川慎、石川啓、亀井博司、鍋岩晶子、加瀬直人、長谷川嘉範
- アニメーションプロデューサー - 山田賢志郎、渋谷晃尚
- 制作 - A-1 Pictures[9][59]
- 配給 - 東映[9][59]
- 製作 - 「劇場版 七つの大罪」製作委員会[9][59]（アニプレックス、講談社、東映、MBS、電通、サミー、ムービック）
- 主題歌 - 乃木坂46「空扉」[66][67]（作詞：秋元康、作曲：FURUTA、Dr.Lilcom、編曲：Dr.Lilcom）

### 劇場版 七つの大罪 光に呪われし者たち
2021年7月2日に劇場アニメ第2作『劇場版 七つの大罪 光に呪われし者たち』（げきじょうばん ななつのたいざい ひかりにのろわれしものたち）が東映の配給により公開された。原作およびテレビアニメのその後が描かれる。興行収入は3億1000万円。
一部のメインスタッフはテレビアニメ第3・4期の制作スタッフが続投する。また本作のゲスト声優として、女優の倉科カナとお笑い芸人の川島明、井上裕介が出演する。

#### オリジナルキャラクター（光に呪われし者たち）
ダリア
声 - 中村悠一
2代目妖精王。身長200cm。キング（ハーレクイン）が生まれる前に妖精族の森を去っていたため、キングはダリアのことを詳しく知らなかった。筋骨隆々とした体格で、本人曰く「武闘派」。〈七つの大罪〉に聖戦を汚されたことを憎み復讐しょうとしている最高神から洗脳される。メリオダスに敗北し洗脳から解放される。その後の消息は不明。
「霊槍ダレンハート」
第四形態「光華（サンフラワー）」
キングが使うものと同じ。
第五形態「増殖（インクリース）」
キングが使うものと同じ。
第七形態「神樹の大鎧（ユグドラ・プレート）」
肉弾戦用の鎧をまとう。
「妖精の鉄槌（キラー・フェアリー）」
炎をまとって突撃する。

ダブズ
声 - 神尾晋一郎
巨人族の名工。身長280cm。巨人族にしては小柄な体格をしている。メリオダスの武器である「神器ロストヴェイン」や「常闇の棺」を作った張本人。ダリア同様最高神に洗脳された。ゼルドリスに敗北し洗脳から解放される。その後の消息は不明。
「監獄の錫杖」
錫杖の先を煙のように拡散させ敵を捕縛する。
「飛翔する大皿（フライングソーサー）」
自作の武器。顔のついた盾。
「死神の鎌」
自作の武器。敵を追尾する。

魔神
声 - 川島明、井上裕介
ゼルドリスに仕える魔人。三千年前、女神族であるエリザベスとの出会いを機に魔神族を裏切ったメリオダスを嫌悪している。

#### スタッフ（光に呪われし者たち）
- 原作 - 鈴木央[70][71]
- 監督 - 浜名孝行[70][71]
- 脚本 - 池田臨太郎[70][71]
- キャラクターデザイン - 西野理惠[70][71]
- 絵コンテ - 浜名孝行
- 演出 - 浜名孝行 鈴木孝総 山崎茂 安藤貴史
- 総作画監督 - りお 高橋成之 森本浩文 石井明治 杉本海帆 いのうえりか
- 作画監督 - 松原一之 日下岳史 永田詩央里 吉田和香子 武本大介 村長由紀 森本浩文 高橋成之 OLM 近藤瑠衣 稲手遥香 菅原美幸 石丸史典
- アクション作画監督 - 戸倉紀元 酒井智史 小澤和則 南伸一郎
- 美術監督 - 空閑由美子[70][71]
- 色彩設計 - 桂木今里[70][71]
- 撮影監督 - 近藤慎与[70][71]
- 3D監督 - 大嶋慎介[70][71]
- 編集 - 小野寺桂子[70][71]
- 音響監督 - 若林和弘[70][71]
- 音楽 - KOHTA YAMAMOTO、澤野弘之[70][71]
- 制作 - スタジオディーン[70][71]
- 製作 - 「劇場版 七つの大罪 光に呪われし者たち」製作委員会[70][71]
- 配給 - 東映[70][71]
- 主題歌 - 岡野昭仁（ポルノグラフィティ）「その先の光へ」[70][71][74]（作詞：スガシカオ、作曲：澤野弘之。コーラスには梶裕貴と雨宮天が参加している。）[75][76]

#### 特別番組
『光に呪われ者たち』の公開に先駆けて、2021年6月に特別番組『公開直前「劇場版 七つの大罪 光に呪われし者たち」見なきゃ損!! 最後に大罪人集結SP』がテレビ東京系列ほかにて順次放送。出演は梶裕貴（メリオダス役）、雨宮天（エリザベス役）、倉科カナ（最高神役）、川島明（魔神役）。
| 放送日        | 放送時間                     | 放送局              | 対象地域・備考                                                      |
| ------------- | ---------------------------- | ------------------- | ------------------------------------------------------------------- |
| 2021年6月30日 | 水曜 17:10 - 17:40           | テレビ東京系列全6局 | 北海道・関東広域圏・愛知県・大阪府・岡山県・香川県・福岡県 字幕放送 |
| 2021年7月1日  | 木曜 0:55 - 1:25（水曜深夜） | 仙台放送            | 宮城県                                                              |
| 2021年7月2日  | 金曜 2:25 - 2:55（木曜深夜） | 広島ホームテレビ    | 広島県                                                              |
| 2021年7月3日  | 土曜 10:55 - 11:25           | テレビ愛媛          | 愛媛県                                                              |
|               | 土曜 11:20 - 11:50           | 石川テレビ          | 石川県                                                              |
|               | 土曜 13:30 - 14:00           | 琉球放送            | 青森県                                                              |
|               | 土曜 14:30 - 15:00           | 山形放送            | 山形県                                                              |
|               |                              | テレビ信州          | 長野県                                                              |
|               | 土曜 15:00 - 15:30           | 長崎放送            | 長崎県                                                              |
|               | 土曜 15:30 - 16:00           | 秋田テレビ          | 秋田県                                                              |
|               | 土曜 16:55 - 17:25           | 高知さんさんテレビ  | 高知県                                                              |
| 2021年7月4日  | 日曜 13:00 - 13:30           | 大分放送            | 大分県                                                              |
|               | 日曜 15:00 - 15:30           | AT-X                | CS放送                                                              |
|               | 日曜 15:30 - 16:00           | IBC岩手放送         | 岩手県                                                              |
|               | 日曜 16:30 - 17:00           | 青森放送            | 青森県                                                              |
|               |                              | 静岡放送            | 静岡県                                                              |
| 2021年7月6日  | 火曜 15:15 - 15:45           | テレビ宮崎          | 宮崎県                                                              |
| 2021年7月10日 | 土曜 10:00 - 10:30           | テレビ新潟          | 新潟県                                                              |
|               |                              | 山梨放送            | 山梨県                                                              |
|               | 土曜 15:30 - 16:00           | 福島中央テレビ      | 福島県                                                              |
|               | 土曜 17:00 - 17:30           | 福井テレビ          | 福井県                                                              |
| 2021年7月11日 | 日曜 1:00 - 1:30（土曜深夜） | 北日本放送          | 富山県                                                              |
|               | 日曜 10:25 - 10:55           | 山口放送            | 山口県                                                              |
|               | 日曜 16:55 - 17:25           | 日本海テレビ        | 鳥取県・島根県                                                      |
| 2021年7月12日 | 月曜 1:10 - 1:40（日曜深夜） | 南日本放送          | 鹿児島県                                                            |
| 2021年7月18日 | 日曜 12:35 - 13:05           | くまもと県民テレビ  | 熊本県                                                              |

### 七つの大罪 怨嗟のエジンバラ
トリスタンを主人公とするスピンオフ映画『七つの大罪 怨嗟のエジンバラ』（ななつのたいざい えんさのエシンバラ）が、前後編で製作され、前編は2022年12月20日にNetflixにて全世界独占配信。後編は2023年8月8日配信。

#### スタッフ（怨嗟のエジンバラ）
|                              | 前編                         | 後編                         |
| ---------------------------- | ---------------------------- | ---------------------------- |
| 原作                         | 鈴木央                       | 鈴木央                       |
| 総監督                       | 阿部記之                     | 阿部記之                     |
| 監督                         | ボブ白旗                     | ボブ白旗                     |
| 脚本                         | 池田臨太郎                   | 池田臨太郎                   |
| キャラクターデザイン         | 河口千恵                     | 河口千恵                     |
| 美術監督                     | 河合泰利                     | 河合泰利                     |
| 色彩設計                     | のぼりはるこ                 | のぼりはるこ                 |
| 撮影監督                     | Yoon Hyunho                  | Yoon Hyunho                  |
| 編集                         | 内田恵                       | 内田恵                       |
| 音響監督                     | 若林和弘                     | 若林和弘                     |
| 音楽                         | KOHTA YAMAMOTO 澤野弘之      | KOHTA YAMAMOTO 澤野弘之      |
| エグゼクティブプロデューサー | 高見洋平                     | 高見洋平                     |
| エグゼクティブプロデューサー | 許瑠伊                       | 小原康平                     |
| プロデューサー               | 古川慎                       | 古川慎                       |
| アニメーションプロデューサー | 大野雅義 松田桂一            | 大野雅義 松田桂一            |
| アニメーションプロデューサー | 大野恵                       | N/A                          |
| ラインプロデューサー         | 関口慧                       | 関口慧                       |
| 制作                         | Alfred Imageworks×Marvy Jack | Alfred Imageworks×Marvy Jack |

#### 主題歌（怨嗟のエジンバラ）
「LEMONADE」
SawanoHiroyuki [nZk]:XAIによる前編の主題歌。作詞はBenjamin + cAnON、作曲・編曲は澤野弘之。
「odd:I」
SawanoHiroyuki [nZk]:Akihito Okanoによる後編の主題歌。作詞はSennaRin、作曲・編曲は澤野弘之。

## 舞台
劇場アニメ第1作の公開を記念し、舞台第1弾『七つの大罪 The STAGE』が、2018年8月3日から12日まで東京の天王洲 銀河劇場で、18日から20日まで大阪のシアター・ドラマシティで上演された。脚本・演出は毛利亘宏。
2020年6月には続編となる『七つの大罪 The Stage-裏切りの聖騎士長-』が上演予定だったが、新型コロナウィルス感染症の流行の影響で全公演が中止になった。

### キャスト
- メリオダス：納谷健[83]
- エリザベス：梅澤美波（乃木坂46）[83]
- バン：有澤樟太郎[83]
- ディアンヌ：長谷川かすみ[83]
- キング：斎藤直紀[83]
- ゴウセル：北村諒[83]
- ギルサンダー：榊原徹士[83]
- ハウザー：川隅美慎[83]
- グリアモール：野村祐希[83]
- ジェリコ：小玉百夏[83]
- スレイダー：奈良坂潤紀[83]
- ヘルブラム：窪寺昭[83]
- ギーラ：田野アサミ[83]
- ヘンドリクセン：輝馬[83]

## ゲーム

### モバイルゲーム
七つの大罪 ポケットの中の騎士団
スマートフォン向けゲームとして、Mobageより2015年1月29日から配信。ジャンルはバトルRPG。
2017年3月31日にサービス終了した。
七つの大罪 〜光と闇の交戦（グランドクロス）〜
スマートフォン向けゲームとして、Netmarbleより2019年6月4日から配信中。ジャンルはシネマティックアドベンチャーRPG。
七つの大罪 ～リトルクロニクル～
スマートフォン向けゲームとして、Netmarbleより2024年8月13日から配信中。ジャンルはカジュアルRPG。

### コンシューマーゲーム
七つの大罪 真実の冤罪（アンジャスト・シン）
ニンテンドー3DS用ソフトとして、バンダイナムコゲームスより2015年2月11日に発売。ジャンルはアクションアドベンチャーゲーム。
七つの大罪 ブリタニアの旅人
PlayStation 4用ソフトとして、バンダイナムコエンターテインメントより2018年1月25日に発売。ジャンルはアクションゲーム。第2期放送終了までの間追加キャラクターやクエストを無償配信している。

### パソコンゲーム
七つの大罪 夢幻大冒険
PC向けブラウザゲームとして、Yahoo!ゲームにてマーベラスより2018年3月15日から配信。ジャンルは無限大ウロチョロRPG。
2018年12月27日にサービス終了した。

### ゲームブック
七つの大罪 ゲームブック 迷いの森の冒険
ゲームブック。小説の節を参照。

### ボードゲーム
七つの大罪 ボードゲーム『英雄の証』
第23巻限定版付属のボードゲーム。ゲームデザインは藤浪智之。付属の特製ダイス2個を用い、表題作のRPG風ボードゲーム『英雄の証』の他、ミニバトルゲーム『喧嘩祭り』とダイス占いで遊べる。
『英雄の証』は1 - 8人用のボードゲームで、各プレイヤーは〈七つの大罪〉の7名およびホークのうち1キャラクターを選んでプレイする。特製ダイスを振った結果に基づきブリタニア各地を巡りつつ、三種類の“英雄の証”を集めたプレイヤーが勝者となる。オプションルールとして、誰か1人が三種類の“英雄の証”を集めた時点で「ラスボスとの決戦」ステージへ移ることができ、ラスボスとの戦闘で勝利ポイントを一番稼いだプレイヤーが勝者となる。プレイに使用する8キャラクターには、それぞれ能力値と特殊能力が設定されており、プレイ中に発生する“英雄の証”獲得イベントの成否を左右する。
『喧嘩祭り』は2人用のダイスゲームで、各プレイヤーは〈七つの大罪〉の7名およびホークのうち1キャラクターを選んでプレイする。特製ダイスを振った結果に基づき、対戦相手にダメージを与えたり特殊能力を発動させたりし、先に相手のHPを0にした方が勝者となる。

### 体験型ゲーム
七つの大罪×リアル宝探し 幻の秘宝シルバーストーンを探せ! in みさき公園
タカラッシュ!とのコラボレーションで、体験型ゲームとして2015年9月10日から2016年1月7日にかけてみさき公園で開催された。

### 他作品でのコラボレーション
| - 戦国大戦 - 1600 関ヶ原 序の布石、葵打つ-（2014年） - チェインクロニクル〜絆の新大陸〜・チェインクロニクル3（2015年・2017年） - Mobage アバター（2015年・2016年） - 嫁コレ（2015年） - 白猫プロジェクト（2015年・2018年・2019年） - ポコロンダンジョンズ（2015年・2017年・2018年・2019年・2020年） - ミリオンチェイン（2015年） - ディバインゲート（2015年・2016年） - イルーナ戦記オンライン（2015年・2018年・2019年） - 輝星のリベリオン（2016年） - サモンズボード（2016年・2018年） - フルボッコヒーローズX（2016年） - 天空のクラフトフリート（2016年） - ケリ姫スイーツ（2016年・2017年・2018年） - 戦の海賊（2016年） - ぼくとドラゴン（2016年・2019年・2020年） - オルタンシア・サーガ -蒼の騎士団-（2016年） - セブンナイツ（2016年・2019年） - ユニゾンリーグ（2017年・2018年・2020年） - 戦乱のサムライキングダム（2017年・2019年） - エレメンタルストーリー（2017年） - セブンス・リバース（2017年・2018年） - 12オーディンズ（2017年） - アヴァロンΩ（2017年） - アヴァロンの騎士（2017年・2019年） - ワールドクロスサーガ -時と少女と鏡の扉-（2017年・） - モンスターハンター エクスプロア（2017年） - モンスターストライク（2017年・2020年） - 黒騎士と白の魔王（2017年・2020年） - エアリアルレジェンズ（2017年） - クリスタル オブ リユニオン（2017年・2018年・2020年） - 逆転オセロニア（2018年・2019年） - スマッシュ&マジック（2018年） - 白猫テニス（2018年） - ドラゴンポーカー（2018年） | - ドラゴンエッグ（2018年・2020年） - リネージュII（2018年） - サーヴァント オブ スローンズ（2018年） - 妖怪ウォッチ ぷにぷに（2018年・2021年） - ヴァルキリーコネクト（2018年・2019年・2021年） - ブラウンダスト（2018年） - 千年戦争アイギス（2018年） - セブンズストーリー（2019年・2021年） - 誰ガ為のアルケミスト（2019年・2020年） - ヴァルキリーアナトミア -ジ・オリジン-（2019年） - ソウルオブディフェンス（2019年） - ミリオンモンスター（2019年） - エイリアンのたまご（2019年） - モンスターコレクト〜時空を旅する冒険記〜（2019年） - 共闘ことばRPG コトダマン（2020年・2021年） - 三国大戦スマッシュ!（2020年） - ビビッドアーミー（2020年） - 荒野行動（2020年・2021年） - LINE レンジャー（2020年） - メルクストーリア - 癒術士と鈴のしらべ -（2020年） - 猫とドラゴン（2020年） - ゴエティアクロス（2020年） - メルヘン・オブ・ライト〜モロガミ放置RPG〜（2020年） - 魔界戦記ディスガイアRPG（2020年・2021年） - ブレイドエクスロード（2020年） - 天空のアムネジア（2021年） - THE KING OF FIGHTERS ALLSTAR（2021年） - 三国ドライブ（2021年） - THE KING OF FIGHTERS '98 ULTIMATE MATCH Online（2021年） - デュエル・マスターズ プレイス（2021年） - 極夜大陸：メテオの彼方（2021年） - REALIVE!〜帝都神楽舞隊〜（2021年） - 彼女、お借りします ヒロインオールスターズ（2021年） - 剣魂〜剣と絆の異世界冒険伝〜（2021年） - D×2 真・女神転生 リベレーション（2021年） |

## トレーディングカード
極コレカ 七つの大罪
2015年2月21日にタカラトミーから発売。

## パチンコ・パチスロ
これまでに6機種パチンコ、パチスロが発売されている。いずれも発売元はサミー。
- 『ぱちんこ CR 七つの大罪』（2018年7月発売）[205]
- 『P七つの大罪 強欲Ver』（2019年4月発売）[206]
- 『P七つの大罪 エリザベスVer』（2019年10月発売）[207]
- 『パチスロ七つの大罪』（2020年11月発売）
- 『P七つの大罪2』（2022年11月発売）[208] [209]
- 『P七つの大罪2 神千斬りVER』（2024年5月発売）